# 上海国際博覧会
上海国際博覧会（シャンハイこくさいはくらんかい）は、2010年5月1日から同年10月31日まで、中華人民共和国上海市浦東新区の上海世博園で開かれた国際博覧会である。
約160年の国際博覧会の歴史において発展途上国における初めての開催とされることが多いが、実際には1949年にハイチの首都ポルトープランスで博覧会が開かれたという記録があるほか、国際園芸博覧会兼国際博覧会（1990年に大阪で行われた花の万博と同じタイプ）は、1999年に同じ中国で昆明世界園芸博覧会が、2006年にはタイでチェンマイ国際園芸博覧会が開かれている。
過去に万博に参加したことがない北朝鮮が初めて出展、1970年の大阪の日本万国博覧会以来40年ぶりに参加する中華民国（台湾）が出展したことでも知られる。また、資金難で2000年のハノーヴァー万国博覧会への参加を見送ったアメリカ合衆国も、2005年の愛知万博に引き続き今回も出展するなど、参加国、国際機関は万博史上最多の246を数え、敷地も万博史上最大であり、世界193カ国が参加申請うち189カ国が出展し（クウェート、ブータン、ブルキナファソの3か国は開幕前に申請を撤回した）、中国では皇帝時代の「万国来朝」に喩えられた。
建設、運営費用などの総事業費は万博史上最高額の約286億元（約3,900億円）、地下鉄や空港などのインフラ建設や都市整備などを含めると4千億元（約5兆5千億円）が投入された。

## 概要
2002年12月3日にモナコのモンテカルロで開催されたBIE（博覧会国際事務局）総会で、メキシコシティ（メキシコ）、モスクワ（ロシア連邦）、麗水（韓国）、ヴロツワフ（ポーランド）を破って開催が決定した。2005年日本国際博覧会（愛知万博、愛・地球博）に続く、新条約としては2度目の総合的なテーマを取り扱う大規模な国際博覧会（登録博覧会）である。テーマは「より良い都市、より良い生活」（「城市、让生活更美好」、"Better City Better Life"）。シンボルカラーはグリーンとオレンジ。
中国語での正式名称は「中国2010年上海世界博覧会」であるが、「中国2010年上海世博会」の名称が主に使用され、略称として「上海世博会」・「上海世博」と呼ばれることも多い。日本語版公式ホームページでは「中国2010年上海万博」の名称が採用されている。
会場面積（観覧エリア）は黄浦江の両岸にまたがり、主として企業パビリオンが建ち並ぶ西岸の「浦西エリア」と主として各国のパビリオンが並ぶ東岸の「浦東エリア」に分かれ、両方を合わせると328ヘクタールにおよび、過去最大の広さである。会場の両端の距離は約4キロメートルであり、会場内の移動に地下鉄やバスが使用された。
万博のテーマソング『歓楽節拍123』を歌うのは台湾のアイドルグループ飛輪海である。公式マスコットは「海宝（ハイバオ、かいほう）」、また、ロゴマークは漢字の「世」とアラビア数字の「2010」を組み合わせたものである。
会期中の6か月間で、大阪万博を上回る史上最多の入場者を目指していたが、これは2010年10月16日に達成され、目標の7,000万人の入場者も2010年10月24日に達成された。

## 経過
堺屋太一によれば、1984年に堺屋が汪道涵上海市長に中国発展の起爆剤として万博開催を提案し、1985年からは新しく上海市長となった江沢民のもとで万博構想の具体化が進められ、上海万博準備室の黄耀誠副主任の要請で堺屋は高級顧問も務めた。
上海万博を開催するに先だって中国政府は、知的所有権にかかわるいくつかの条約を批准し、国内的にも、著作権や商標権の侵害を本格的に取り締まる法律の整備を行った。
- 2002年12月3日：BIE総会で、上海万博の開催が決定
- 2004年11月29日：シンボルマークを公開
- 2006年8月19日：会場建設着工式
- 2007年12月18日：公式マスコットキャラクター「海宝」を発表
- 2010年4月30日：開会式
- 2010年
  - 5月1日：開幕、初日の入場者数は約20万人[6]
  - 5月5日：悪天候も災いし、1日あたり入場者数が10万人を割り込む8.89万人にとどまった。入場者数が10万人を割り込んだのはこの日だけであった。
  - 6月5日：累積入場者数で1000万人達成
  - 6月28日：累積入場者数で2000万人達成
  - 7月21日：累積入場者数で3000万人達成[7]
  - 8月14日：累積入場者数で4000万人達成
  - 9月10日：累積入場者数で5000万人達成[8]
  - 10月8日：累積入場者数で6000万人達成
  - 10月16日：累積入場者数が大阪万博の約6422万人を超えた。また、同日、1日あたり入場者数が100万人を超える103.27万人を記録した。これは、これまでの1日あたりの入場者数記録である大阪万博の記録（1970年9月5日に記録した83万5,832人）を超え新記録となった。[9]
  - 10月24日：当初目標の7000万人の累積入場者数を達成。
  - 10月31日：閉幕。総入場者数は7308万人であった。なお、この日は前売券を持った観客だけが入場できた。

## 開幕式

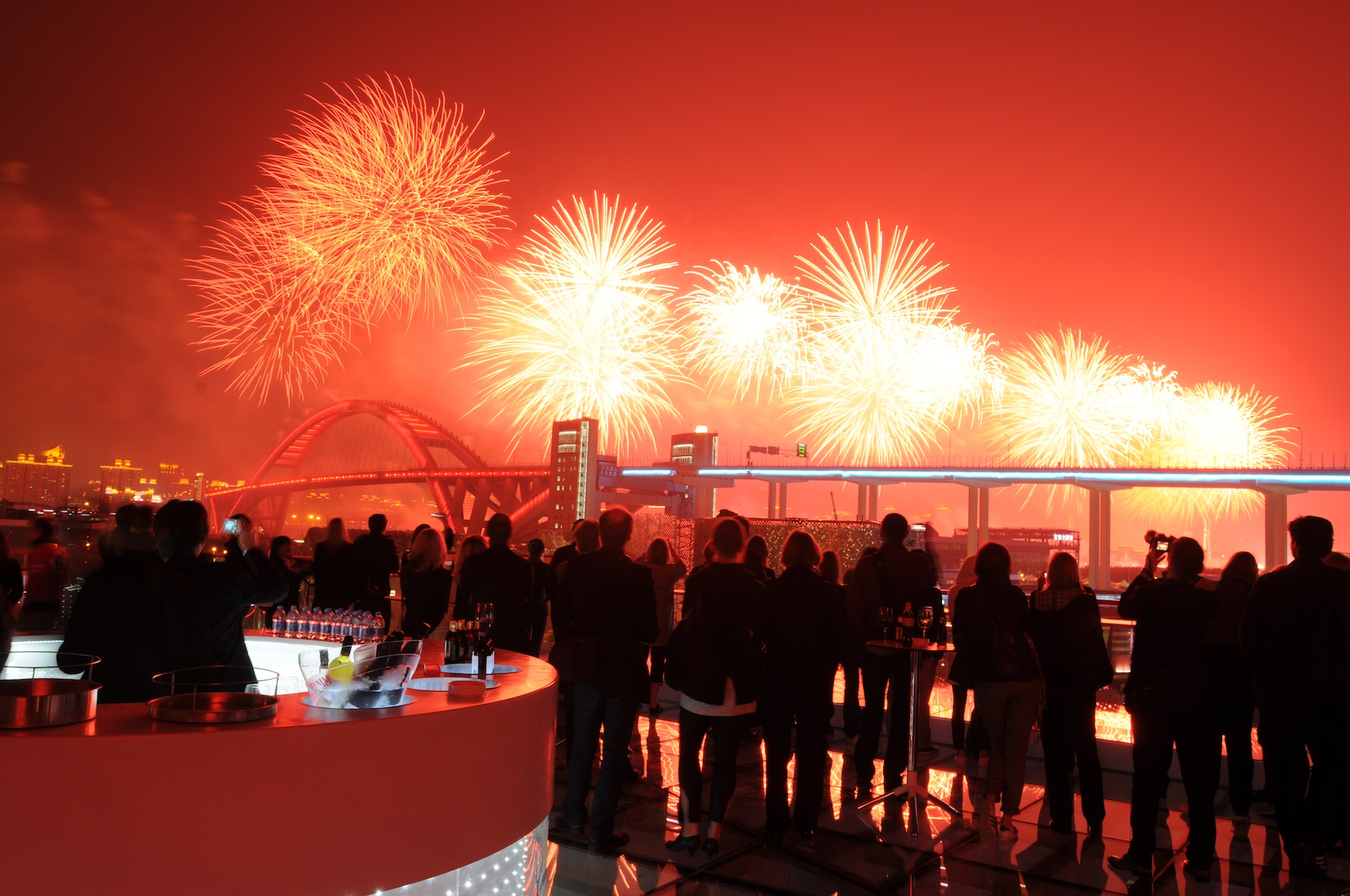
上海万博開幕式で打ち上げられた花火

開幕式は4月30日夜20時（北京時間）に万博文化センターで行われた。中国の胡錦濤総書記は万博会場近くでの歓迎夕食会で「上海万博は、中国と各国の人民の交流に新たな章を記すことになる」と語り、オープンセレモニーでは、イタリアの世界的なテノール歌手アンドレア・ボチェッリによってオペラ『トゥーランドット』のアリア「誰も寝てはならぬ」が歌われた。用意された花火は、2008年8月の北京オリンピック開幕式よりも2万発多い10万発であった。
開幕式には、中国共産党の最高指導部である政治局常務委員からは6人が出席し、海外からは約20人の首脳が参加した。胡錦濤総書記は、一人ひとり握手で迎えて記念撮影し、歓迎夕食会を開催した。
政治局常務委員
政治局常務委員の9人のうち、胡錦濤総書記、李長春、習近平、李克強、賀国強、周永康の6人のみが参加し、温家宝首相、賈慶林、呉邦国の3人は参加しなかった。
江沢民
上海閥のリーダーで、前中国共産党総書記の江沢民は悲願だった万博の一連の式典に姿を現さなかった。今回の万博誘致で指導的な役割を果たした江沢民の不参加は、胡錦濤との確執の深刻化や健康不安説などさまざまな憶測を呼んだ。
中華圏要人
曽蔭権香港特別行政区行政長官、崔世安マカオ特別行政区行政長官、連戦・呉伯雄両中国国民党名誉主席、宋楚瑜親民党主席、郁慕明新党主席、林炳坤無党団結聯盟主席が開会式に出席した。
国外要人
外国国家元首や政府首脳約20人が出席した。万博初参加の北朝鮮からは金永南最高人民会議常任委員長が出席した。中国におけるアフリカ重視の外交政策を反映して、アフリカ諸国からの要人の参加が目立ち、主要国のG8からは日本の仙谷由人国家戦略担当相、フランスのサルコジ大統領のみの参加であった。
| 国名               | 参加者                                     |
| ------------------ | ------------------------------------------ |
| マリ               | アマドゥ・トゥマニ・トゥーレ大統領         |
| 韓国               | 李明博大統領                               |
| 北朝鮮             | 金永南最高人民会議常任委員長               |
| 日本               | 仙谷由人国家戦略担当相                     |
| ガボン             | アリー・ボンゴ・オンディンバ大統領         |
| コンゴ共和国       | ドニ・サスヌゲソ大統領                     |
| ケニア             | ムワイ・キバキ大統領                       |
| マルタ             | ジョージ・アベラ大統領                     |
| ベトナム           | グエン・タン・ズン首相                     |
| モンゴル           | ツァヒアギーン・エルベグドルジ大統領       |
| フランス           | ニコラ・サルコジ大統領                     |
| マラウイ           | ビング・ワ・ムタリカ大統領                 |
| カンボジア         | フン・セン首相                             |
| アルメニア         | セルジ・サルキシャン大統領                 |
| セーシェル         | ジェイムス・ミッシェル大統領               |
| カザフスタン       | カリム・マシモフ首相                       |
| トルクメニスタン   | グルバングル・ベルディムハメドフ大統領     |
| ミクロネシア連邦   | マニー・モリ大統領                         |
| オランダ           | ヤン・ペーター・バルケネンデ首相           |
| 欧州委員会         | ジョゼ・マヌエル・ドゥラン・バローゾ委員長 |
| パレスチナ自治政府 | マフムード・アッバース議長                 |

## 閉幕式
閉幕式は10月31日夜20時（北京時間）に万博文化センターで行われた。BIE旗がドヴォルザークの交響曲第9番「新世界より」が演奏される中降ろされ、韓正上海市長からBIEのジャン・ピエール＝ラフォン議長、事務局長に引き継がれ、2015年ミラノ国際博覧会の開催地ミラノ市のレティツィア・モラッティ市長とミラノ万博CEOジュゼッペ・サラへ手渡された。

## 施設

### 主要施設

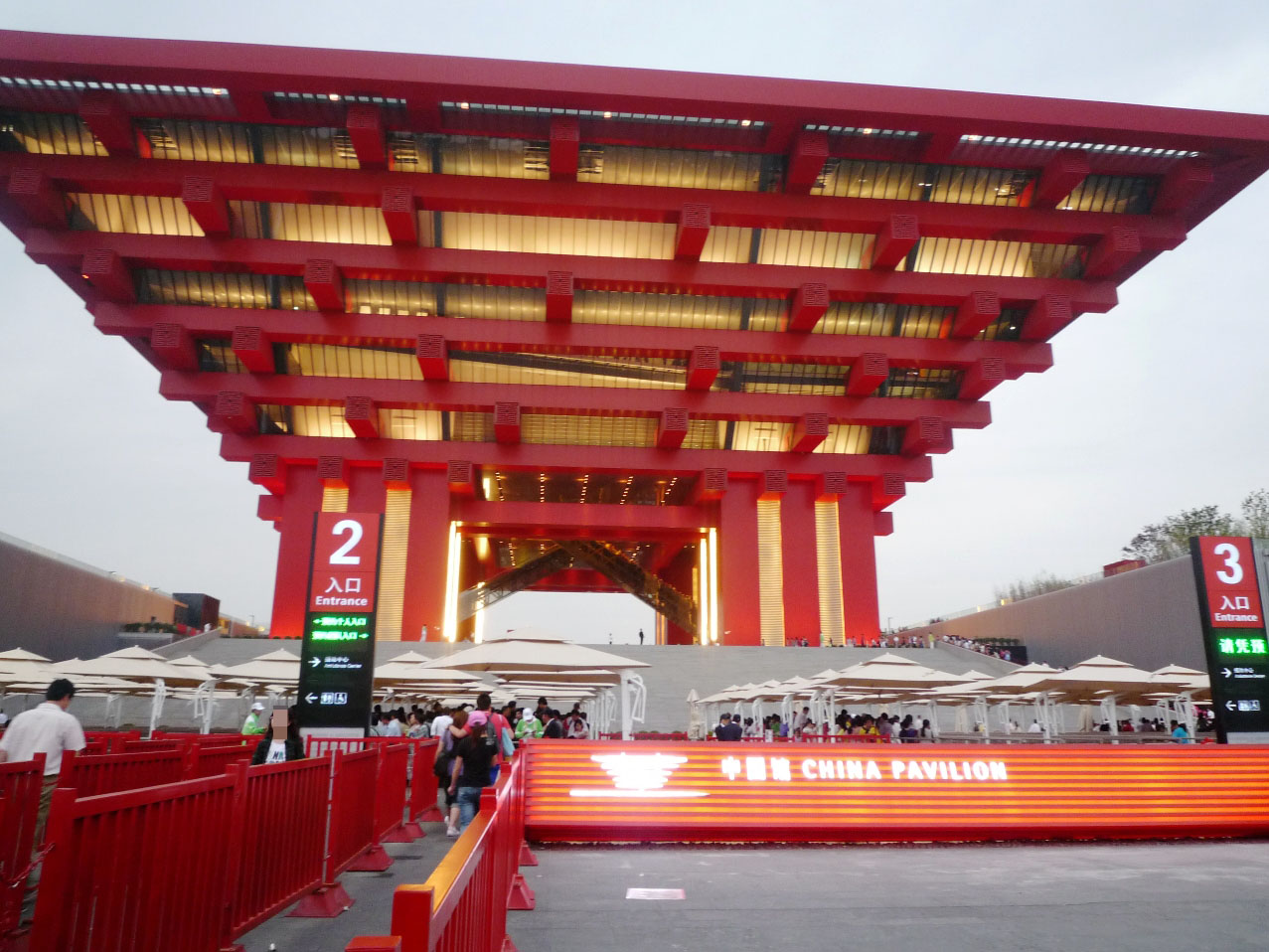
中国館

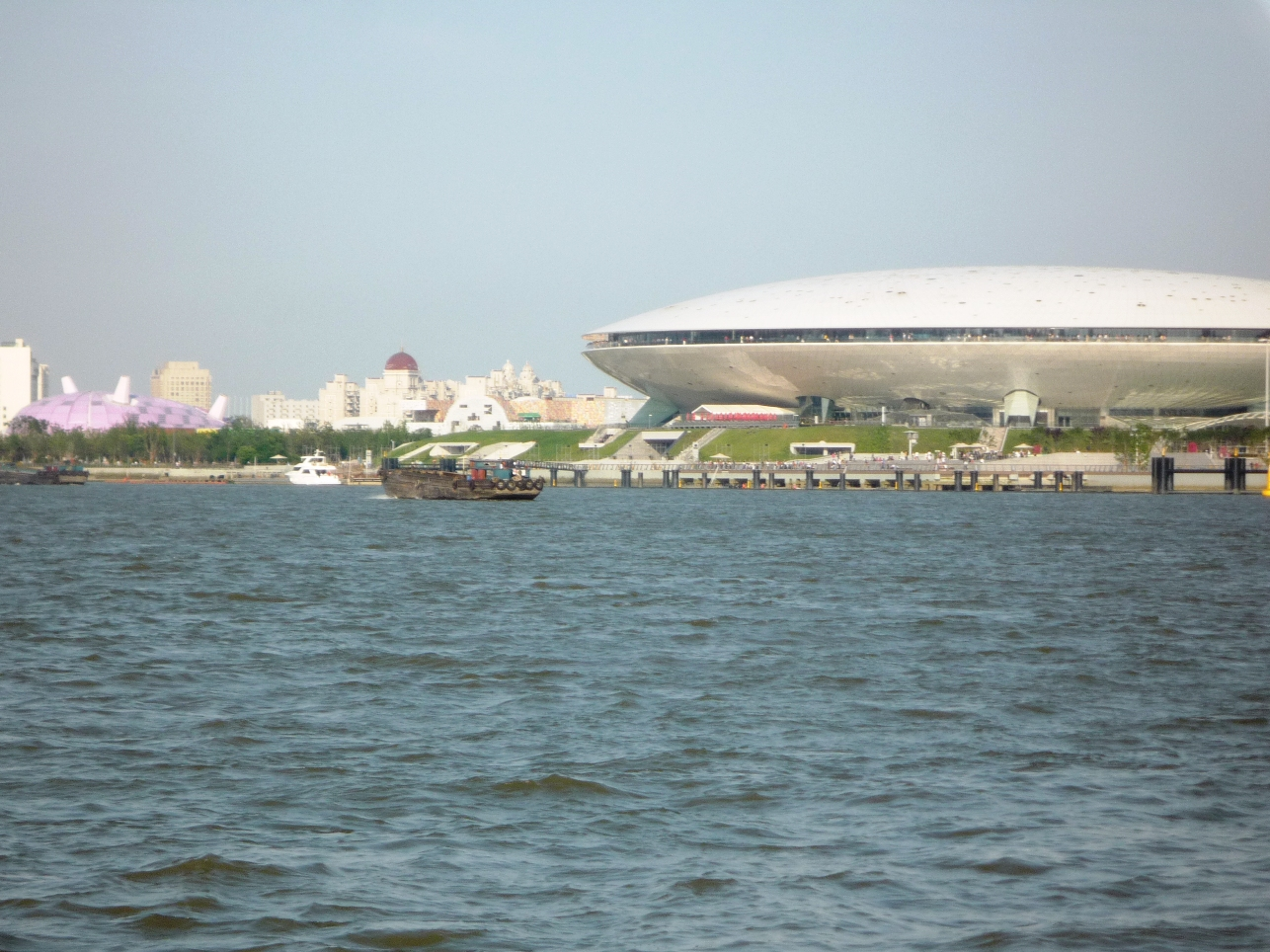
上海万博文化センターと日本館

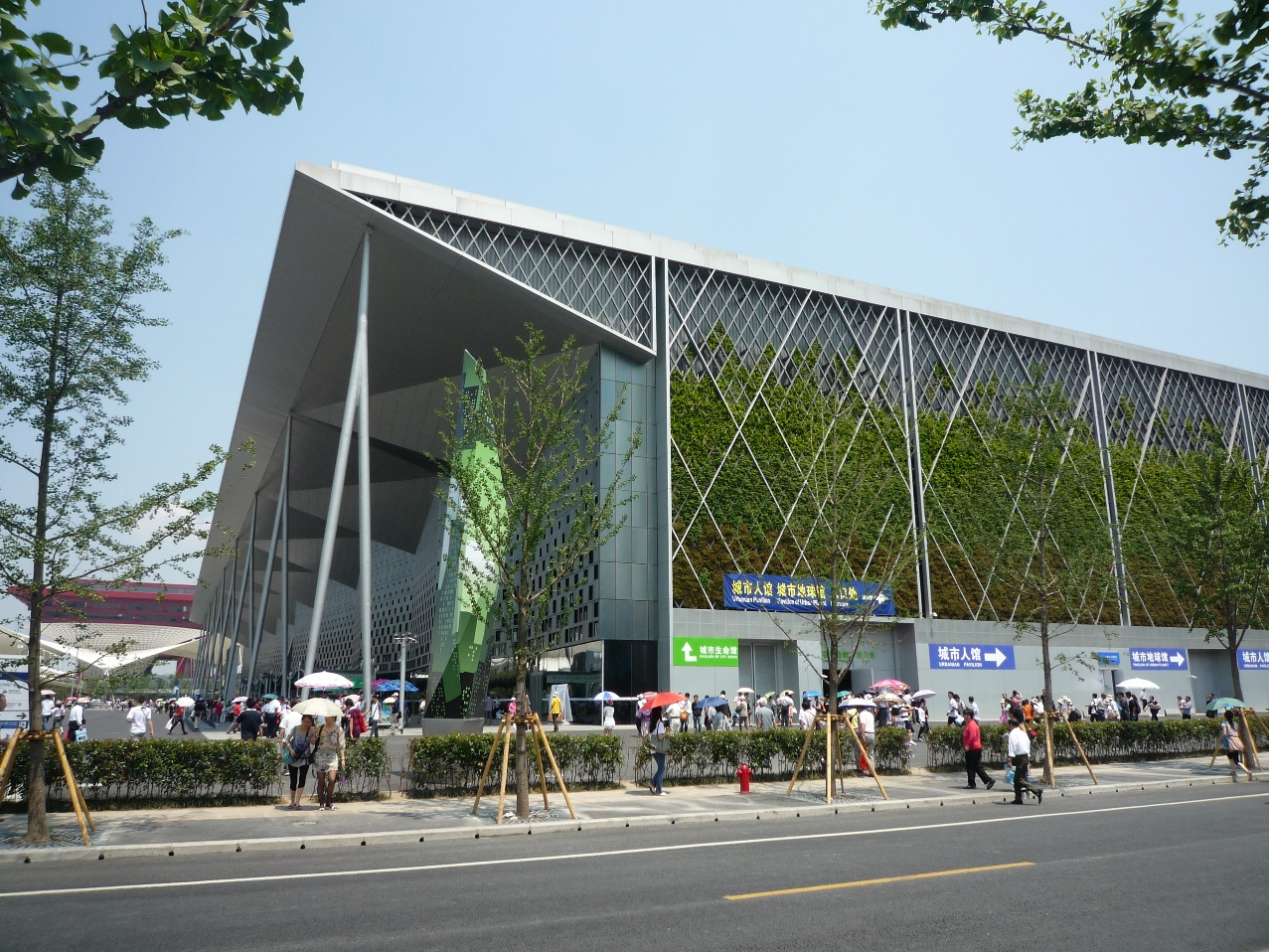
テーマ館

- 万国博覧センター
- 中国館（中国国家館）
- 生命陽光館
- テーマ館
- 上海万博文化センター

### 日本からの出展
日本からは、政府と民間企業が約130億円を折半して日本館を出展した。これにより日本館の出資費用約65億円は国費によってまかなわれたことになる。また、民間企業が中心となって出展した日本産業館のほか、大阪府と大阪市も共同で地方自治体出展した（なお、地方自治体による出展は日本館のイベントスペースでも行われている）。開催中は連日、入場まで4時間待ちもある程人気のパビリオンだった。
日本館[政府出展（一部民間企業）]

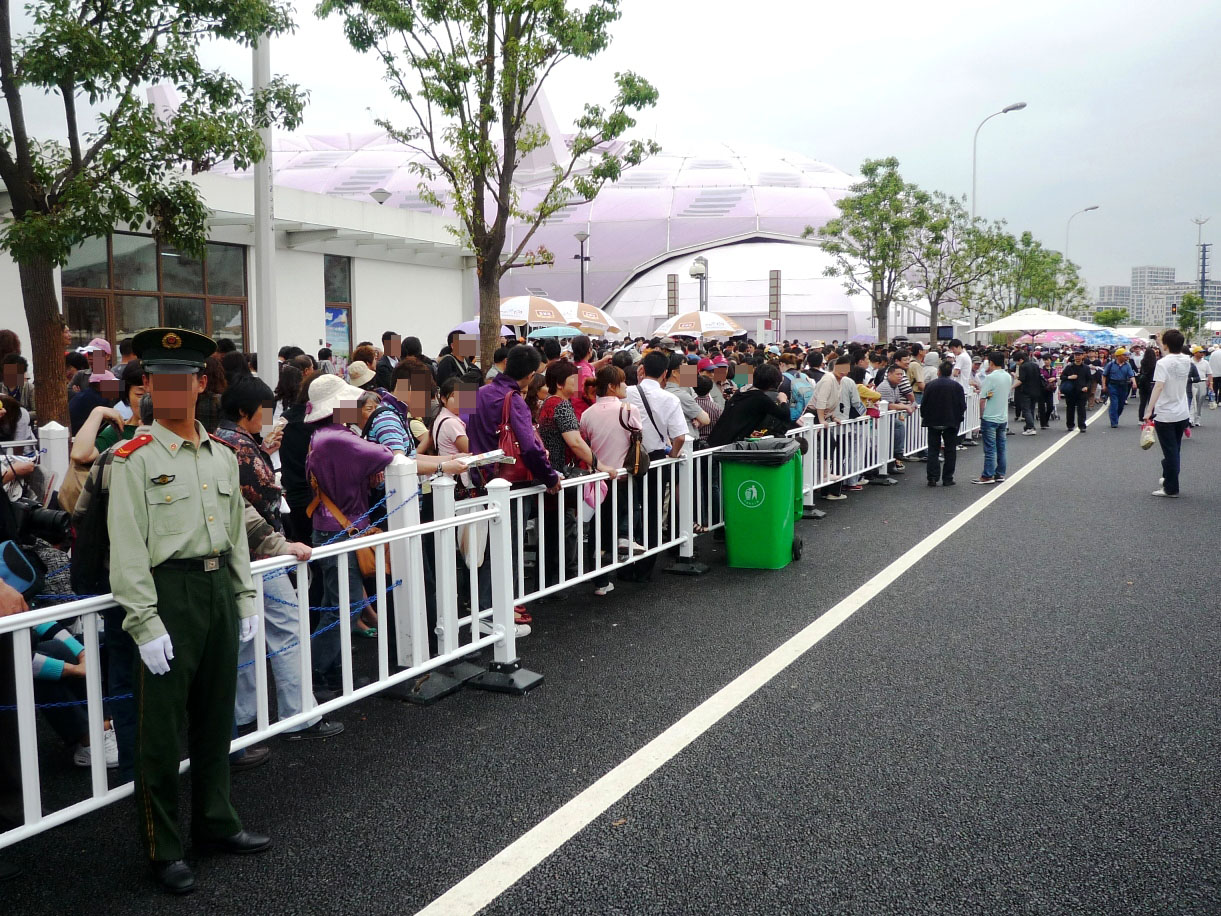
日本館の大行列。武装警察が割り込みを警戒している

テーマ：「心の和・技の和（心之和・技之和）」
日本館パビリオンの愛称は、「紫蚕島（かいこじま）」。 エココントロール技術を採用し、外部は発電可能な超軽型フィルムで囲まれ、内部は循環式呼吸ホールなどの最新技術を駆使している。江原規由が館長を務め、日本館展示を貫く象徴となっている鳥は一時は絶滅の危機に瀕したトキで、里山の再生と環境保護を訴えかつ現在の日本のトキは中国から贈られたものの子孫であることから日中のつながりを象徴している。日本館のシンボルマーク=“笑顔のつながり（微笑相联）”は、株式会社HAKUHODO DESIGNの岡室健が考案。日本貿易振興機構（ジェトロ）が音頭をとった。高性能カメラやロボット、壁と一体化したテレビジョンなどが人気を呼び、上海万博でもトップクラスの人気館となった。日本館のイベントスペースでは、富山県を皮切り（2010年5月8、9日）として 日本の地方自治体による出展も行われ盛況を博した。
日本産業館[民間企業出展]

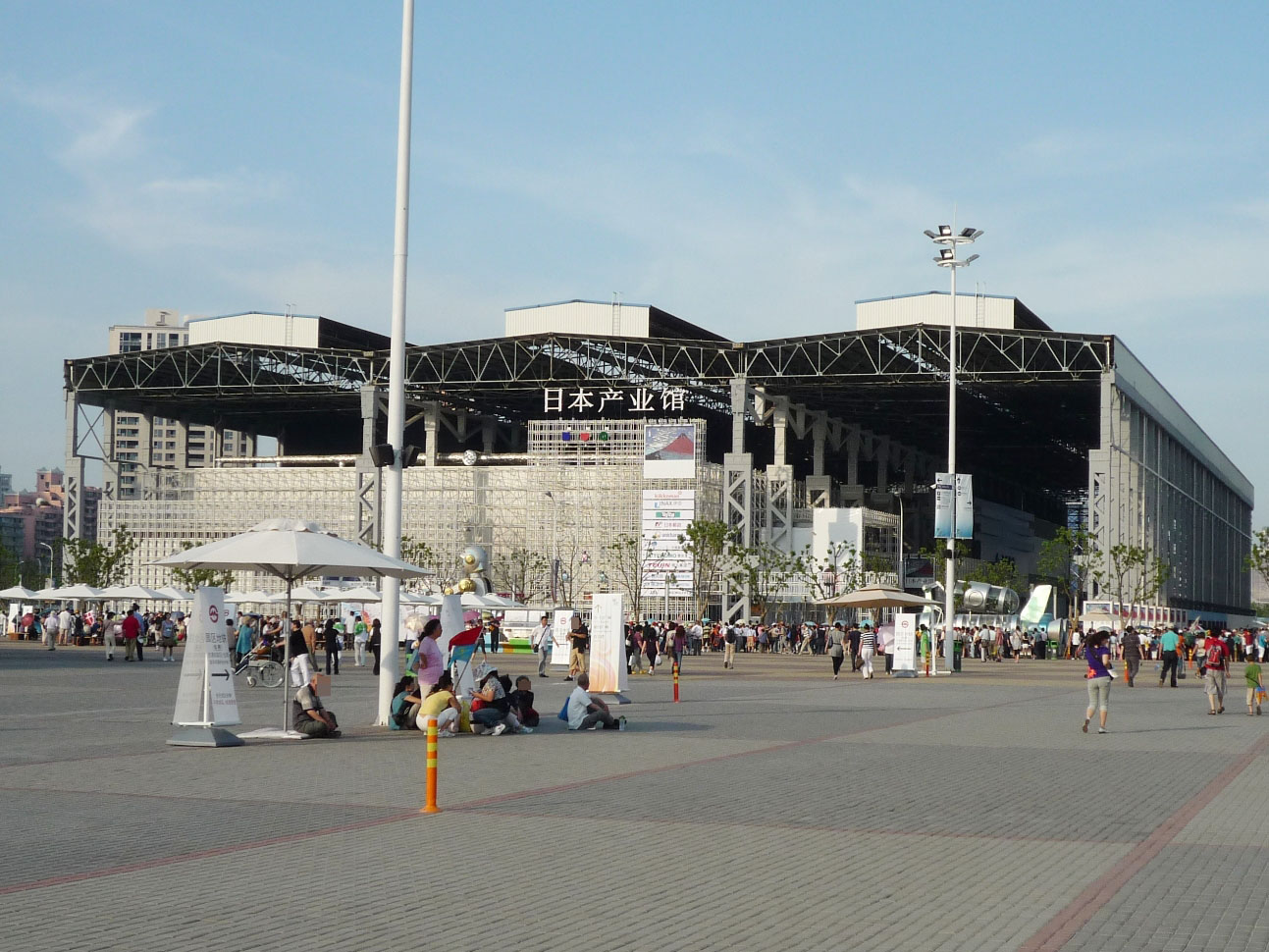
日本産業館

テーマ：「Better Life from JAPAN（日本が創るより良い暮らし・来自日本美好生活）」
日本産業館は、日本の企業や自治体が連合して出展する大規模な展示館。アジアで唯一の外国民間出展企業館であり、海外開催の国際博覧会では異例の大規模民間出展となった。総合プロデューサーは堺屋太一で同館の代表を兼ねた。館長はエッセイストの秋岡栄子。基本コンセプトは「きれイ、かわいイ、きもちいイ」（＝J感覚）。
大阪府・大阪市ケース（ベストシティ実践区）[地方自治体出展]
テーマ：「環境先進都市 水都大阪の挑戦（环境先进城市·水都大阪的挑战）」
経済成長とともに水の浄化や再生などの環境対策に取り組み、水を活かして持続発展可能な都市づくりを行ってきた「水都大阪」の官民の環境技術や先進的取り組みを紹介した。大阪府と大阪市がそれぞれ1億円ずつ出資し、民間企業を合わせた建設・運営費4億円でパビリオンを建設した。プロデューサーは橋爪紳也大阪府立大学教授。
2010年上海万博公園彫刻プロジェクト（園区沿江景観帯）[民間出展]
テーマ：「未来にツナガル街、人、友情」
博覧会場内の河沿いボードウォークに藤井浩一朗作のアクリル彫刻作品「父子情」を永久設置、その序幕イベントを開催するとともに復旦大学上海視覚芸術学院、華東師範大学や上海市内ギャラリー等で日中美術家のグループ展覧会等の関連プログラムを開催。キュレーターは深瀬鋭一郎。

### パビリオン一覧

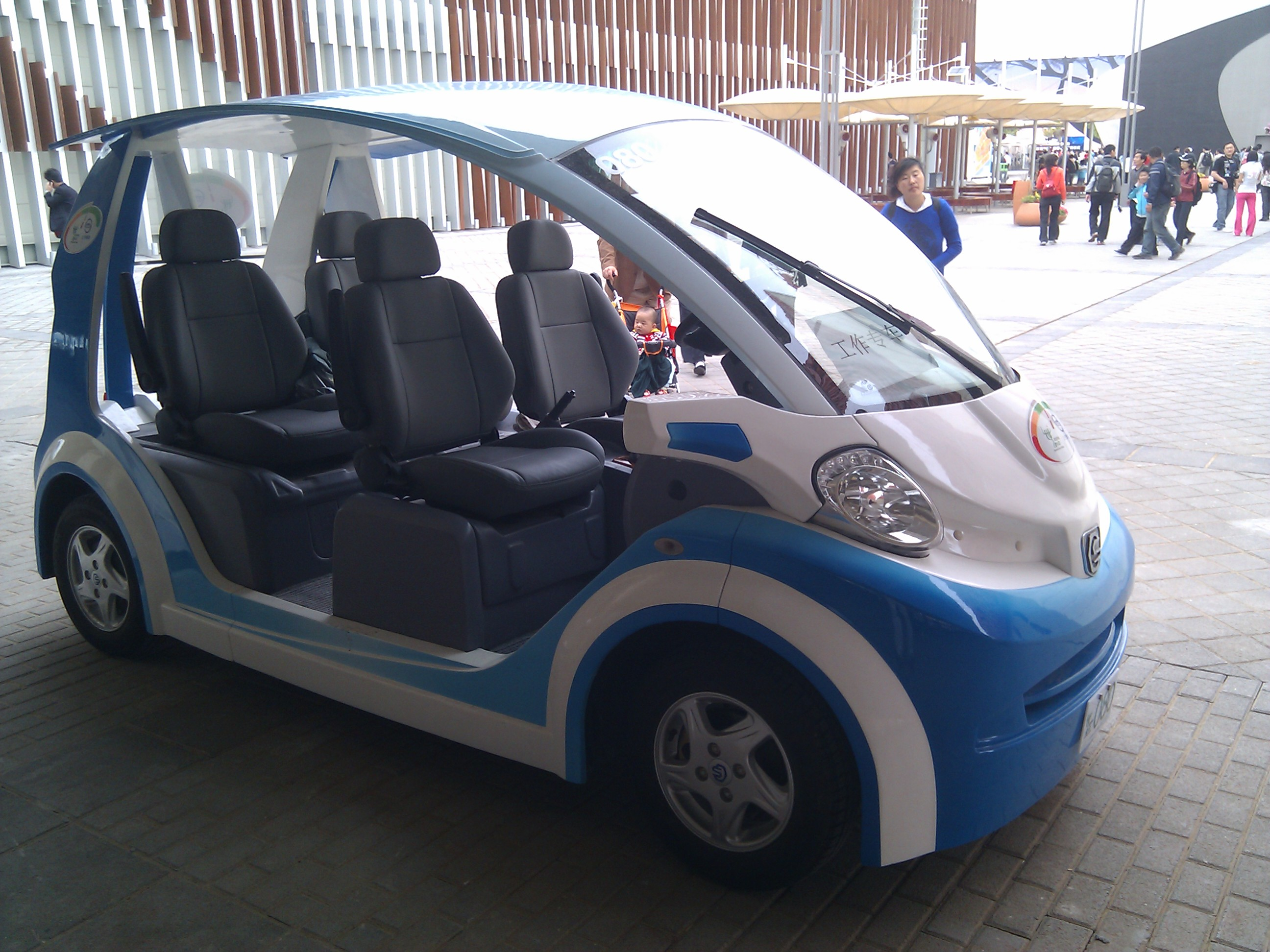
見学用の自動車

なお、パビリオンの日本語名は日本語版公式ホームページの表記による。
テーマ館
テーマ館（主题馆）は5つあった。メインのパビリオンはBゾーンにあり、1つの巨大な建物に「都市人館」・「都市生命館」・「都市プラネット館」が、大衆参加館および生命陽光館と共に設置されていた。そのため単に「テーマ館」と呼ぶ場合はこの建物を指した。
Aゾーン（A片区）
- 中国館（中国国家馆）
- アジア連合館一（亚洲联合馆一）
  - バングラデシュ館
  - キルギスタン館
  - モルディブ館
  - モンゴル館
  - タジキスタン館
  - 東ティモール館
- アジア連合館二（亚洲联合馆二）
  - アフガニスタン館
  - バーレーン館
  - ヨルダン館
  - パレスチナ館
  - シリア館
  - イエメン館
- アジア連合館三（亚洲联合馆三）
  - ラオス館
  - ミャンマー館
- 中国省区市連合館
  - 北京館
  - 天津館
  - 河北館
  - 山西館
  - 内モンゴル館（内蒙古馆）
  - 遼寧館
  - 吉林館
  - 黒竜江館
  - 江蘇館
  - 浙江館
  - 安徽館
  - 福建館
  - 江西館
  - 山東館
  - 河南館
  - 湖北館
  - 湖南館
  - 広東館
  - 広西館
  - 海南館
  - 重慶館
  - 四川館
  - 貴州館
  - 雲南館
  - チベット館（西藏馆）
  - 陝西館
  - 甘粛館
  - 青海館
  - 寧夏館
  - 新疆館
  - 上海館

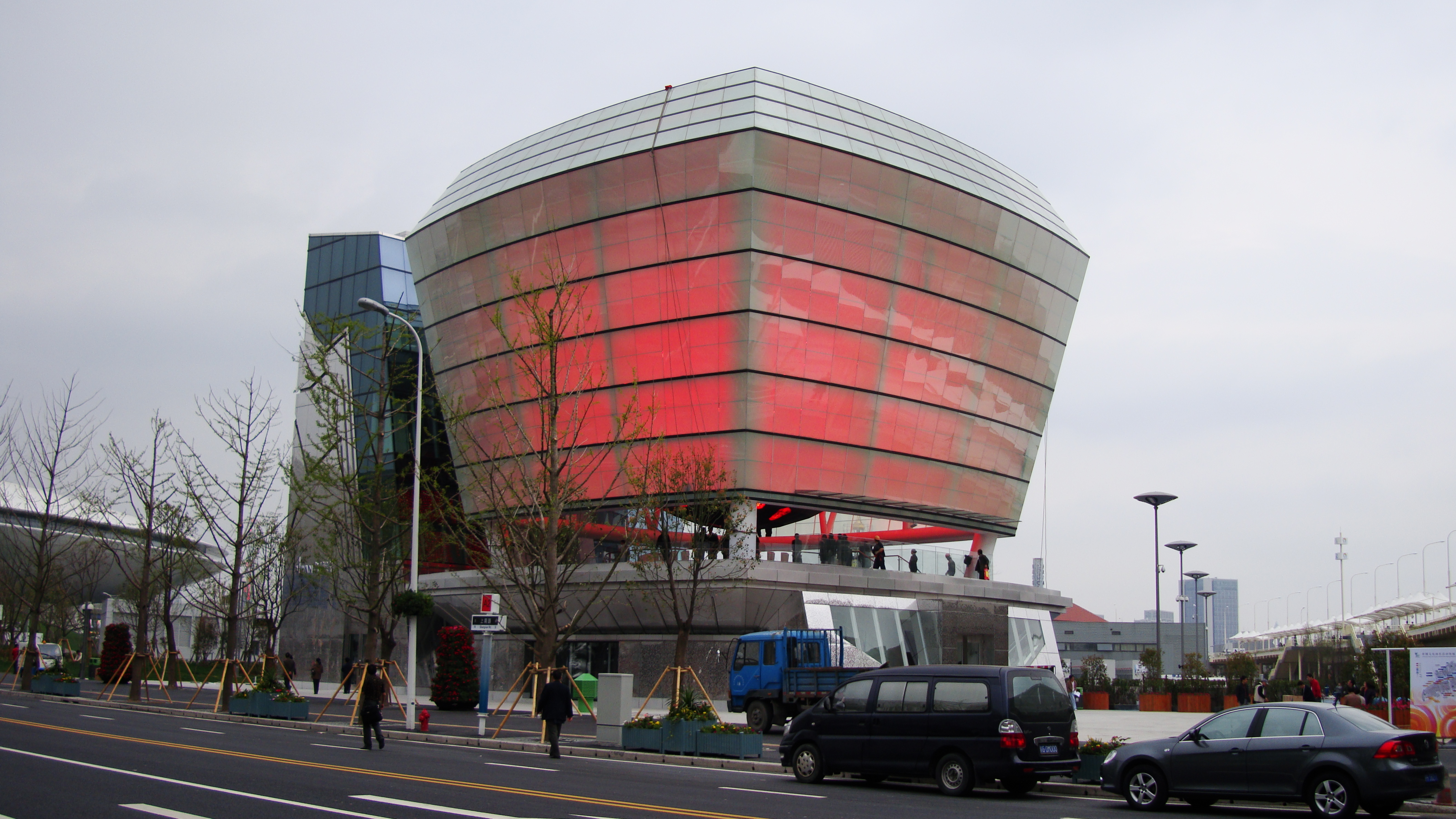
台湾館

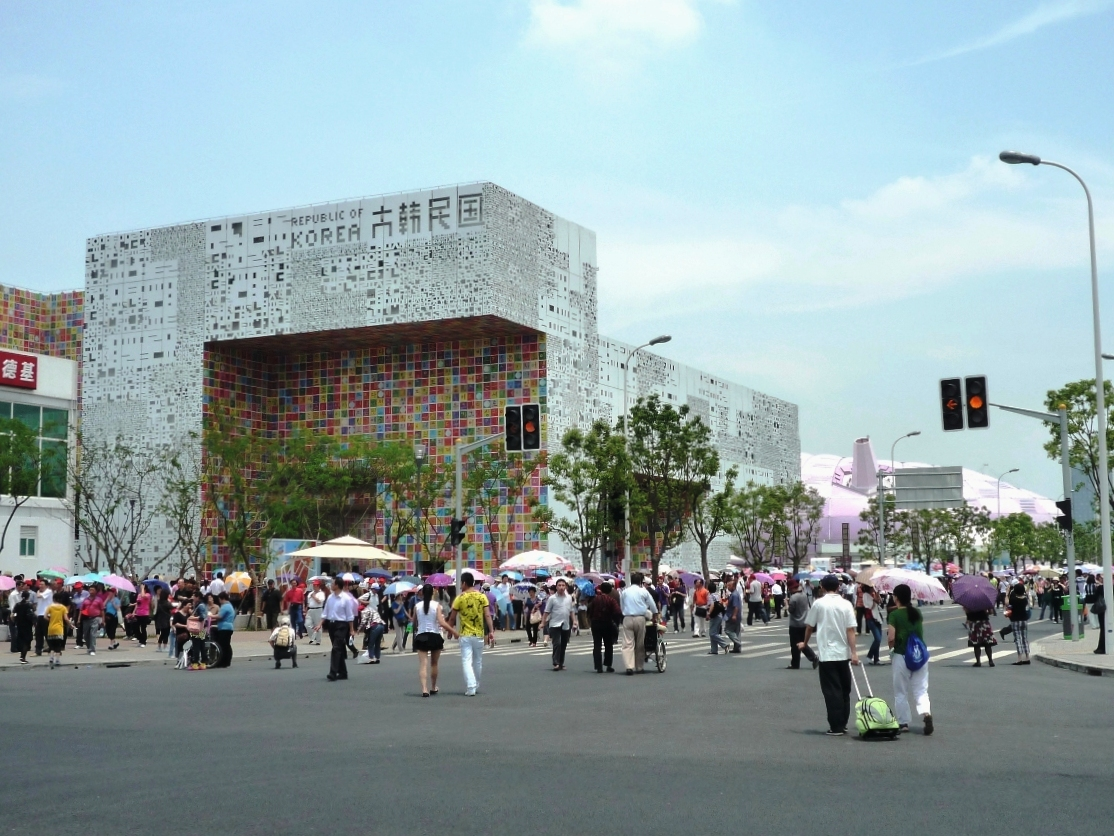
韓国館

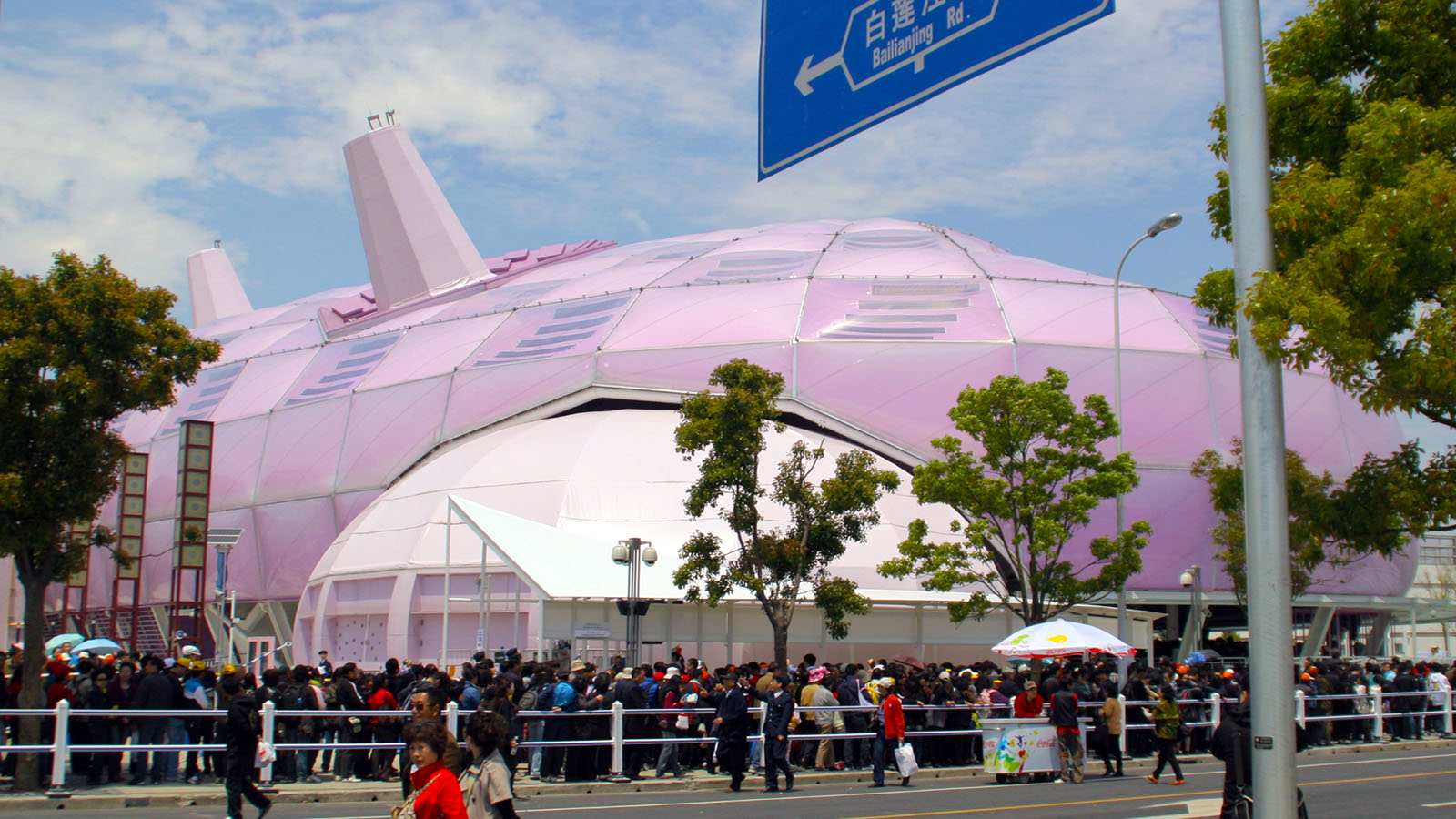
日本館

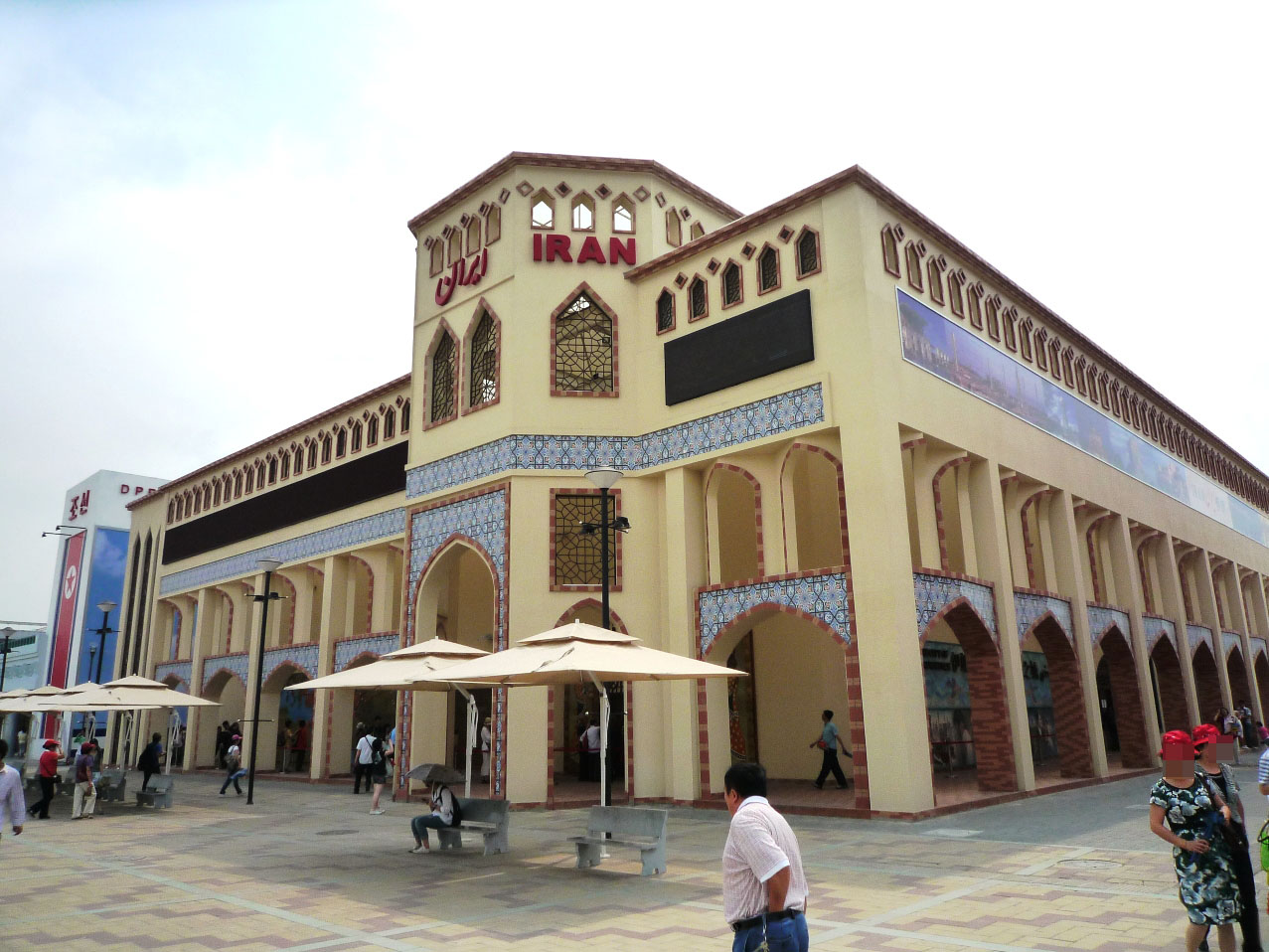
イラン館

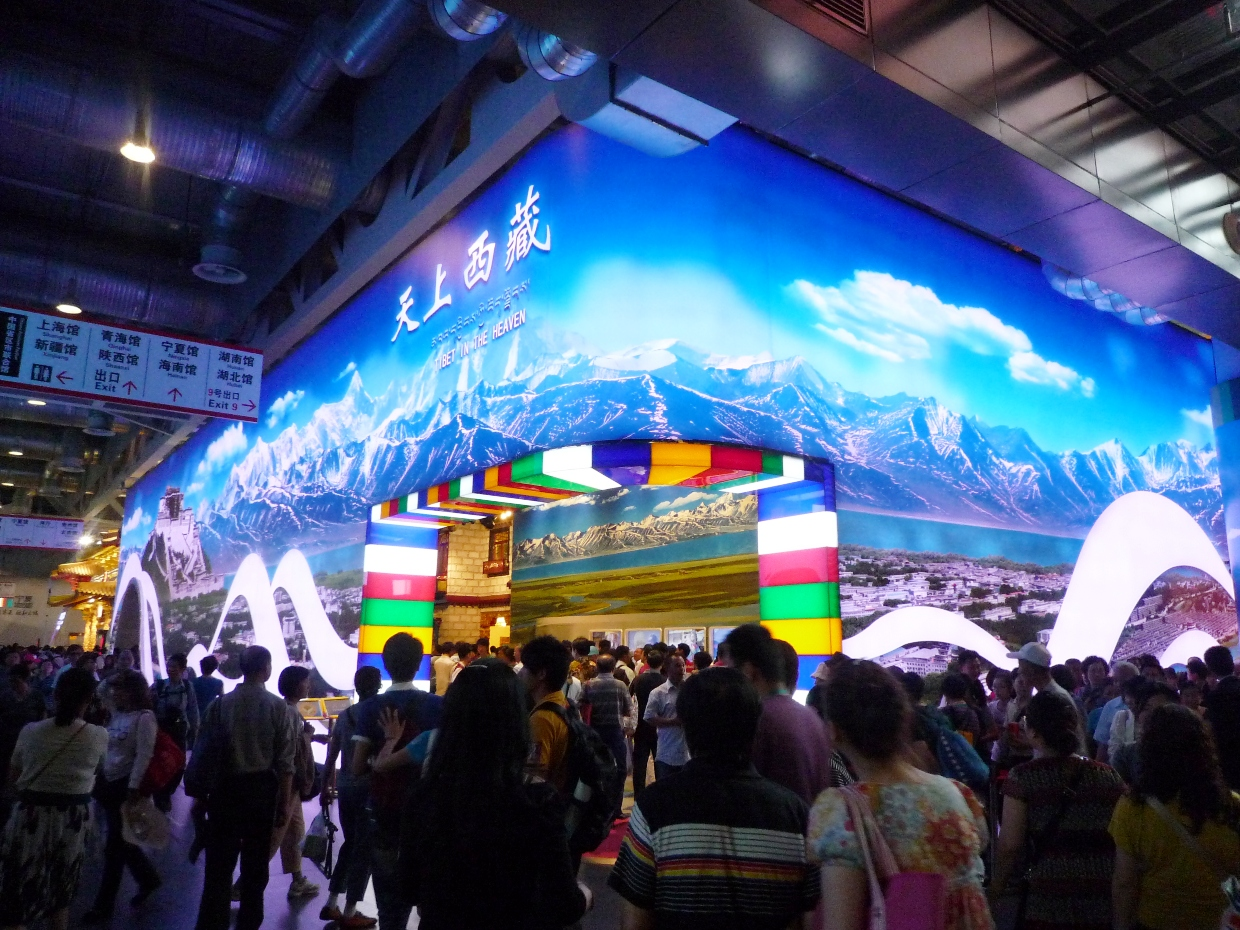
チベット（西藏）館

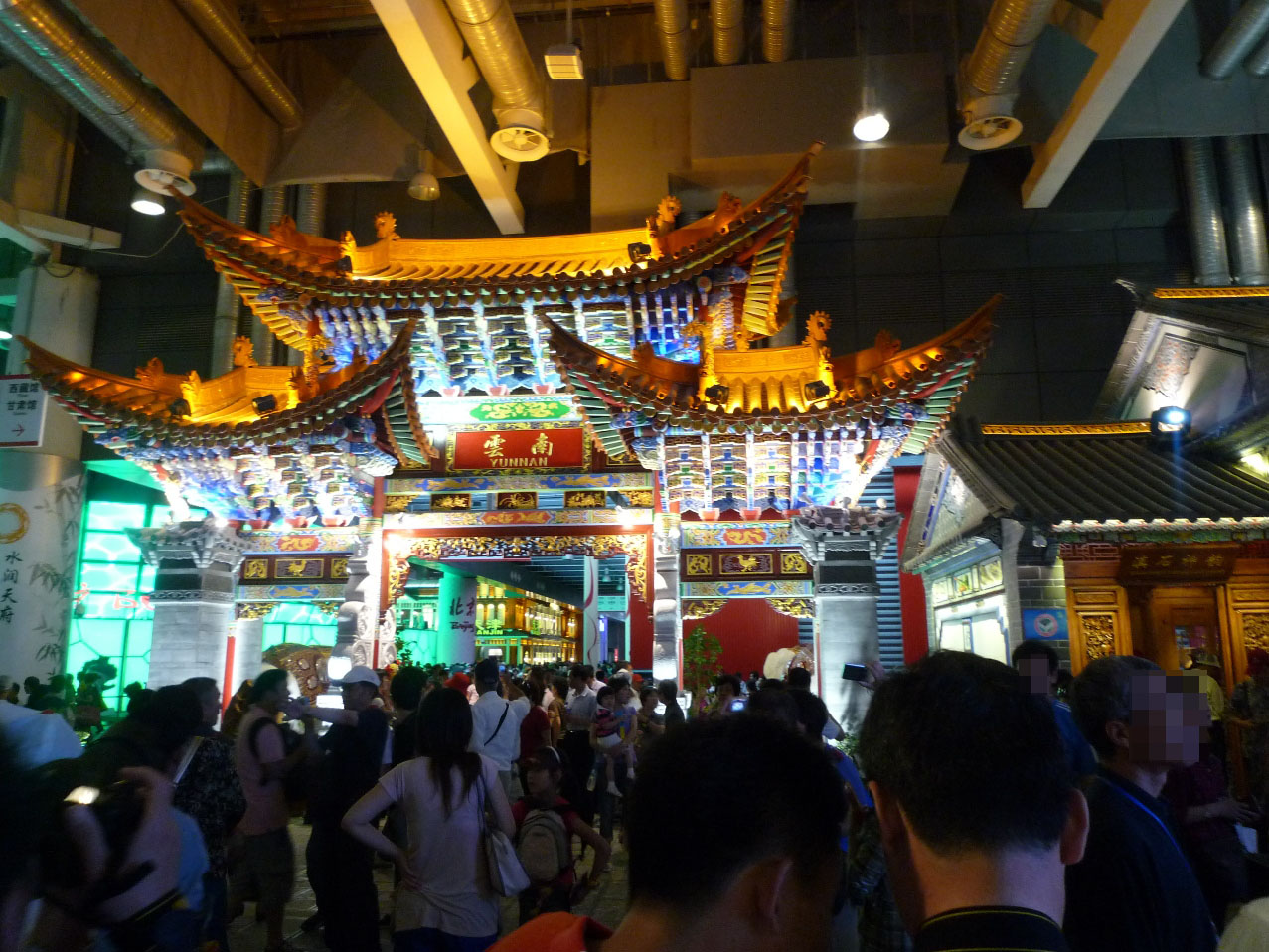
雲南館

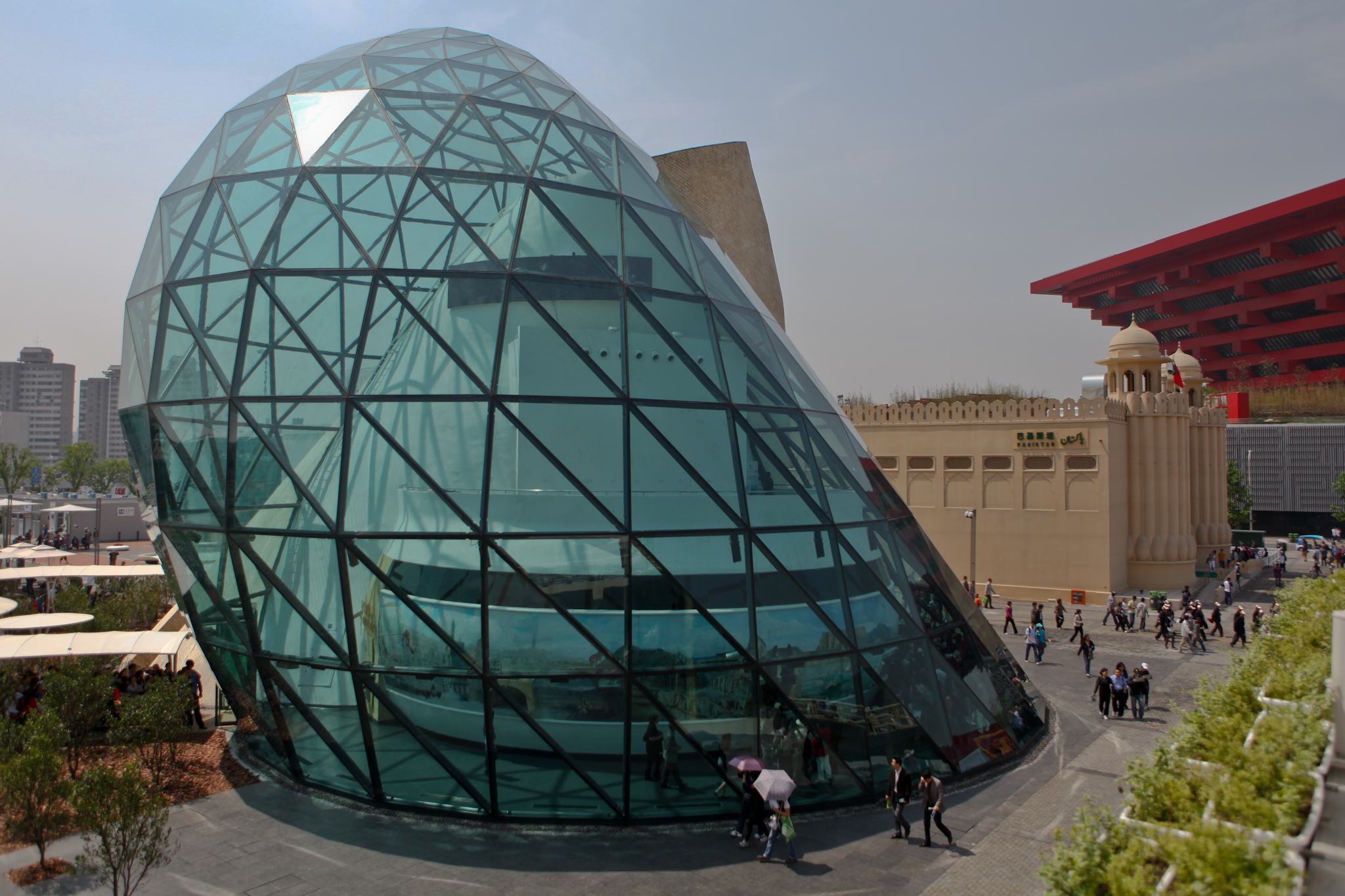
イスラエル館

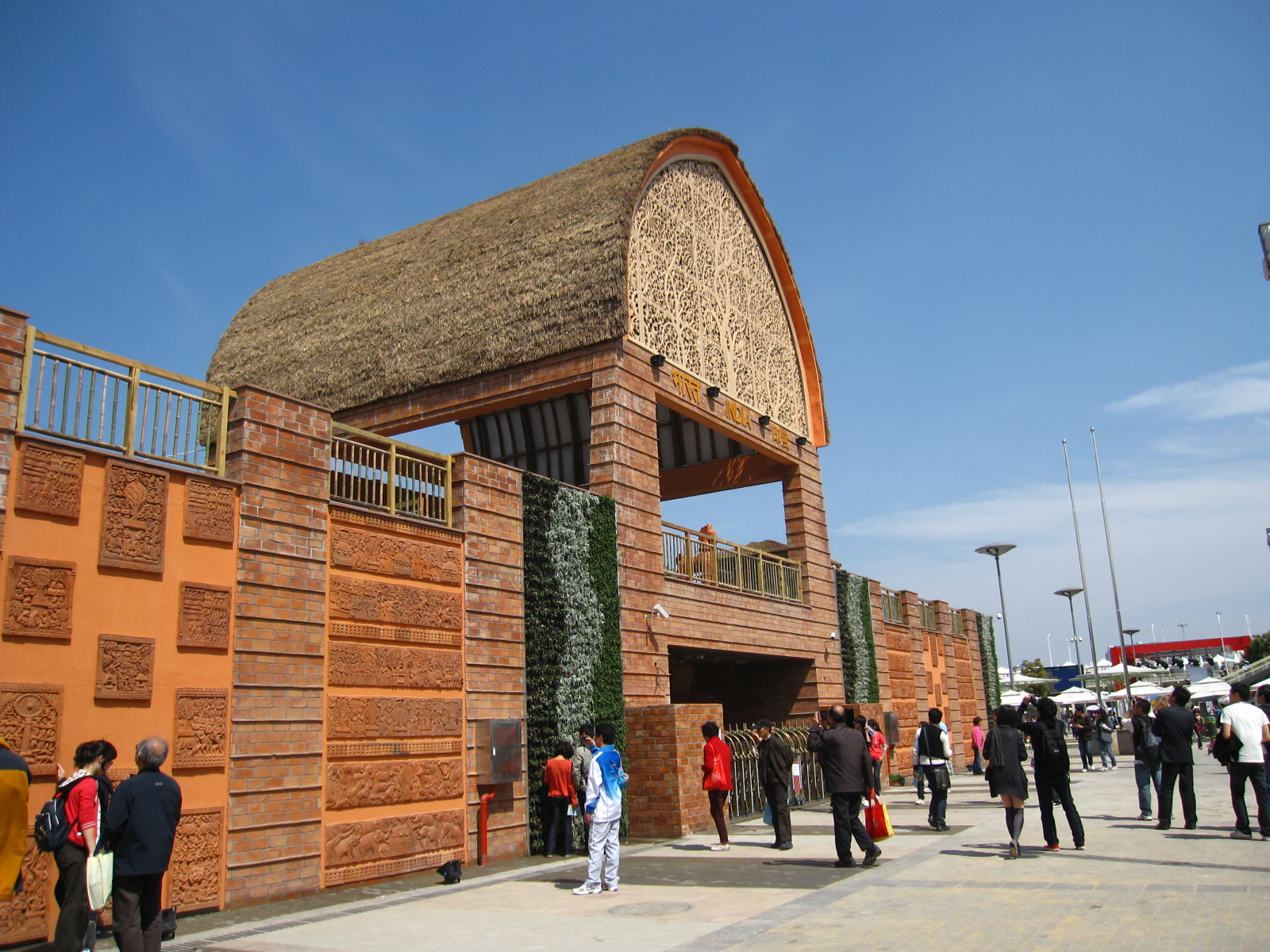
インド館

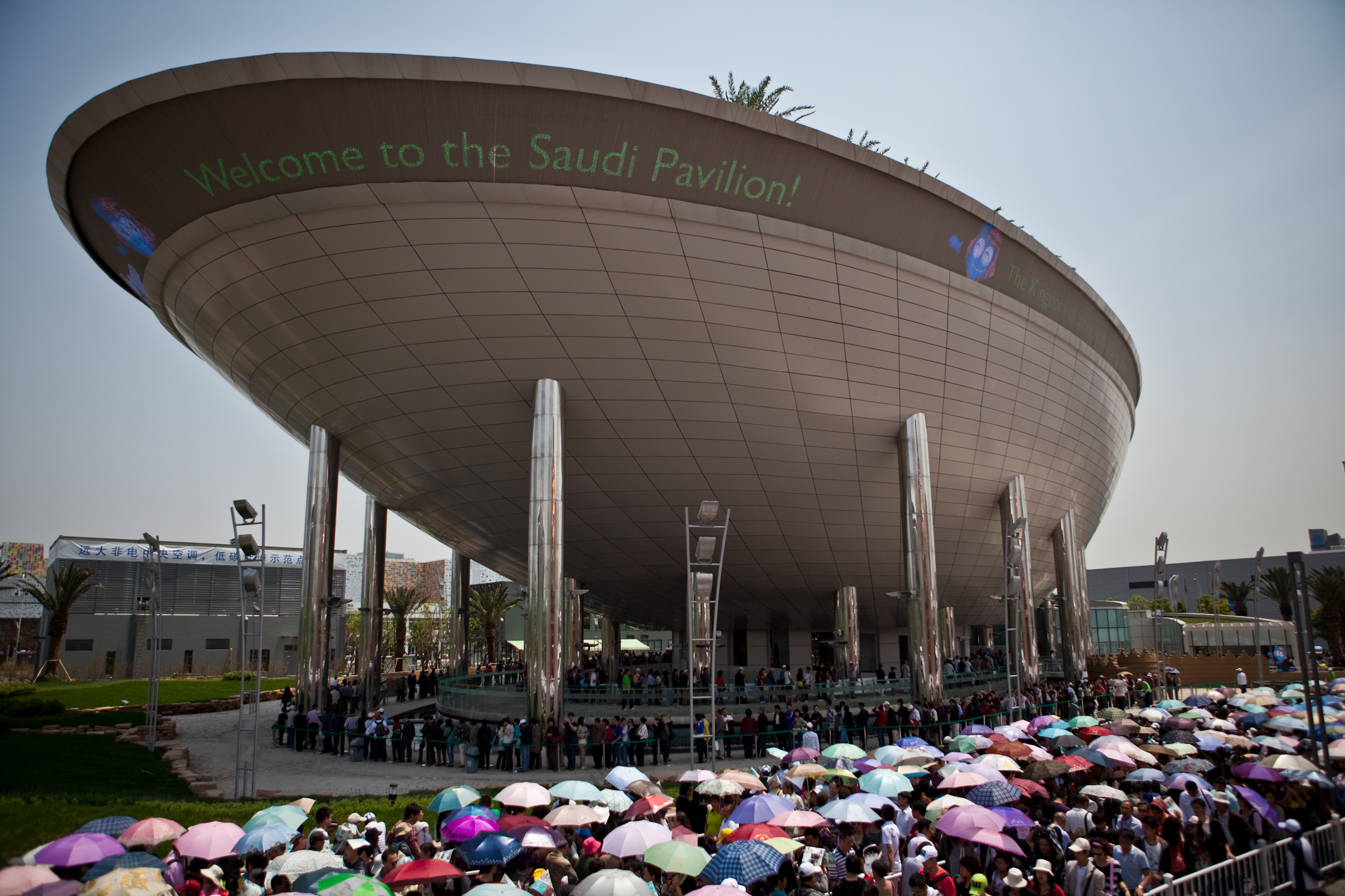
サウジアラビア館

- 朝鮮民主主義人民共和国館（朝鲜馆）
- 香港館
- マカオ館（澳门馆）
- インド館
- イラン館
- イスラエル館
- 日本館
- カザフスタン館
- レバノン館
- モロッコ館
- ネパール館
- オマーン館
- パキスタン館
- カタール館
- 大韓民国館
- サウジアラビア館
- スリランカ館
- 台湾館
- トルクメニスタン館
- アラブ首長国連邦館
- ウズベキスタン館
- ベトナム館

Bゾーン
- テーマ館（主题馆）

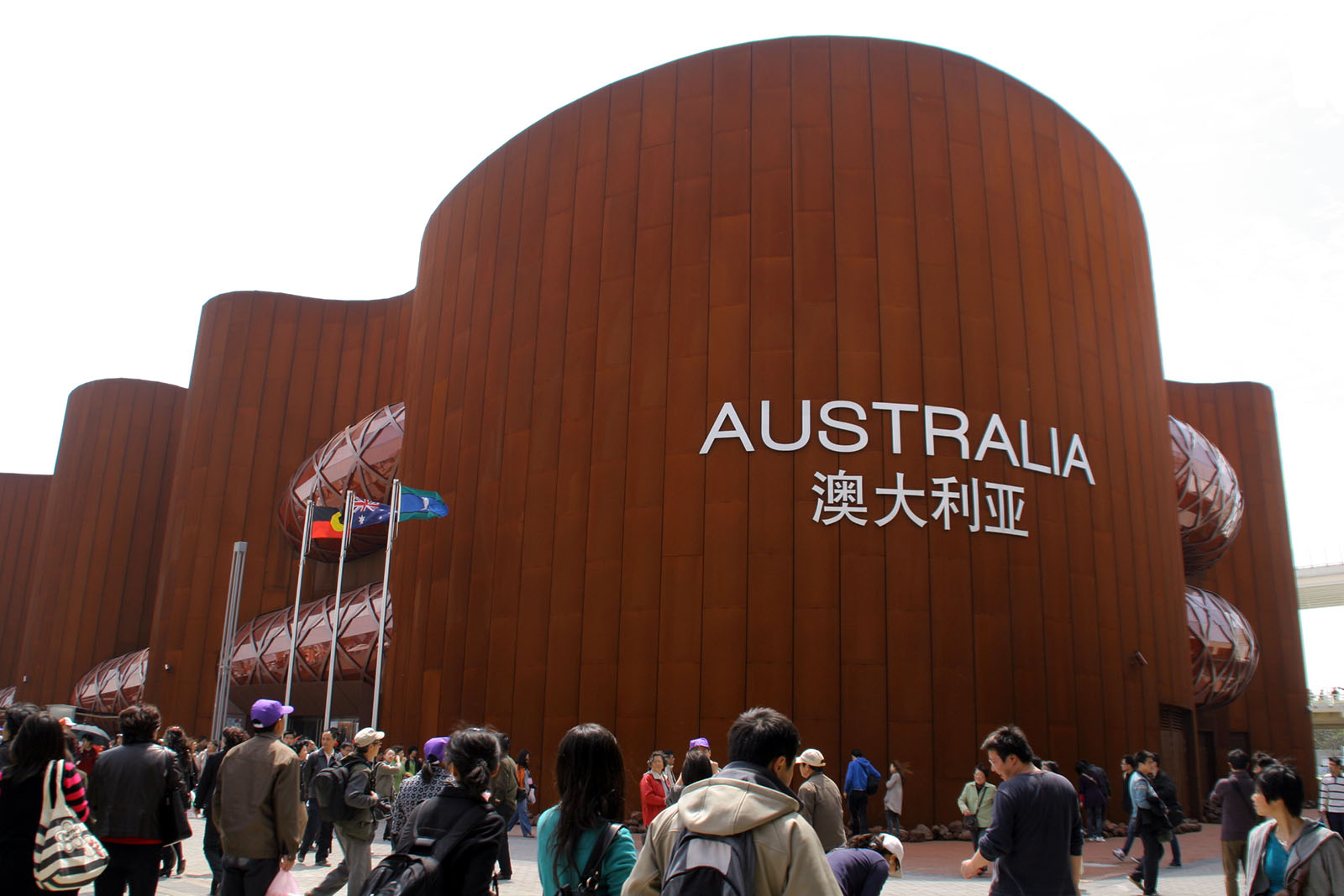
オーストラリア館

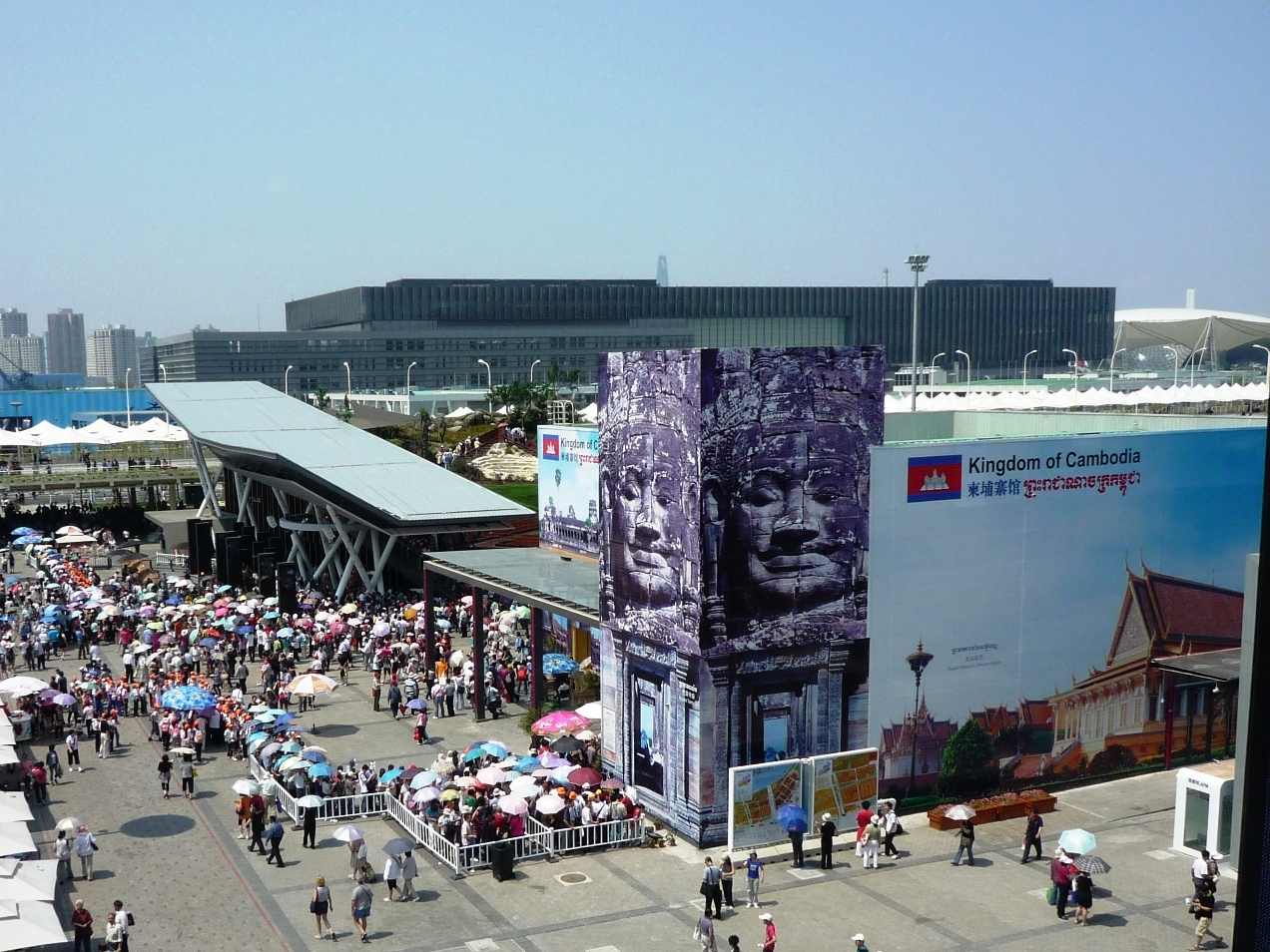
カンボジア館。後方は万国博覧センター

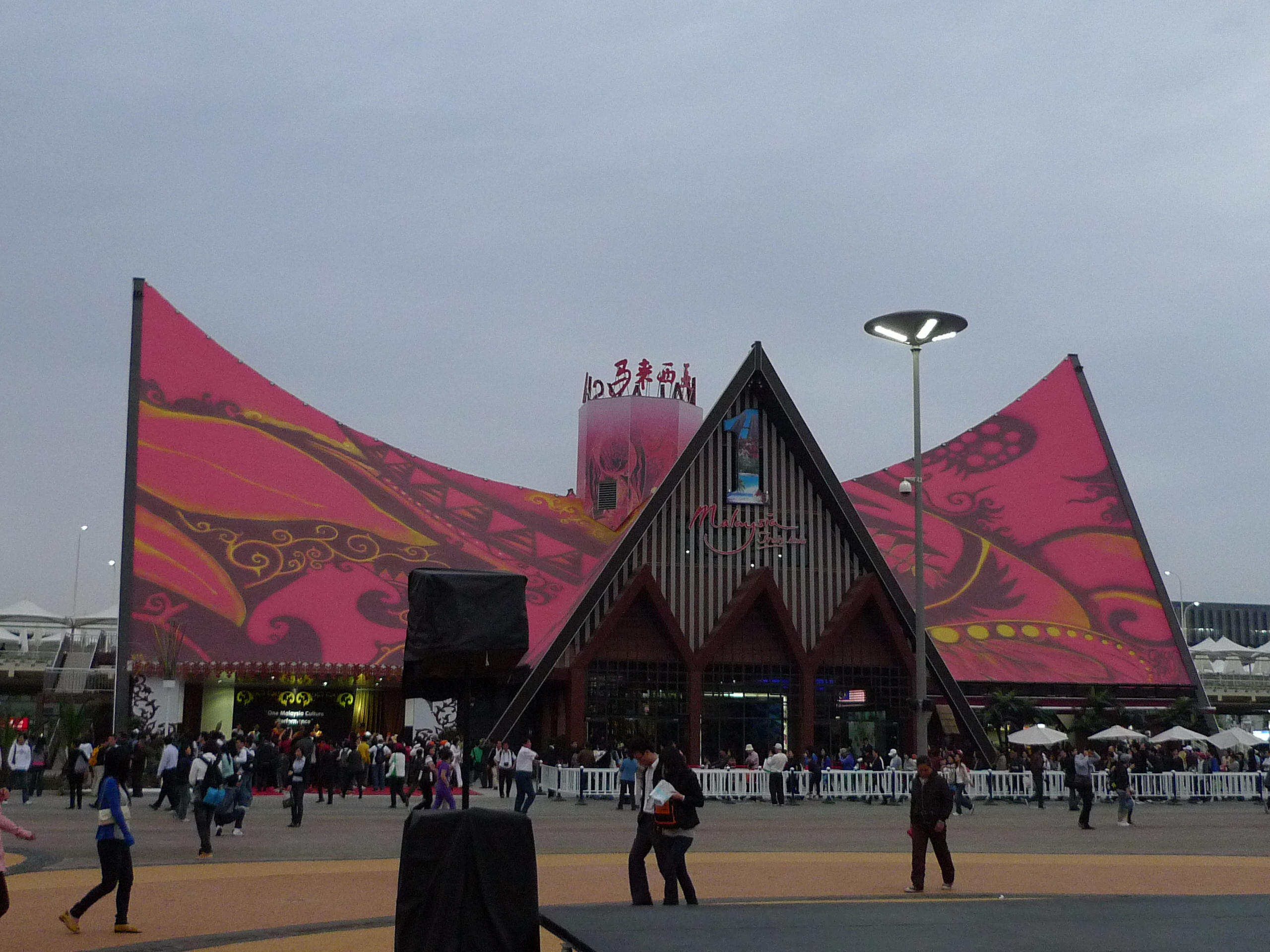
マレーシア館

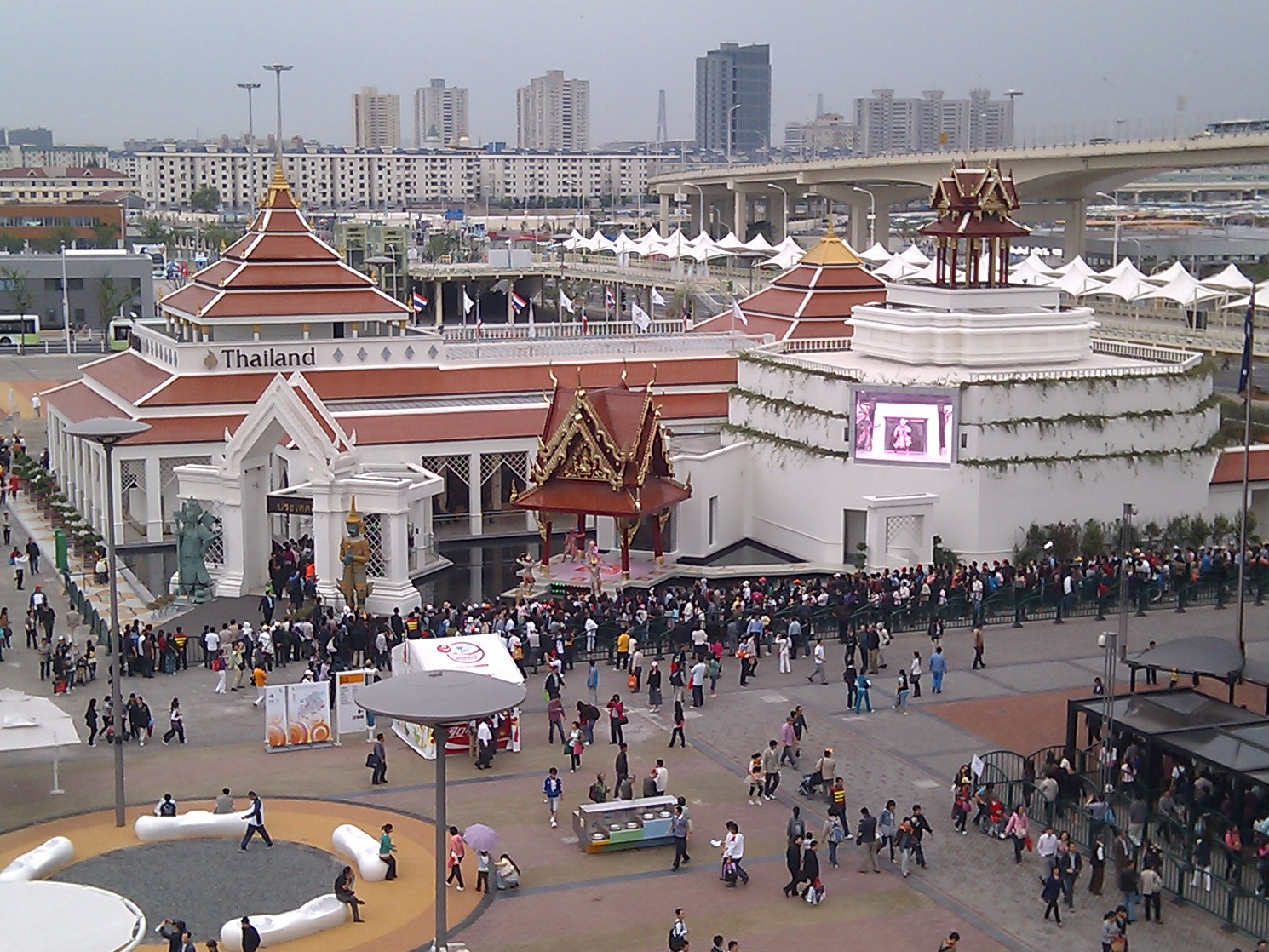
タイ館

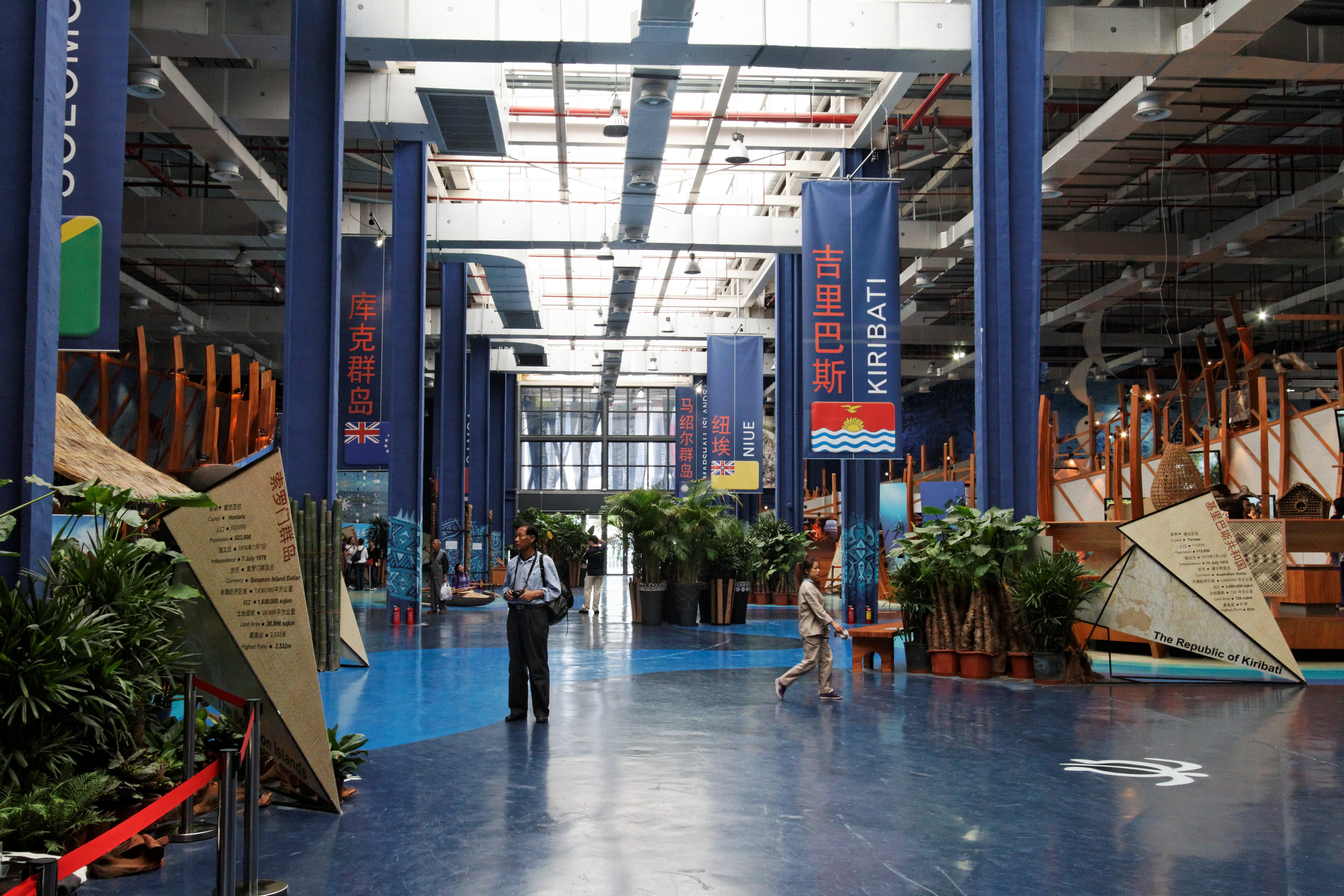
太平洋連合館内部

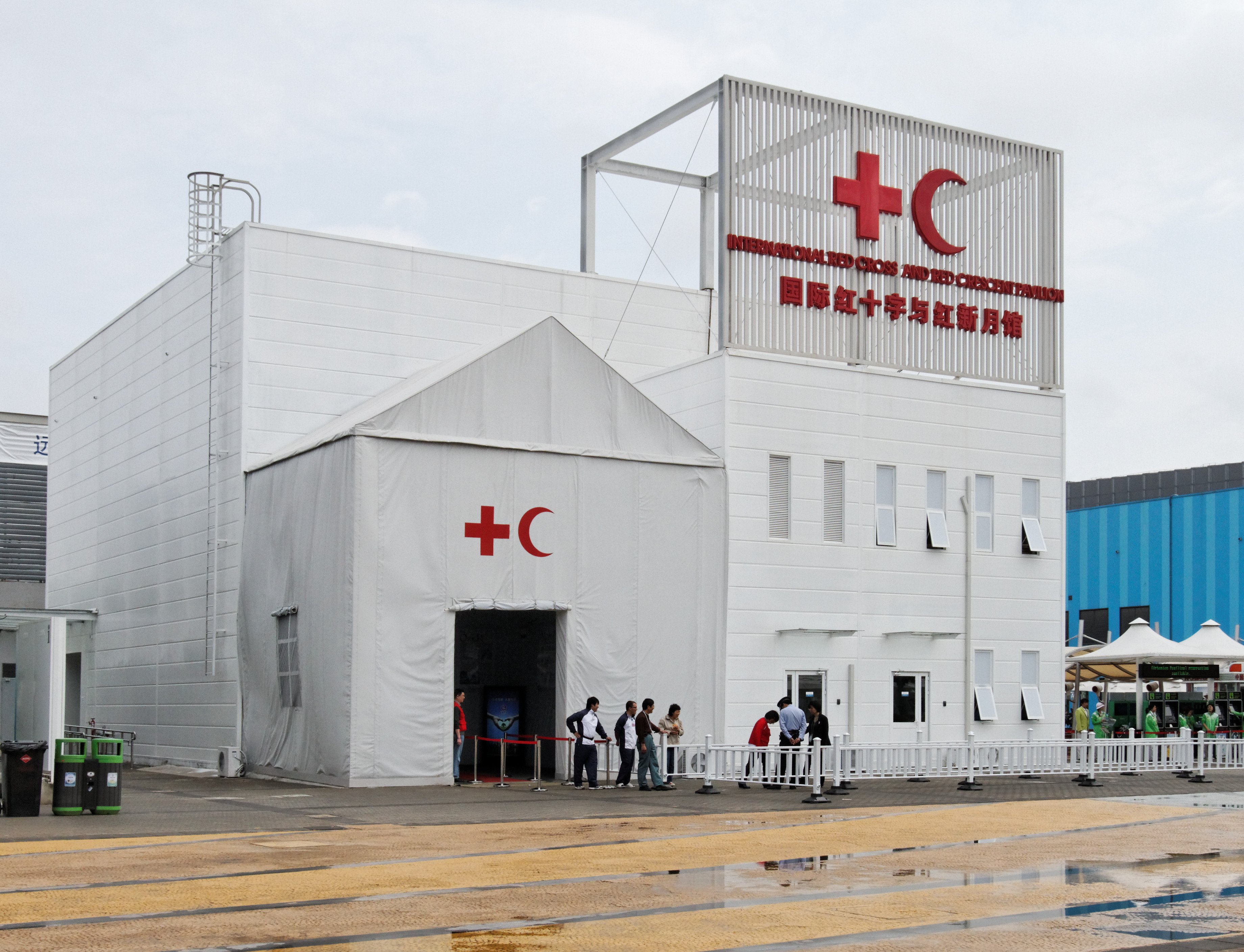
国際赤十字と赤新月館

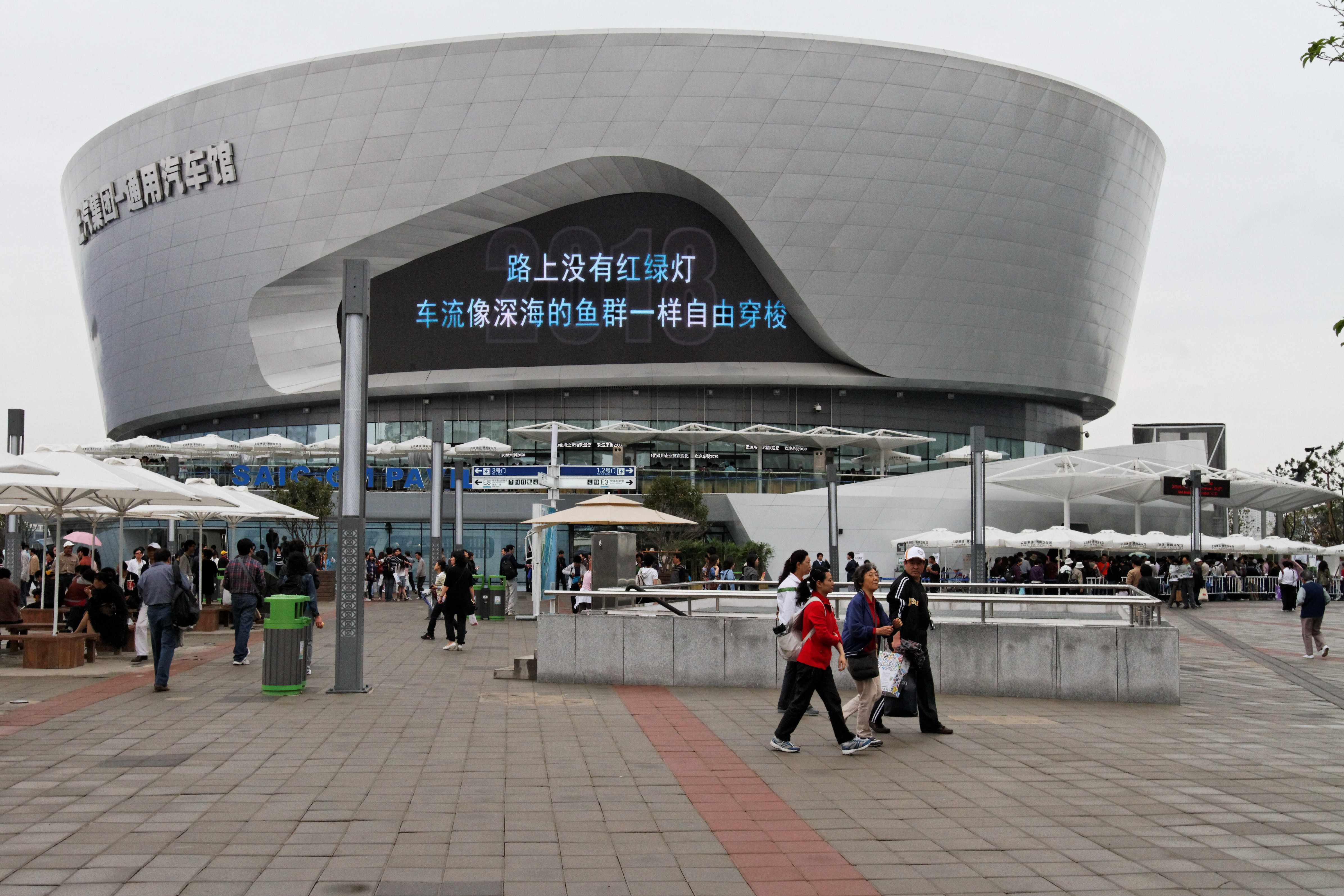
上汽-GM自動車館

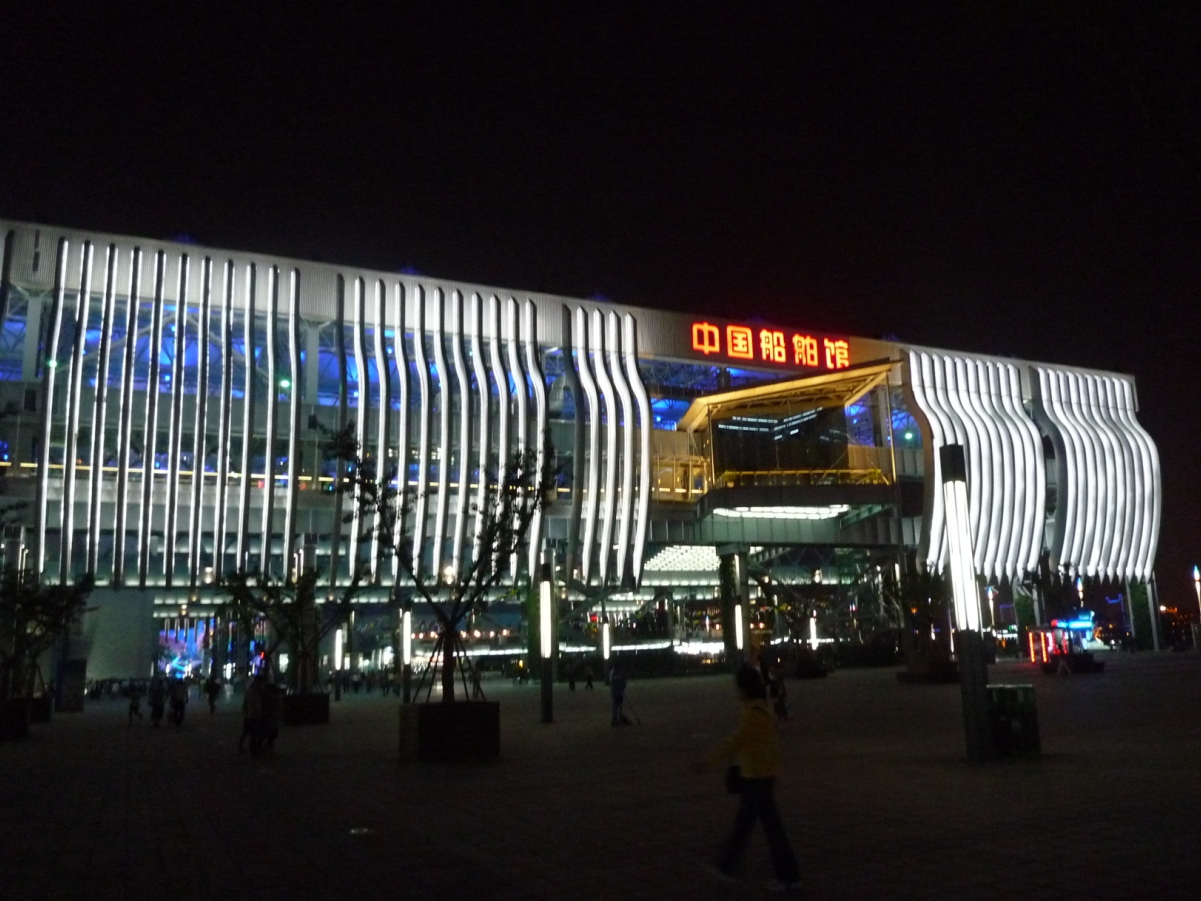
中国船舶館

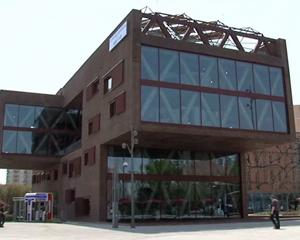
ハンブルク・ケース館

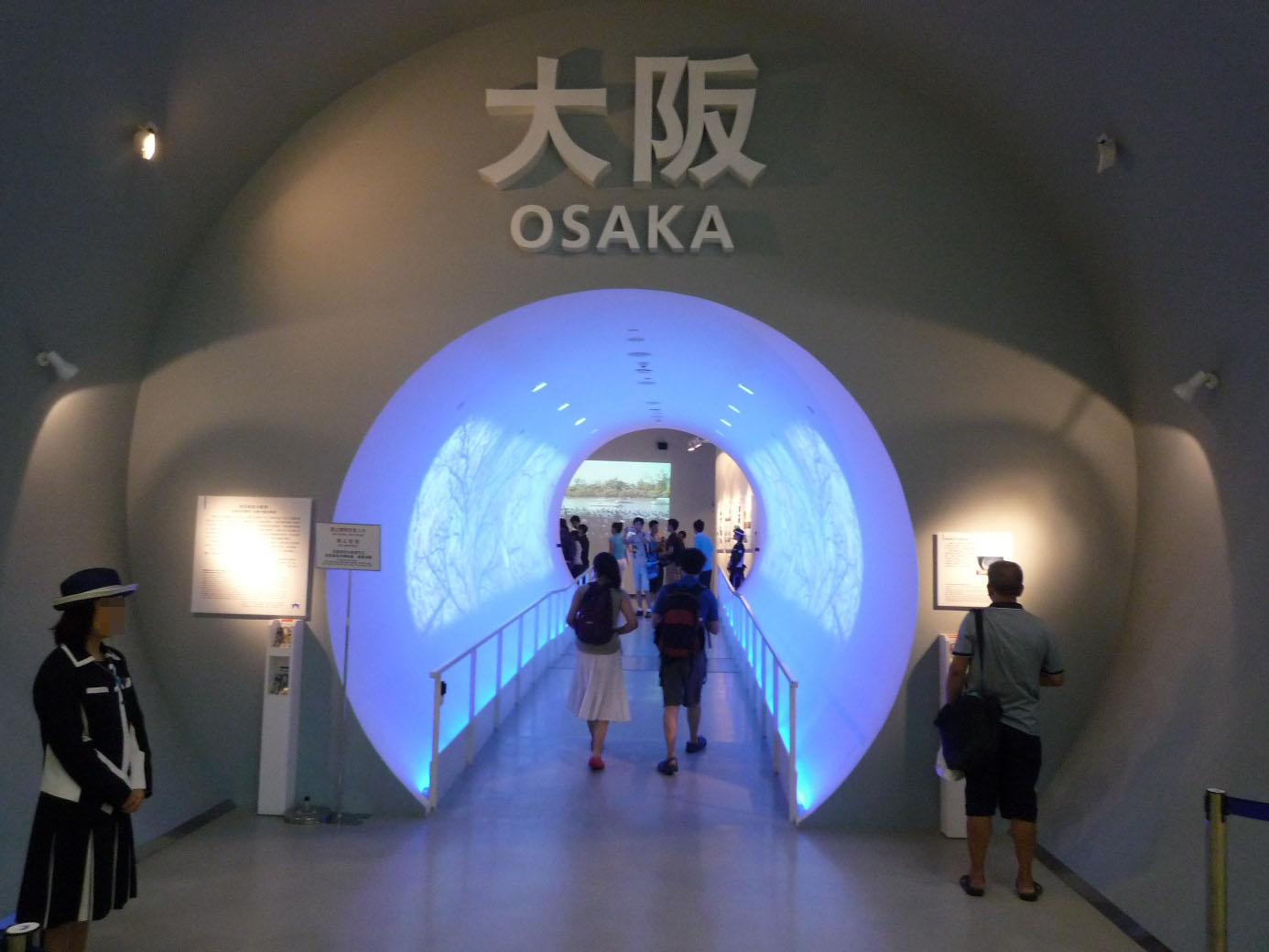
大阪館（大阪実践例館）

  - 都市人館（城市人馆・日本語版公式ガイドブックは「都市の人間館」としている）
  - 都市生命館（城市生命馆）
  - 都市プラネット館（城市地球馆）
- 大衆参加館（公众参与馆・日本語版公式ガイドブックは「一般参加館」としている）
- 生命陽光館（生命阳光馆）
  - 以上2館はテーマ館と同じ建物にあった。
- オーストラリア館
- ブルネイダルサラーム館
- カンボジア館
- インドネシア館
- マレーシア館
- ニュージーランド館
- フィリピン館
- シンガポール館
- タイ館
- 国際情報発展ネット館（国际信息发展网馆）
- 国際赤十字と赤新月館（红十字会与红新月会国际联合会馆）
- 国際機構連合館（国际组织联合馆）
  - 東南アジア諸国連合館（东南亚国家联盟馆）
  - ボアオ・アジア・フォーラム館（博鳌亚洲论坛馆）
  - 東部南部アフリカ共同市場館（东南非共同市场馆）
  - フランス語国家ビジネスフォーラム館（法语国家商务论坛馆）
  - 地球環境ファシリティー館（全球环境基金馆）
  - 国際公共交通連合館（公共交通国际联会馆）
  - 国際博物館会議館（国际博物馆协会馆）
  - 国際竹藤組織館（国际竹藤组织馆）
  - アラブ連盟館（阿拉伯国家联盟馆）
  - 上海協力機構館（上海合作组织馆）
  - 都市・自治体連合館（世界城市和地方政府联合组织馆）
  - 世界水会議館（世界水理事会馆）
  - 世界自然保護基金館（全球环境基金馆）
- 世界気象館（世界气象馆）
- 世界貿易センター連合館（世界贸易中心协会馆）
- 国連館（联合国联合馆）
- 太平洋連合館（太平洋联合馆）（以下の国・組織のブースがあるが、それぞれのブースは「館」の扱いではない）
  - バヌアツ
  - パプア・ニューギニア
  - パラオ
  - トンガ
  - ミクロネシア
  - サモア
  - フィジー
  - クック諸島
  - キリバス
  - ソロモン諸島
  - ツバル
  - マーシャル諸島
  - ナウル
  - ニウエ（2010年当時、世界で唯一中国だけが国として認めていたため、地域ではなく国家の扱いである）
  - 南太平洋観光局（南太旅游组织）
  - 太平洋諸島フォーラム（太平洋岛国论坛）

Cゾーン
- アフリカ連合館（非洲联合馆）
  - アフリカ連盟館（非盟馆）
  - ベナン館
  - ボツワナ館
  - ブルンジ館
  - カメルーン館
  - カーボベルデ館
  - 中央アフリカ館
  - チャド館
  - コモロ館
  - コンゴ共和国館
  - コートジボワール館
  - コンゴ民主共和国（DRC）館
  - ジブチ館
  - 赤道ギニア館
  - エリトリア館
  - エチオピア館
  - ガボン館
  - ガンビア館
  - ガーナ館
  - ギニア館
  - ギニアビサウ館
  - ケニア館
  - レソト館
  - リベリア館
  - マダガスカル館
  - マラウイ館
  - マリ館
  - モーリタニア館
  - モーリシャス館
  - モザンビーク館
  - ナミビア館
  - ニジェール館
  - ルワンダ館
  - セネガル館
  - セイシェル館
  - シエラレオネ館
  - ソマリア館
  - スーダン館
  - トーゴ館
  - ウガンダ館
  - タンザニア館
  - ザンビア館
  - ジンバブエ館
- アルジェリア館
- アンゴラ館
- アルゼンチン館
- オーストリア館
- ベラルーシ館
- ベルギー・EU館（比利时-欧盟馆）
- ボスニアヘルツェゴビナ館
- ブラジル館
- カナダ館
- カリブ共同体館（加勒比共同体馆）

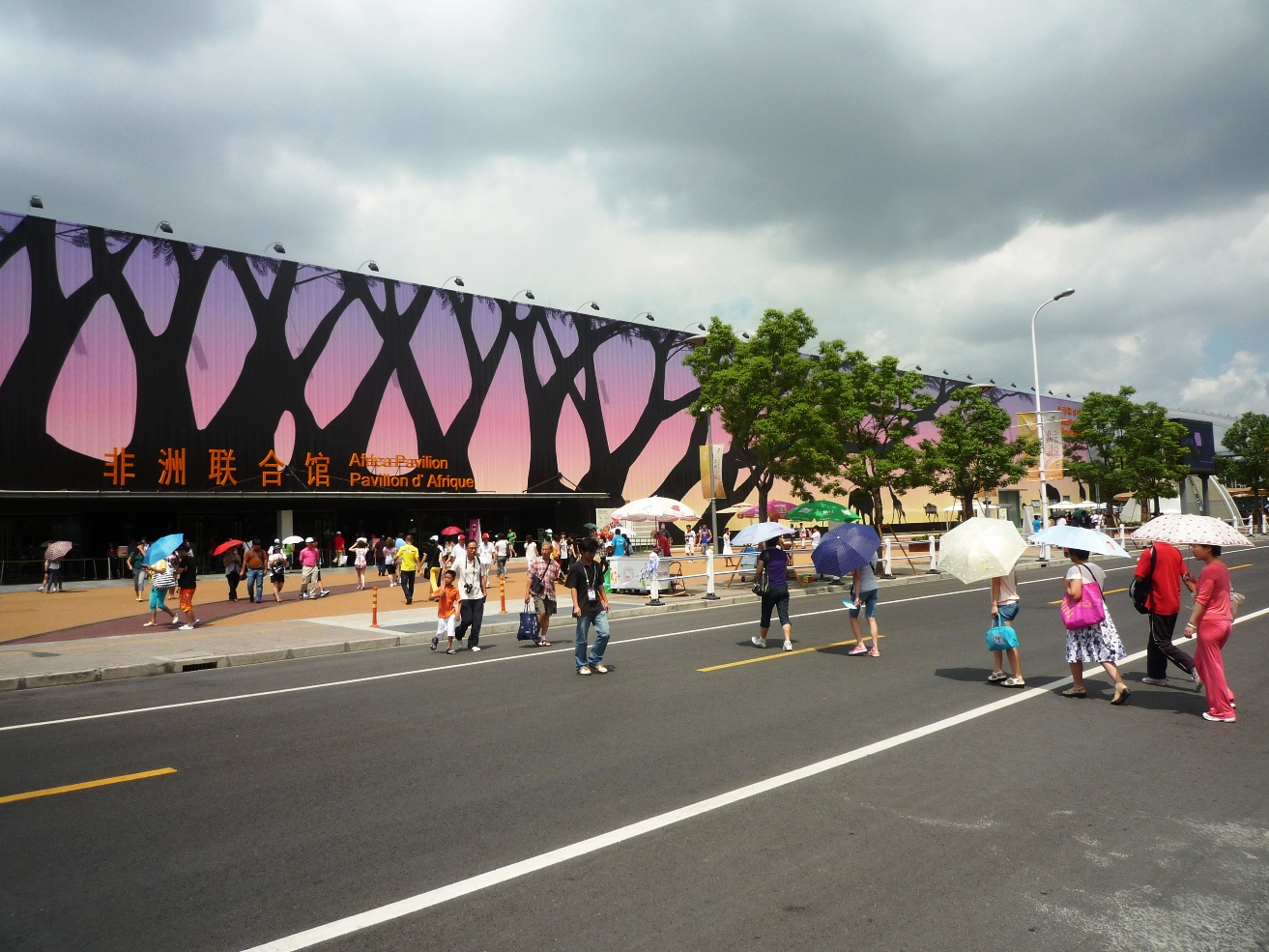
アフリカ連合館

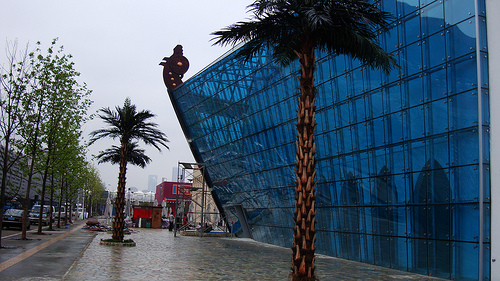
スーダン館

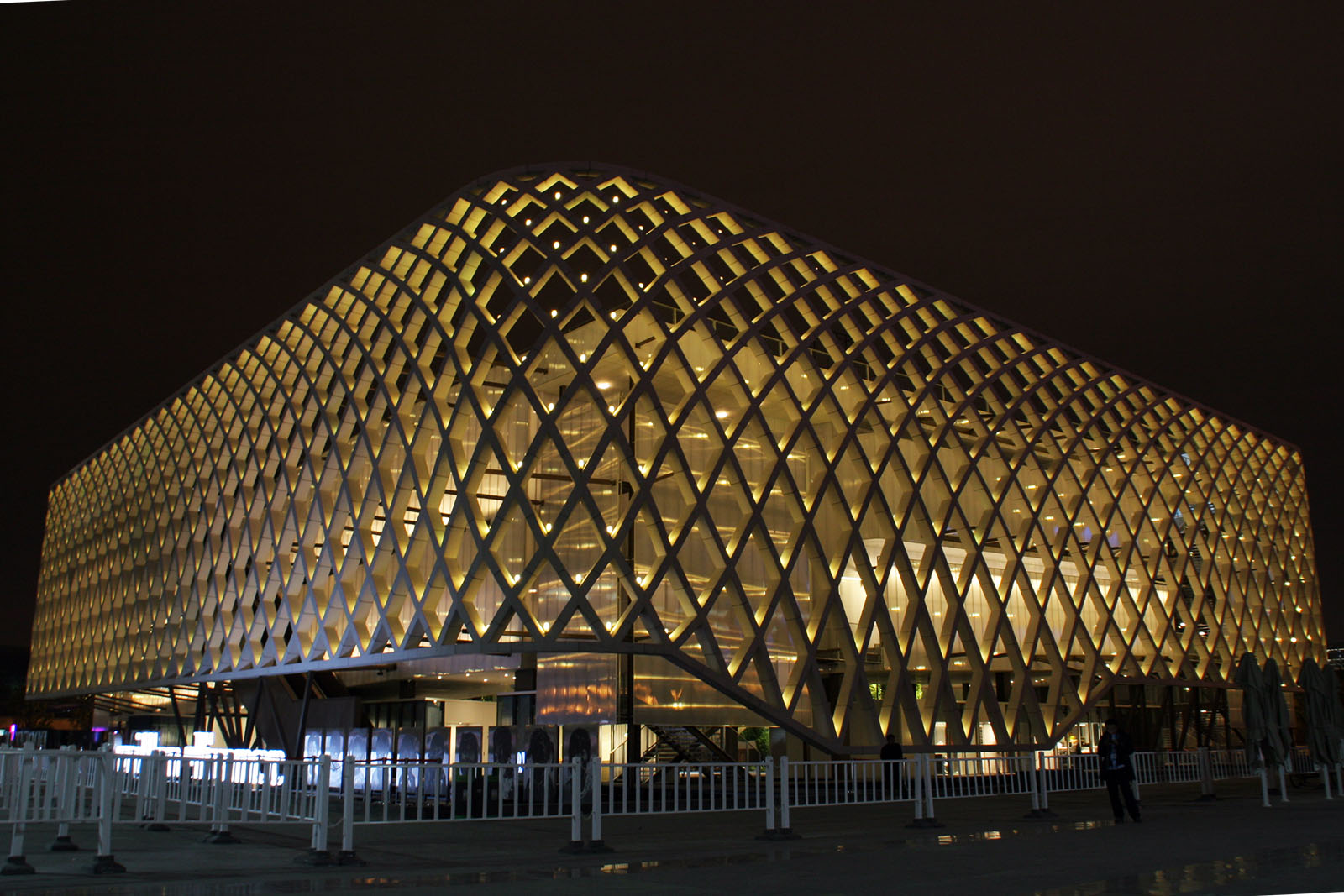
フランス館

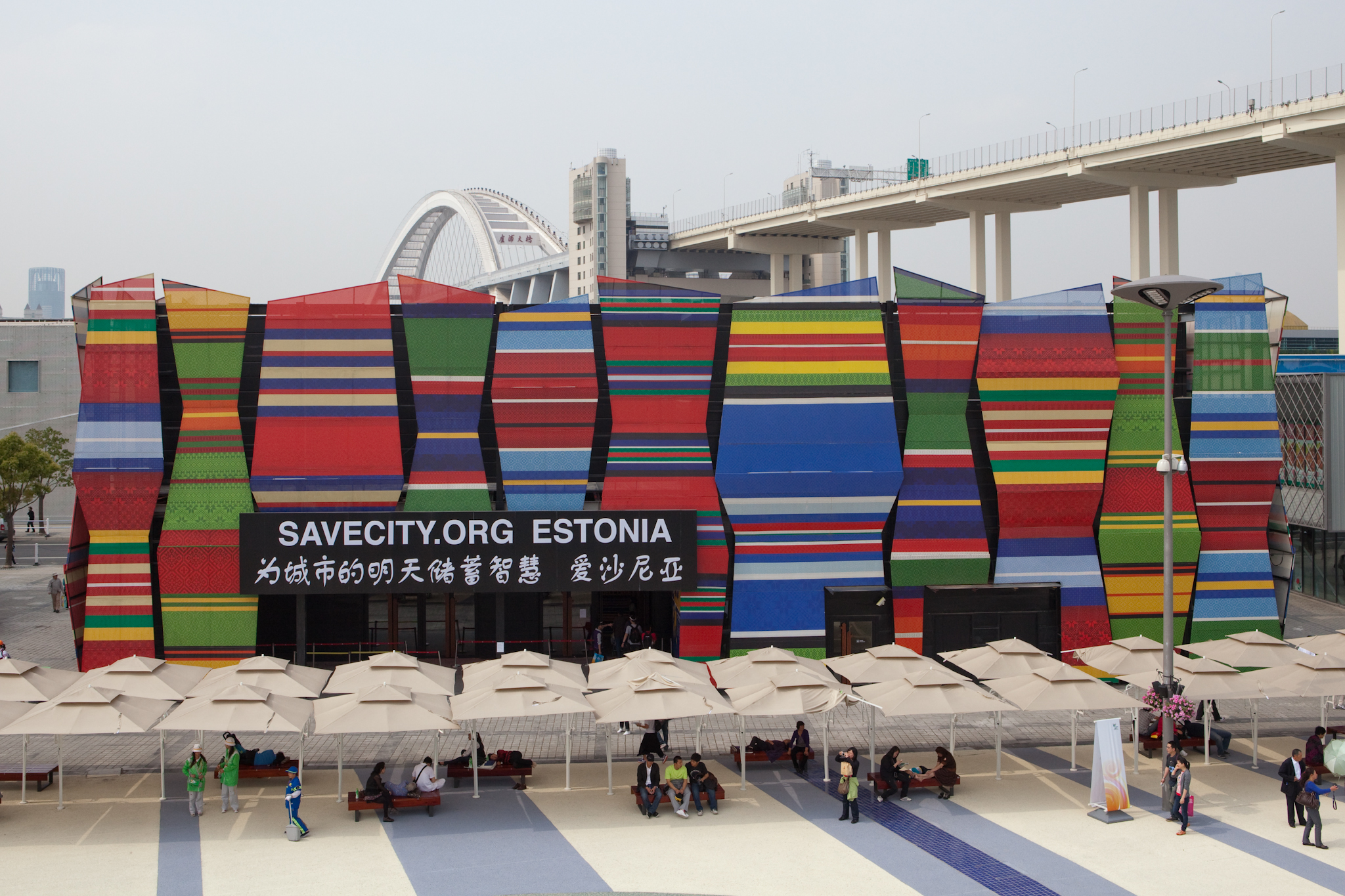
エストニア館

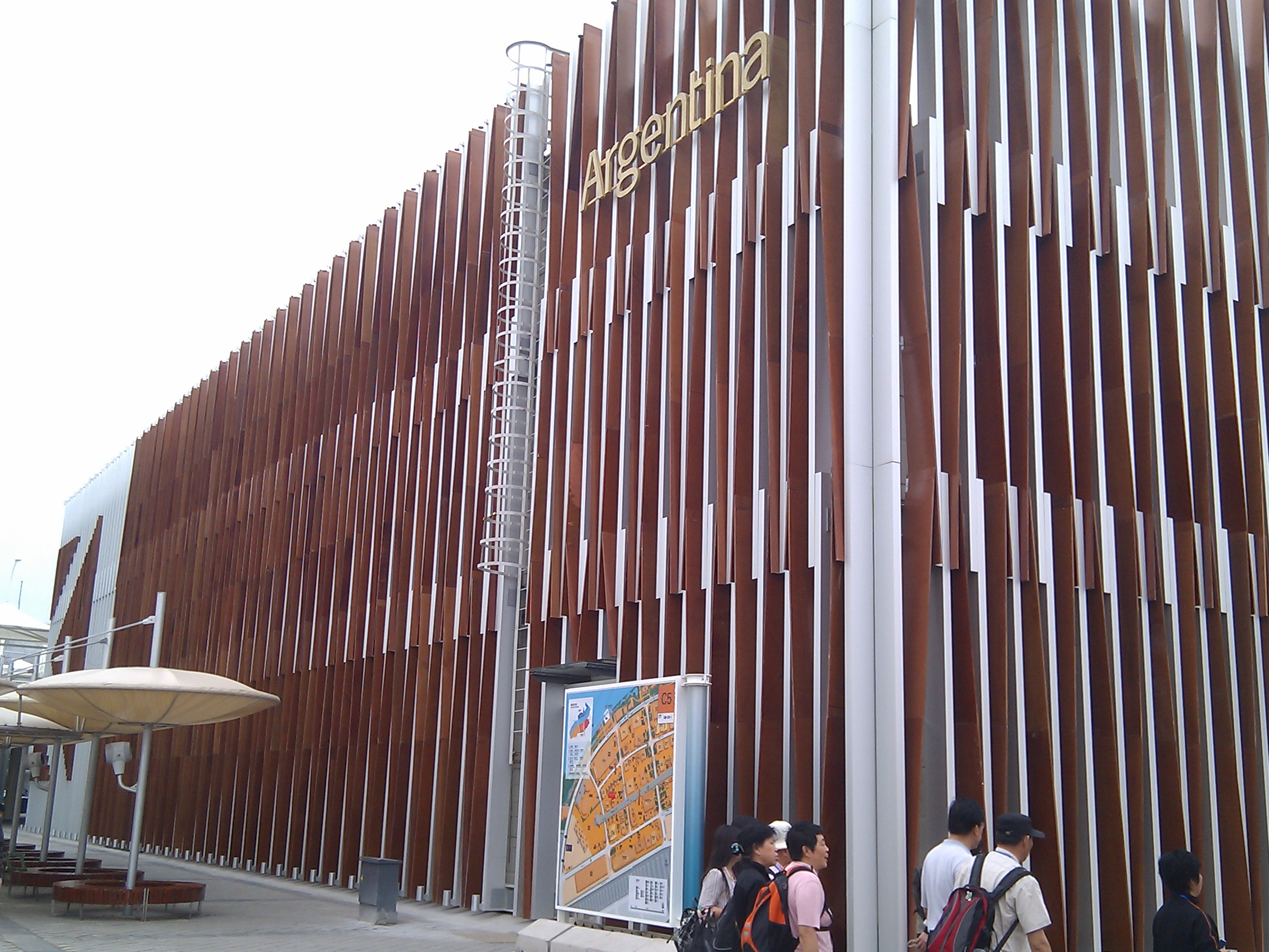
アルゼンチン館

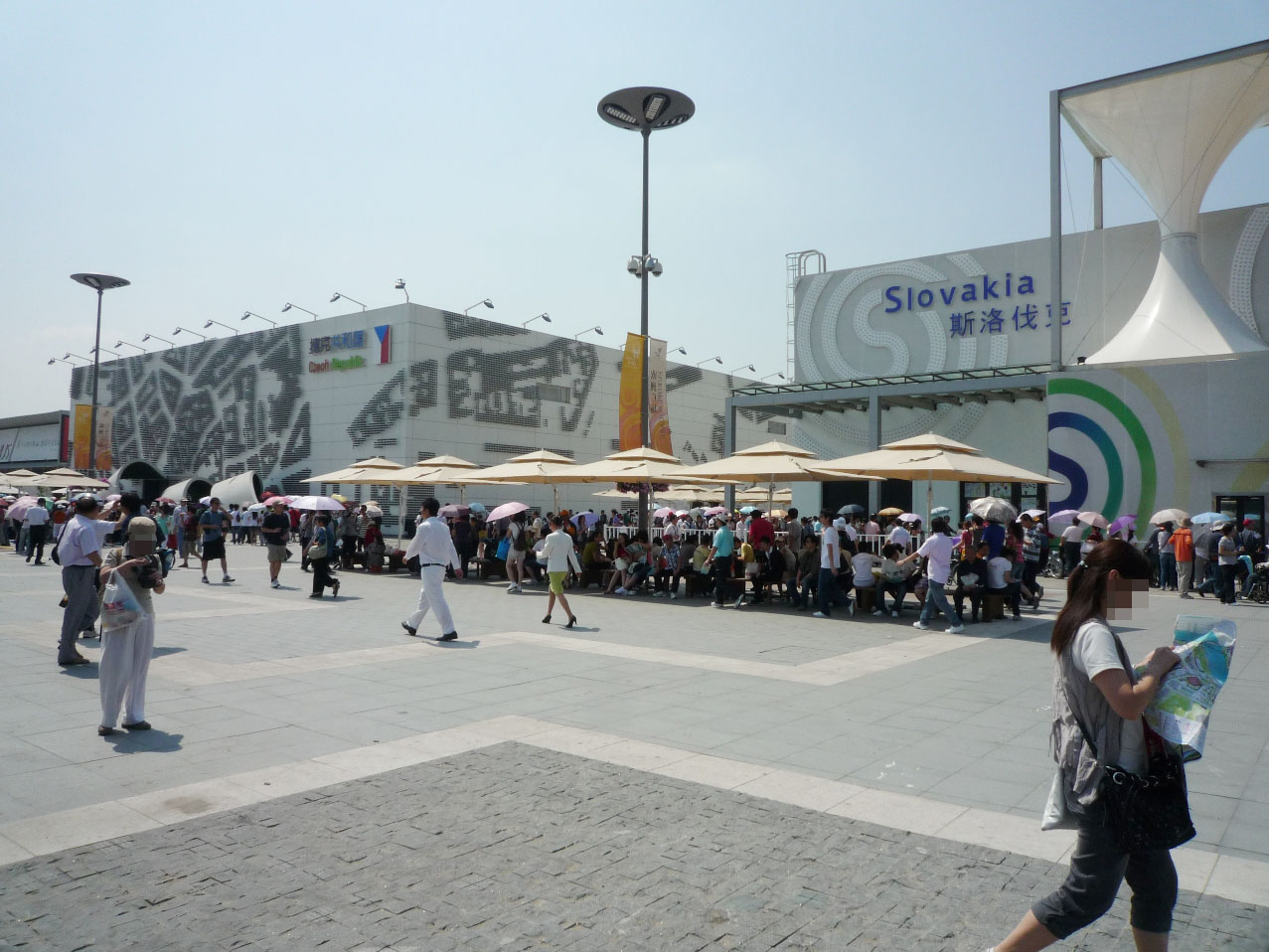
チェコ館とスロバキア館

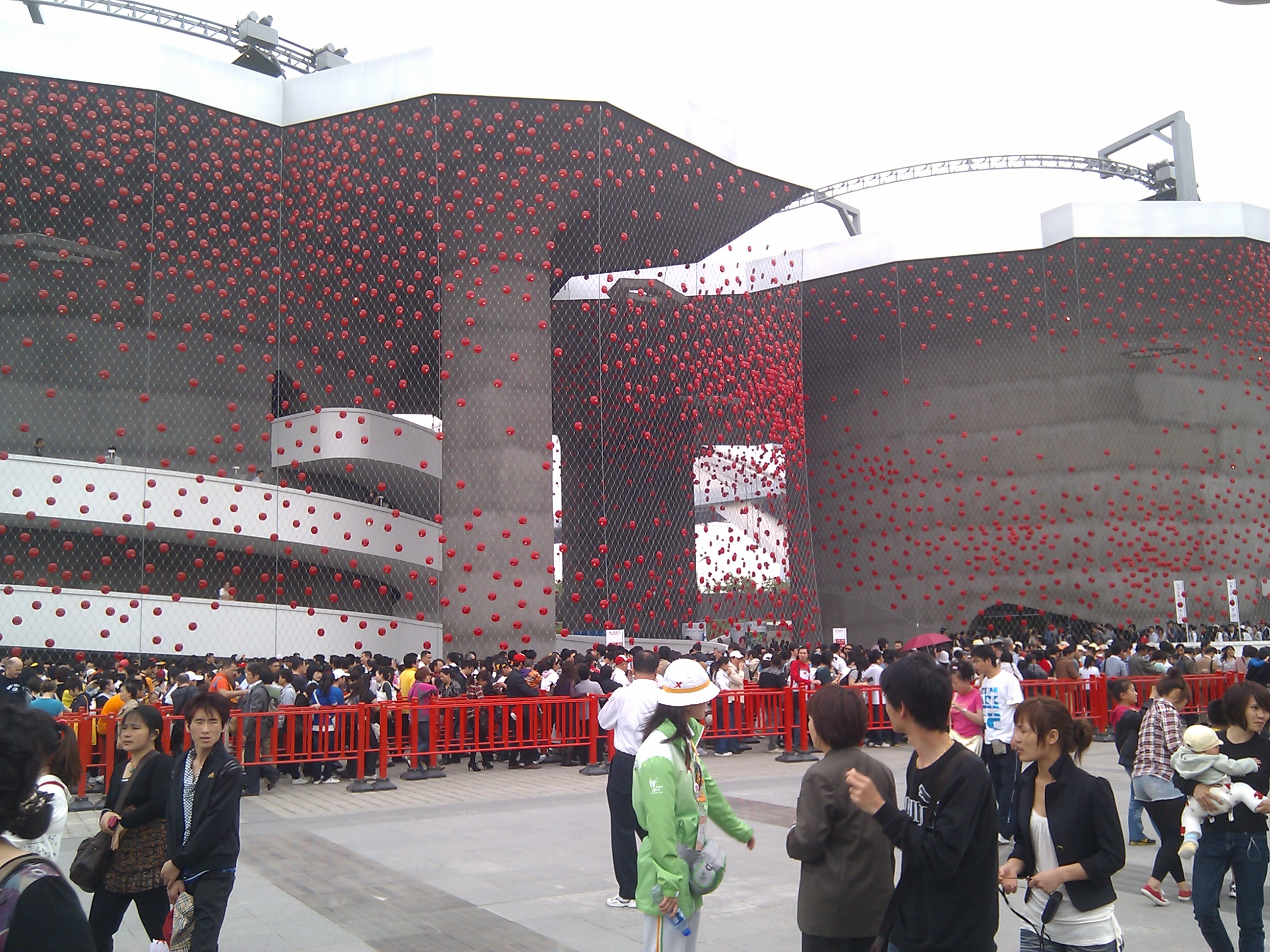
スイス館

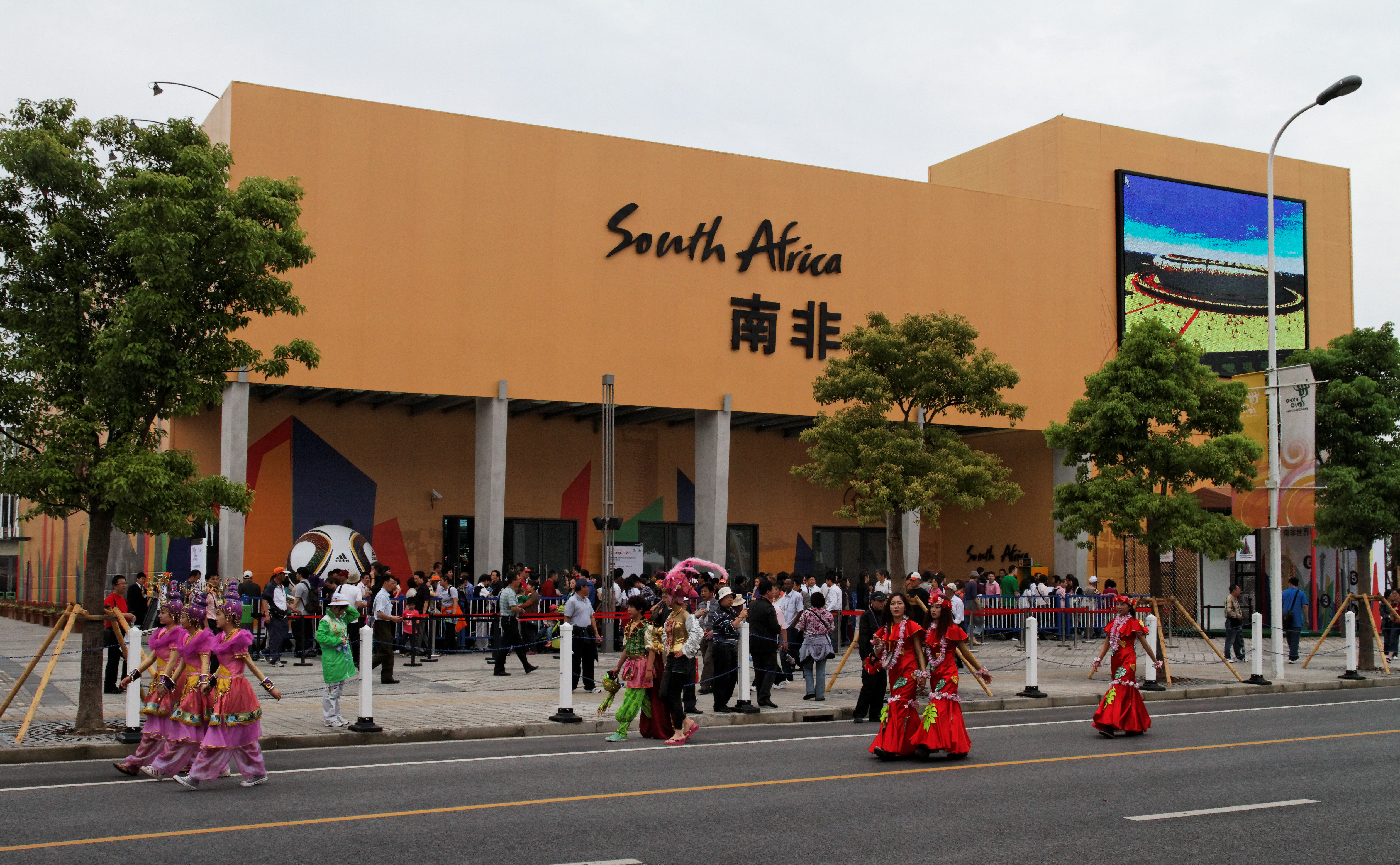
南アフリカ館

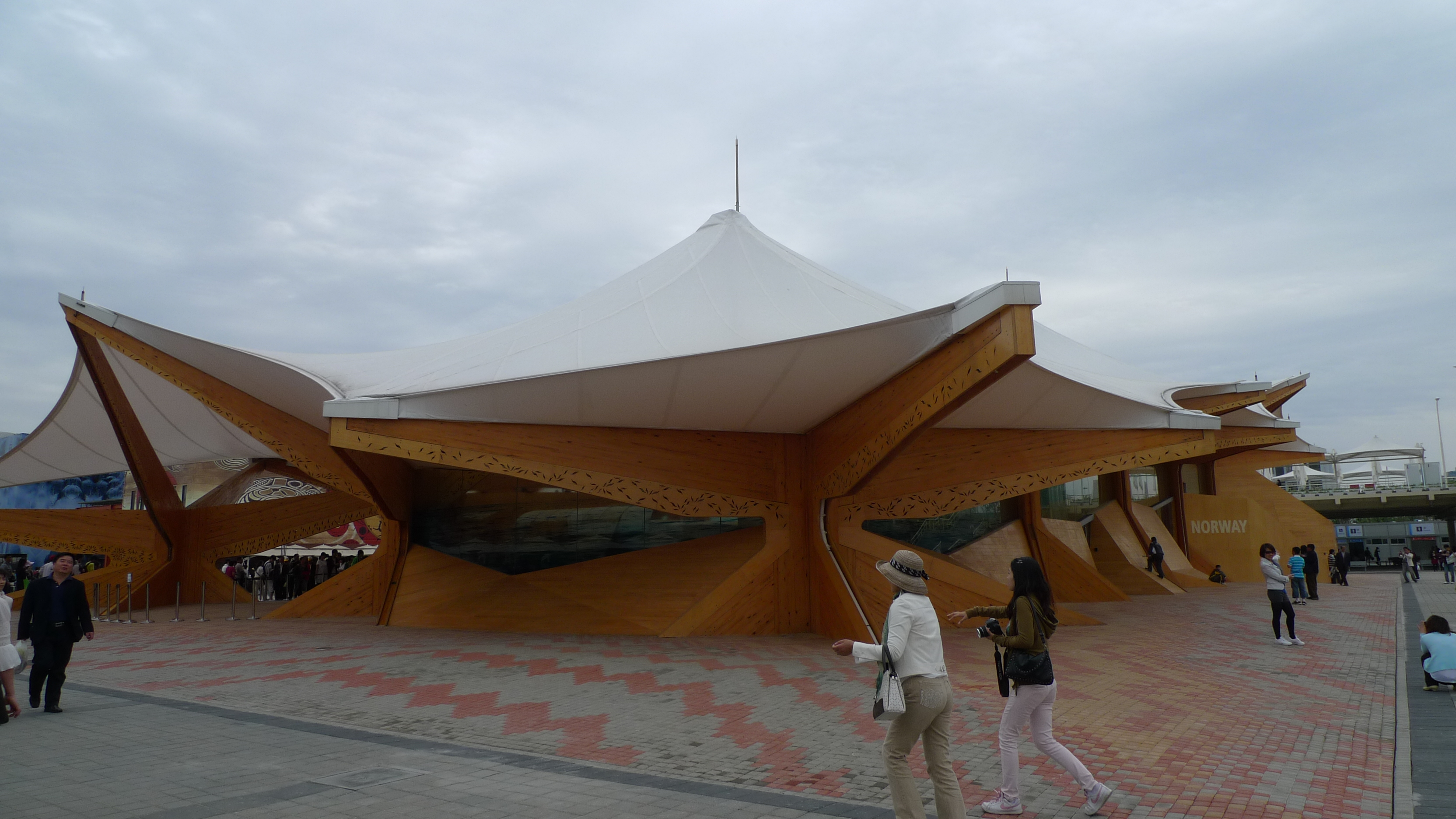
ノルウェー館

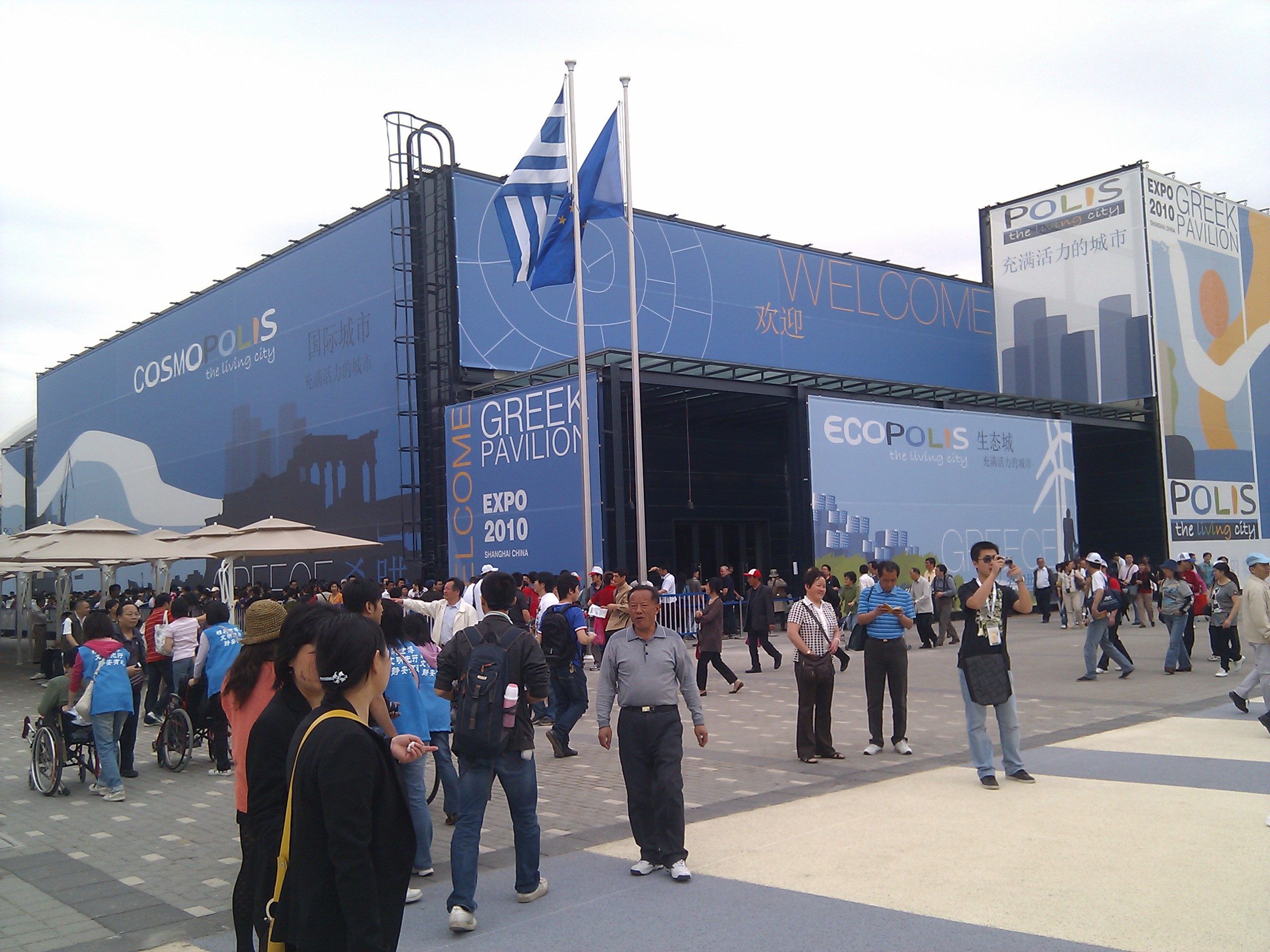
ギリシア館

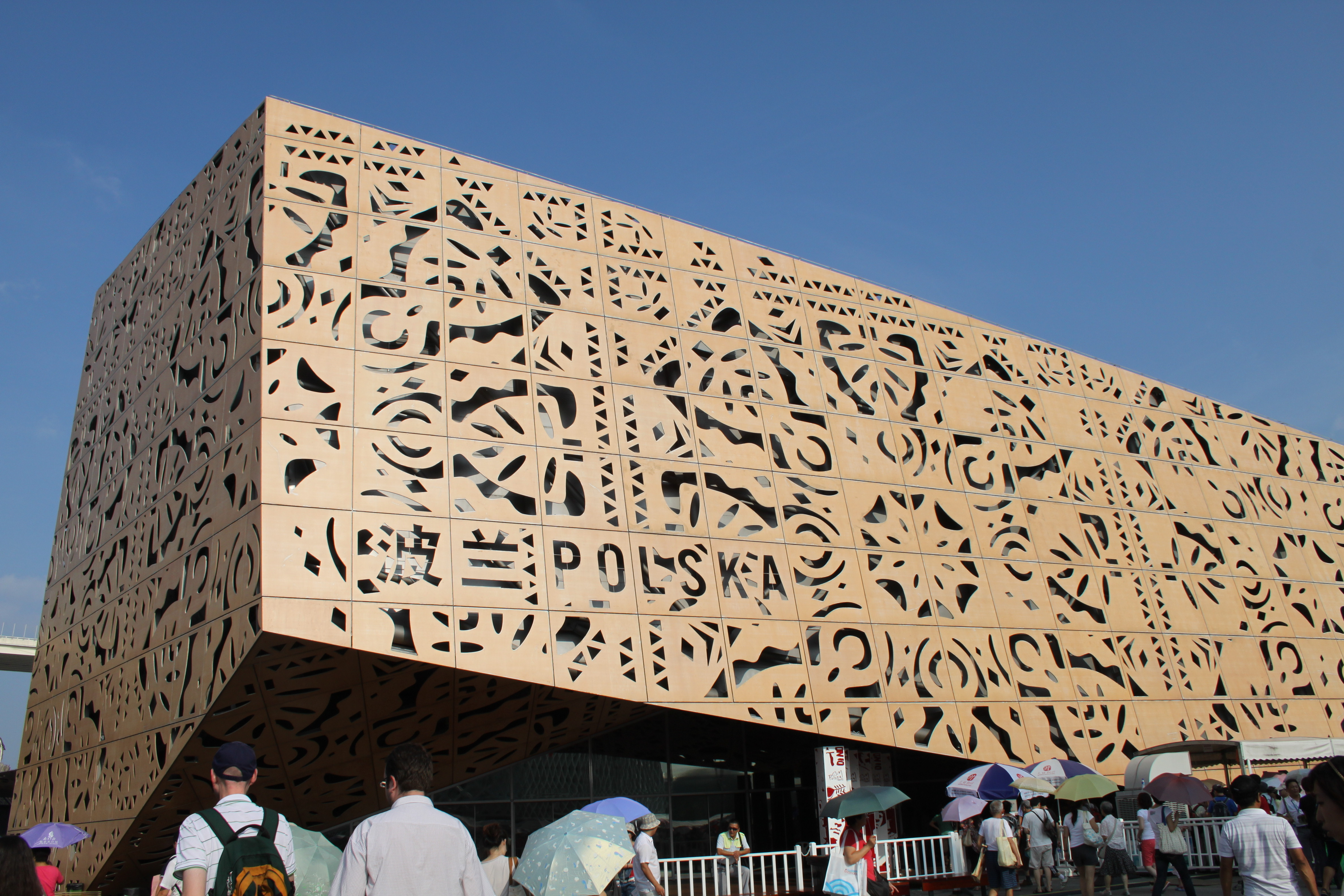
ポーランド館

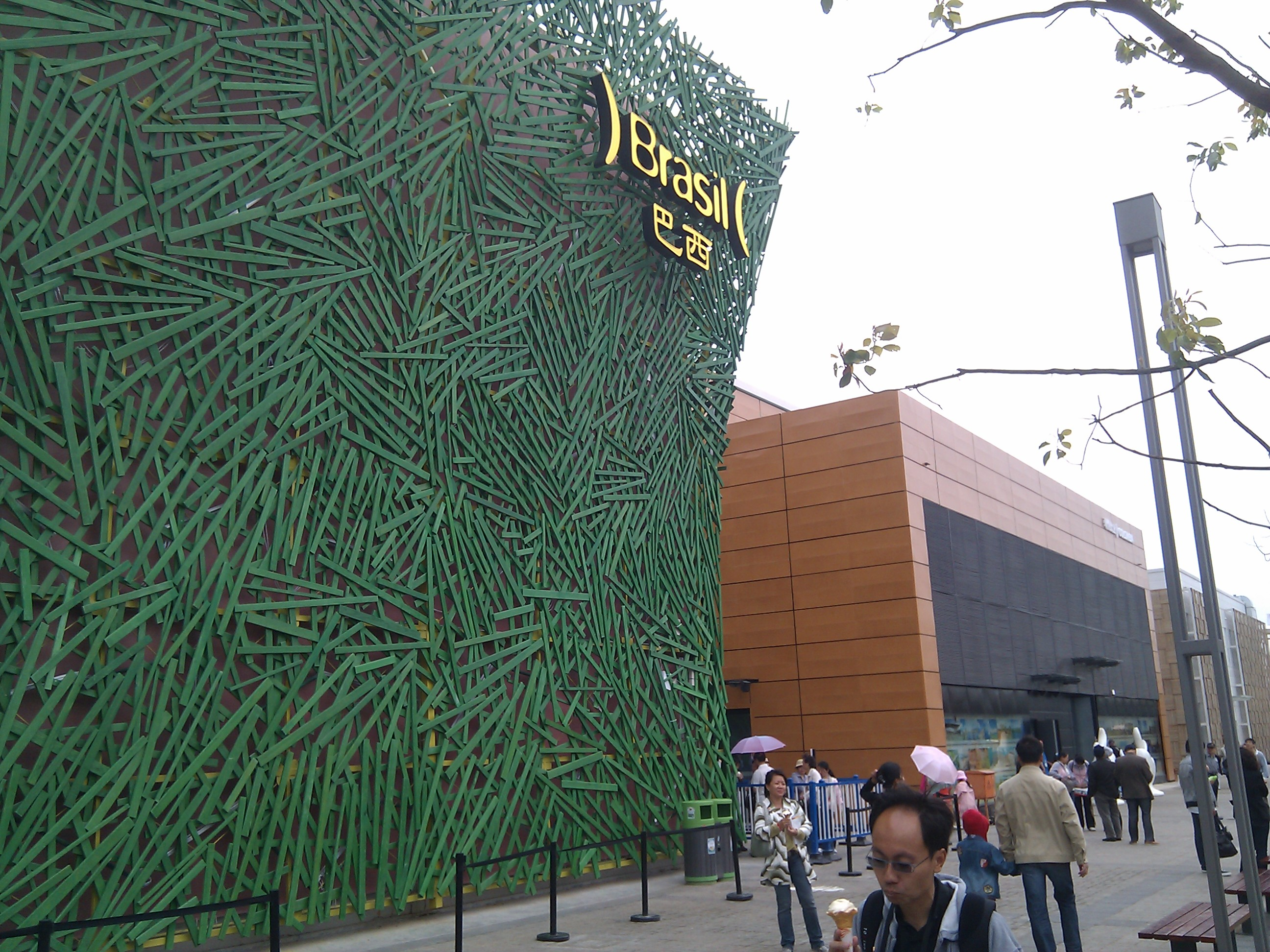
ブラジル館

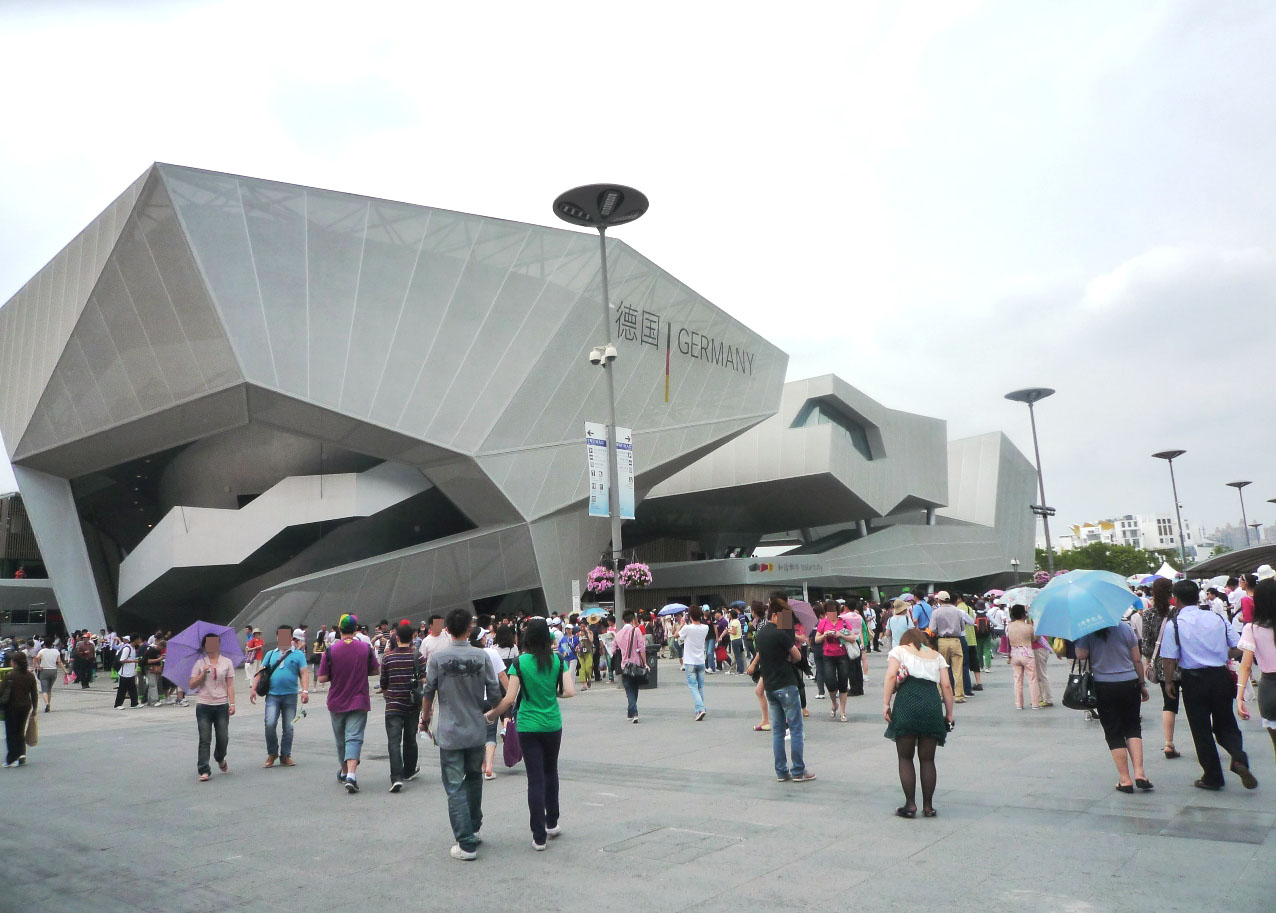
ドイツ館

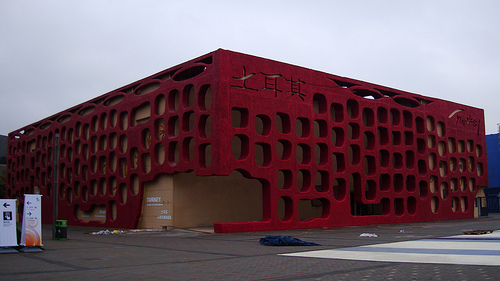
トルコ館

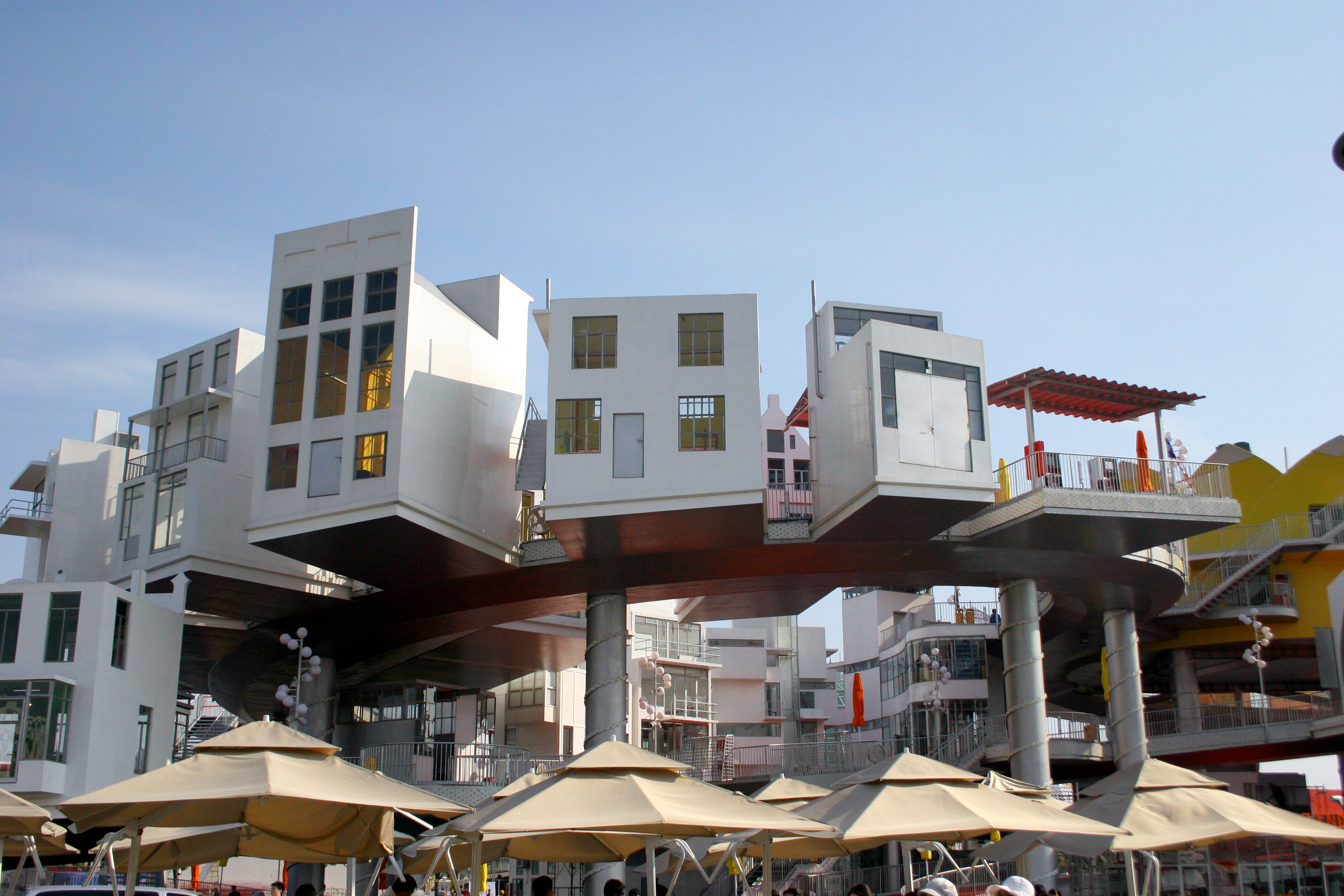
オランダ館

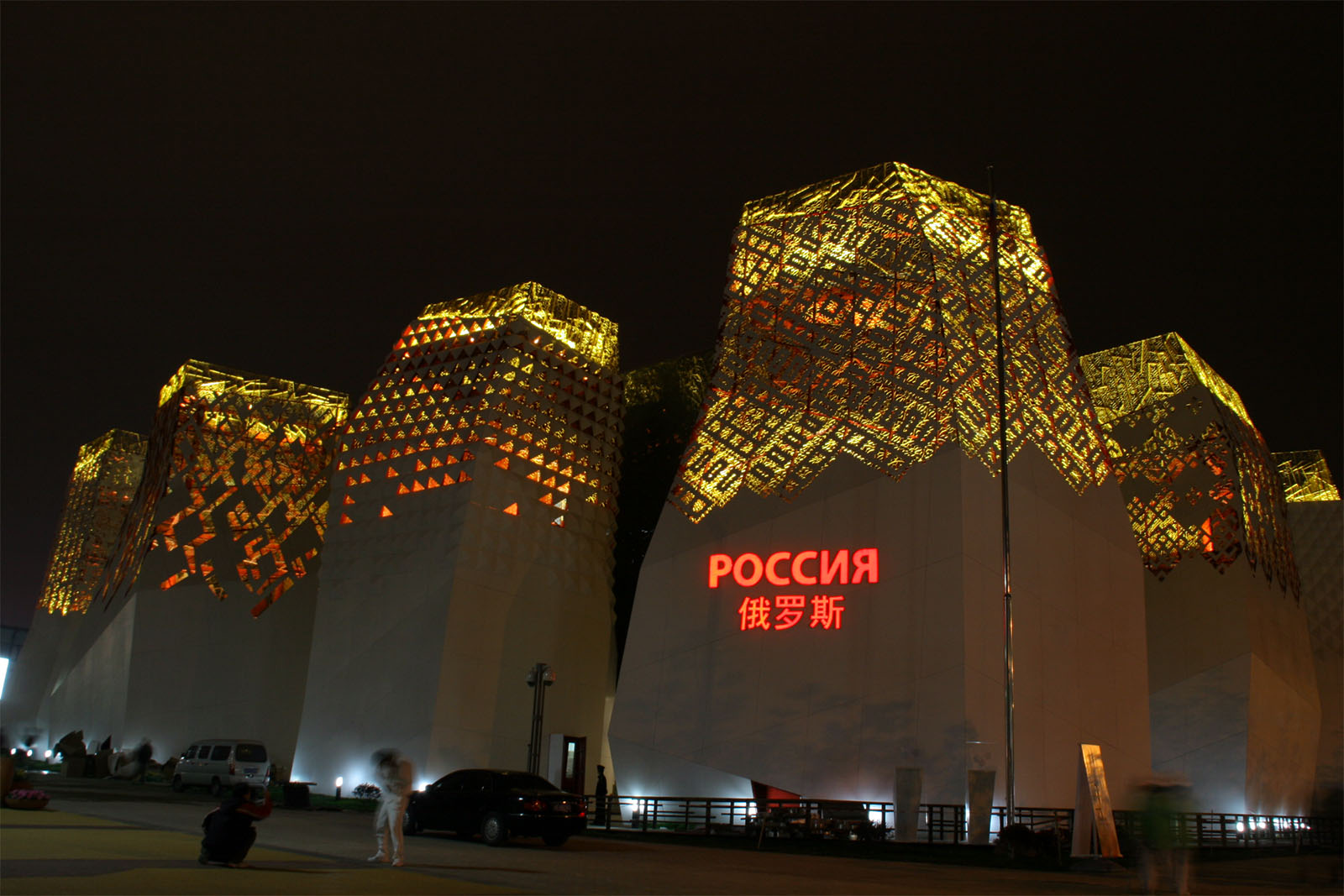
ロシア館

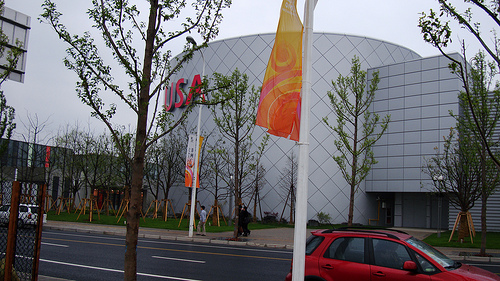
アメリカ館

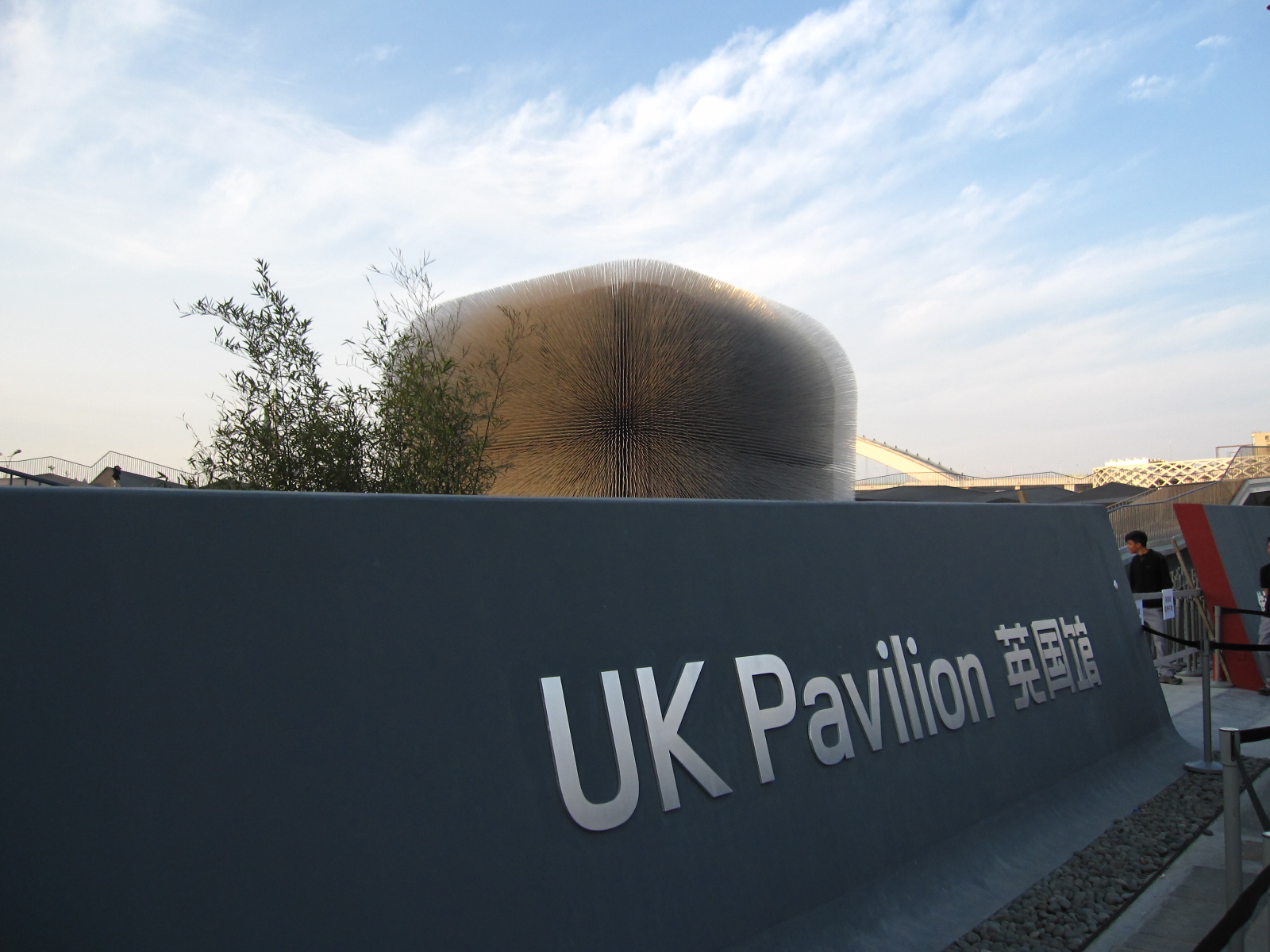
イギリス館

  - セントビンセントおよびグレナディーン諸島館
  - アンティグアバーブーダ館
  - バハマ館
  - バルバドス館
  - ペルー館
  - ドミニカ国館
  - グレナダ館
  - ガイアナ館
  - ハイチ館
  - ジンバブエ館
  - セントクリストファーネイビス館
  - セントルシア館
  - スリナム館
  - トリニダードトバゴ館
  - カリブ共同体館（加勒比共同体馆）
  - カリブ開発銀行館（加勒比开发银行馆）
- チリ館
- コロンビア館
- クロアチア館
- キューバ館
- チェコ館
- デンマーク館
- エジプト館
- エストニア館
- ヨーロッパ連合館一（欧洲联合馆一）
  - キプロス館
  - リヒテンシュタイン館
  - マルタ館
  - サンマリノ館
- ヨーロッパ連合館二（欧洲联合馆二）
  - アルバニア館
  - アルメニア館
  - アゼルバイジャン館
  - ブルガリア館
  - グルジア館
  - モンテネグロ館
  - モルドバ館
  - マケドニア旧ユーゴスラビア共和国館
- フィンランド館
- フランス館
- ドイツ館
- ギリシア館
- ハンガリー館
- アイスランド館
- アイルランド館
- イタリア館
- 中南米州連合館（中南美洲联合馆）
  - ボリビア館
  - コスタリカ館
  - ドミニカ共和国館
  - エクアドル館
  - エルサルバドル館
  - グアテマラ館
  - ホンジュラス館
  - ニカラグア館
  - パナマ館
  - ウルグアイ館
  - パラグアイ館
- ラトビア館
- リビア館
- リトアニア館
- ルクセンブルク館
- メキシコ館
- モナコ館
- オランダ館
- ナイジェリア館
- ノルウェー館
- ペルー館
- ポーランド館
- ポルトガル館
- ルーマニア館
- ロシア館
- セルビア館
- スロバキア館
- スロベニア館
- 南アフリカ館
- スペイン館
- スウェーデン館
- スイス館
- チュニジア館
- トルコ館
- ウクライナ館
- イギリス館
- アメリカ館
- ベネズエラ館

Dゾーン

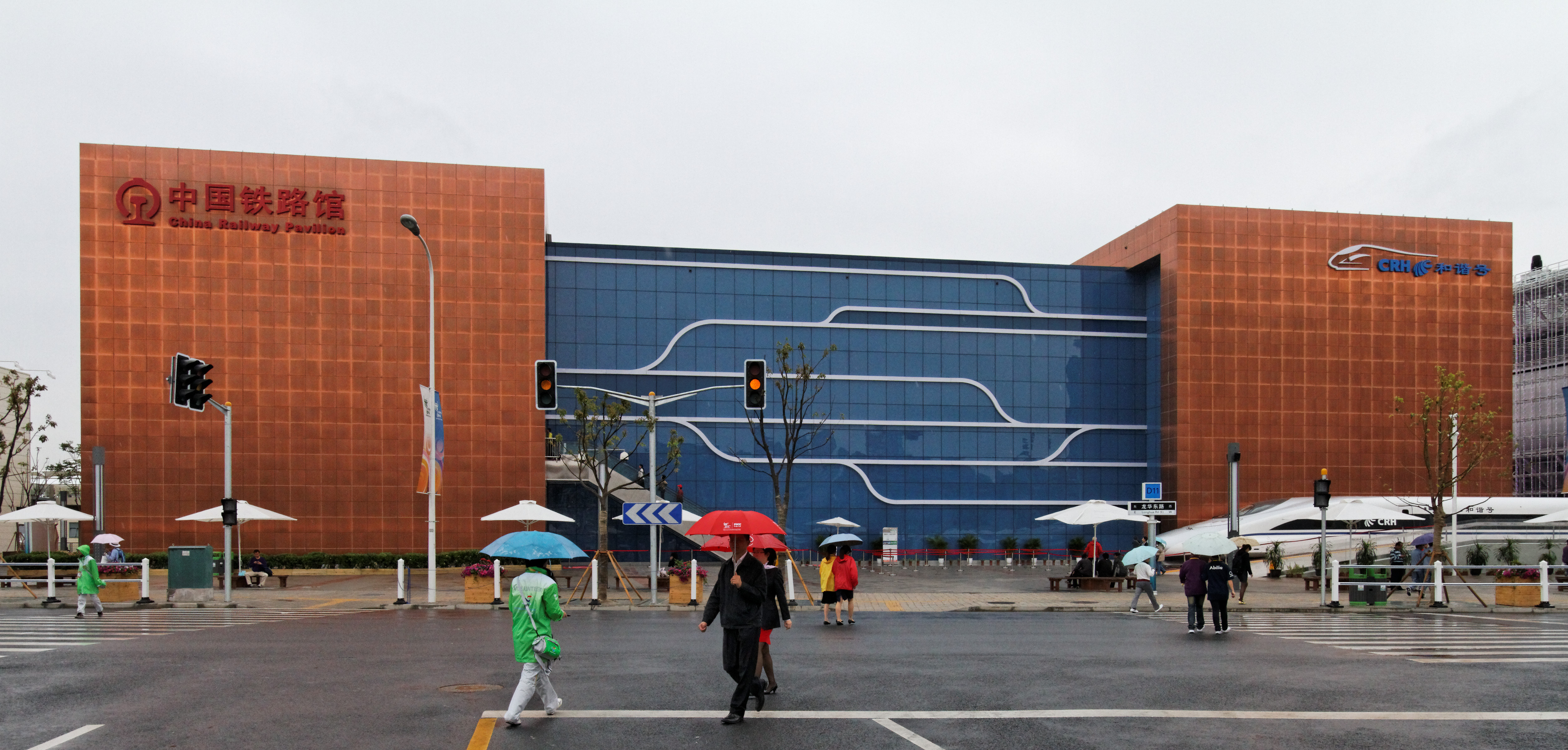
中国鉄道館

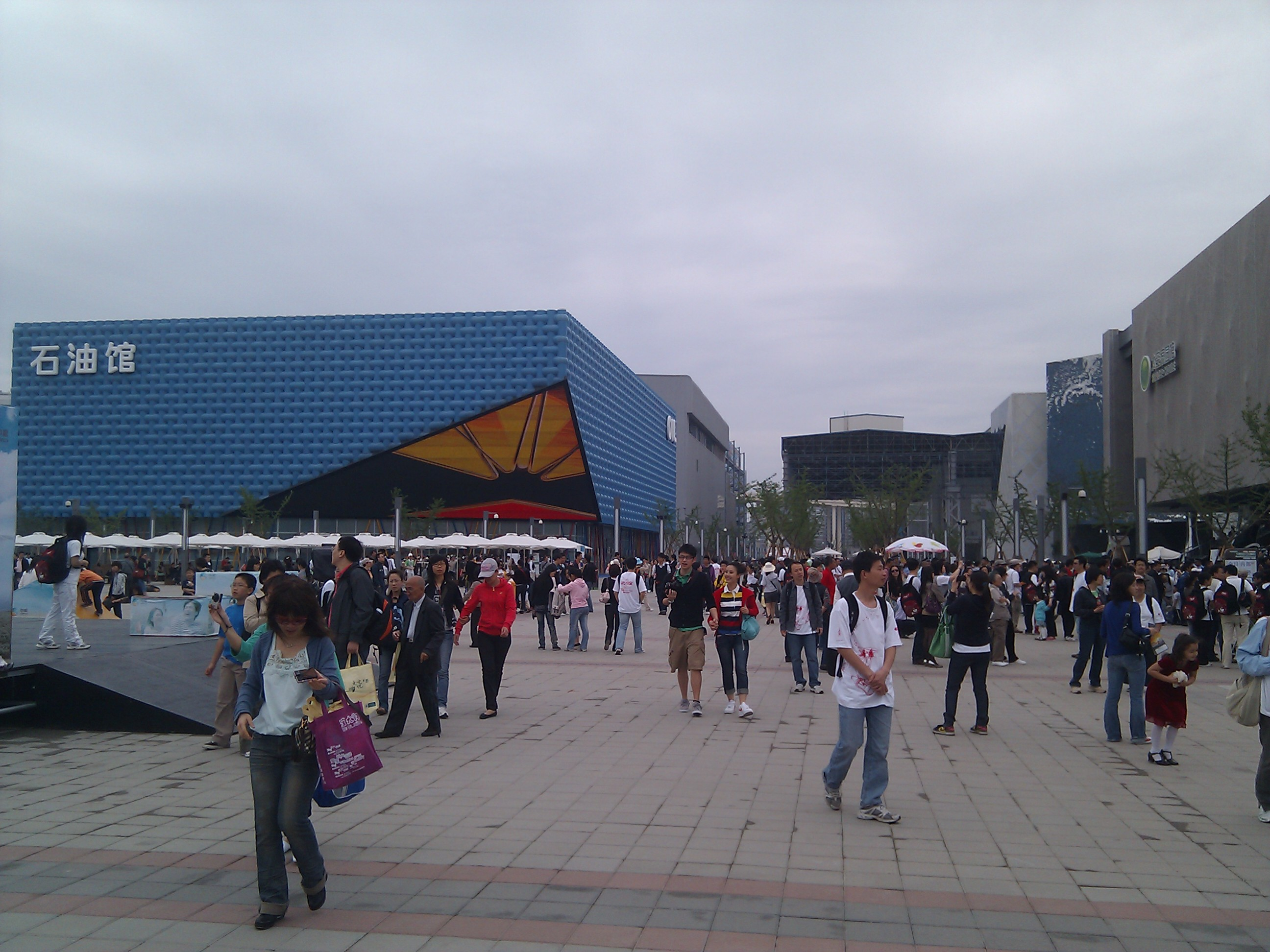
石油館

- テーマ館・都市足跡館（主题馆・城市足迹馆）
- 万博博物館（世博会博物馆）
- 上海企業連合館（上海企业联合馆）
- 宇宙の家館（太空家园馆）
- 日本産業館（日本产业馆）
- 中国人保（中国人民保険）館（中国人保馆）
- 石油館（石油馆）
- 中国鉄道館（中国铁路馆）
- コカコーラ館（可口可乐馆）
- 国家電網公司館（国家电网馆）
- シスコ館（思科馆）
- 韓国企業連合館（韩国企业联合馆）
- 震旦館（震旦馆）

Eゾーン
- 万科館（万科馆）
- 上汽GM自動車館（上汽集团-通用汽车馆・日本語版公式ガイドブックは「上汽集団・GM館」としている）
- 中国航空館（中国航空馆）
- 中国船舶館（中国船舶馆）
- 民営企業合同館（民营企业联合馆・日本語版公式ガイドブックは「民間企業共同館」としている）
- 遠大館（远大馆）
- 情報通信館（信息通信馆）

（Eゾーン、ベストシティ実践区）（城市最佳实践区）
- テーマ館・都市未来館（主题馆・城市未来馆）
- ベストシティ実践区建設ケース（北部）（城市最佳实践区建设案例（北部））
- 寧波ケース館（宁波案例馆・日本語版公式ガイドブックは「寧波実践例館」としている。以下すべての「ケース館」は「実践例館」としている）
- 西安ケース館（西安案例馆）
- メッカ・ケース館（麦加案例馆）
- バンクーバー・ケース館（温哥华案例馆）
- 上海ケース館（上海案例馆）
- マドリード・ケース館（马德里案例馆）
- ロンドン・ケース館（伦敦案例馆）
- ハンブルク・ケース館（汉堡案例馆）
- アルザス・ケース館（阿尔萨斯案例馆）
- ローヌ・アルプス・ケース館（罗阿案例馆）
- マカオ・ケース館（澳门案例馆）
- 成都ケース館（成都案例馆）
- オーデンセ・ケース館（欧登塞案例馆）
- ローヌ・アルプスのライト・ショー（罗阿灯光案例・日本語版公式ガイドブックは「ロ・アの照明実践例館」としている）
- ベストシティ実践区パビリオンケース（中部）（城市最佳实践区展馆案例（中部）・大阪ケース館が入っている共同館）
- ベストシティ実践区その他の展示ケース（南部）（城市最佳实践区其他展示案例（南部））

### 案内所
案内所（资讯）は場内の各所に設置されていた。出入口の近くや渡船の乗り場付近には必ず設置されていた。案内所では場内案内図や万博の話題専門の日刊新聞の「世博毎日快報」（中国語版および英語版がある）の配布があったほか、電光掲示板（中国語および英語での表記がある）で各種情報（各パビリオンの混雑情報や各種イベントの開催情報、各パビリオンの閉館時間など）が表示された。もちろん係員による直接の対応もできたが、必ずしもすべての係員が英語も使えるとは限らなかった。日本館に最も近い案内所にはほとんどの時間帯で日本語が話せる係員が配置されていた。中国独自のサービスとして、携帯用の茶ポットに熱湯を無料提供してくれるサービスがあった。

### 水飲み場
中国では水道を直接飲むと多くの人は体調を崩すため、ペットボトルのミネラルウォーターを購入して飲むことが一般的であるが、会場ではあちこちに浄水器で水道水を飲用可能にした水飲み場が設置されていた。ただし、暑い日はペットポトルに水を汲む人たちで行列ができた。

### トイレ
会場の至る所に設置されていた。女性用トイレは男性用の2倍以上の面積を取り、混雑をできるだけ無くすようにし、かつ常に清掃員を置き、清潔さを保つ努力を行っていた。大混雑が予想される日は臨時のトレーラー式トイレも設置された。ただし、地方からやってきた来場者の中には洋式トイレや水洗トイレの使いかたが良くわからない人もいたようで、常識では考えられない使用方法をする人や、水を流さない人も見受けられた。また、中国の地方に未だに多く残る扉の無いトイレに慣れた人の中には扉を閉じることに違和感を持つ人もいるようで、扉があるのに敢えて全開にして用を足す人もいた。

### 銀行・ATM
グローバルパートナーの交通銀行が浦東・浦西の両地区の会場内に有人店舗を構えて両替等の業務を行っていた。ATMは同じく交通銀行のものが場内の各所に設置されており、外国人も国際クレジットカードなどでのキャッシングが可能である。場内のATMは中国語・英語・日本語・韓国語の4か国語に対応していた。

### 郵便局
場内の6か所に中国郵政が郵便局分室を設置していた。郵便局では記念切手や記念絵葉書、各種郵趣品が販売された。また、会場内郵便局内にある局内郵便ポストに投函された郵便物や窓口で受け付けられた郵便物には「上海・世博」の消印が押印された。なお、万博郵便局（世博郵政支局）の本局は中国館の南方の有料エリア外にある。
- 中国国家館1階…郵便局への通路を遮るように中国省区市連合館の行列があることが多いため、一般人の利用は困難であることが多かった。
- テーマ館内…テーマ館のロビー内にあり、ローソンと隣接していた。
- 中南米連合館東隣…狭い割に利用者が多く、一般人で混雑する郵便局のひとつであった。
- 上海万博文化センター1階…イベントの直前後でない限り空いていた。
- 韓国企業連合館西隣…黄浦江に面して入口があるが、場所が悪く常に空いていた。
- 中国船舶館東面…最も来客スペースが広い会場内郵便局であった。

### レストラン・軽食
レストランは場内各所にあったが、それらとは別に各国のパビリオンに付属する各国料理のものもあった。日本からは吉野家、ファインなどが正規出店をした。特にテーマ館とエキスポセンターの間には「美食街」が設置され、会場内でも多くのレストランや軽食・ファストフード店が集中していた。会場内には外国料理も日本料理を中心に多くの料理があったものの、食費がきわめて安い中国においては割高感のある価格設定であった。有名チェーンの店でも市中の店よりも割高な価格設定となっていた。

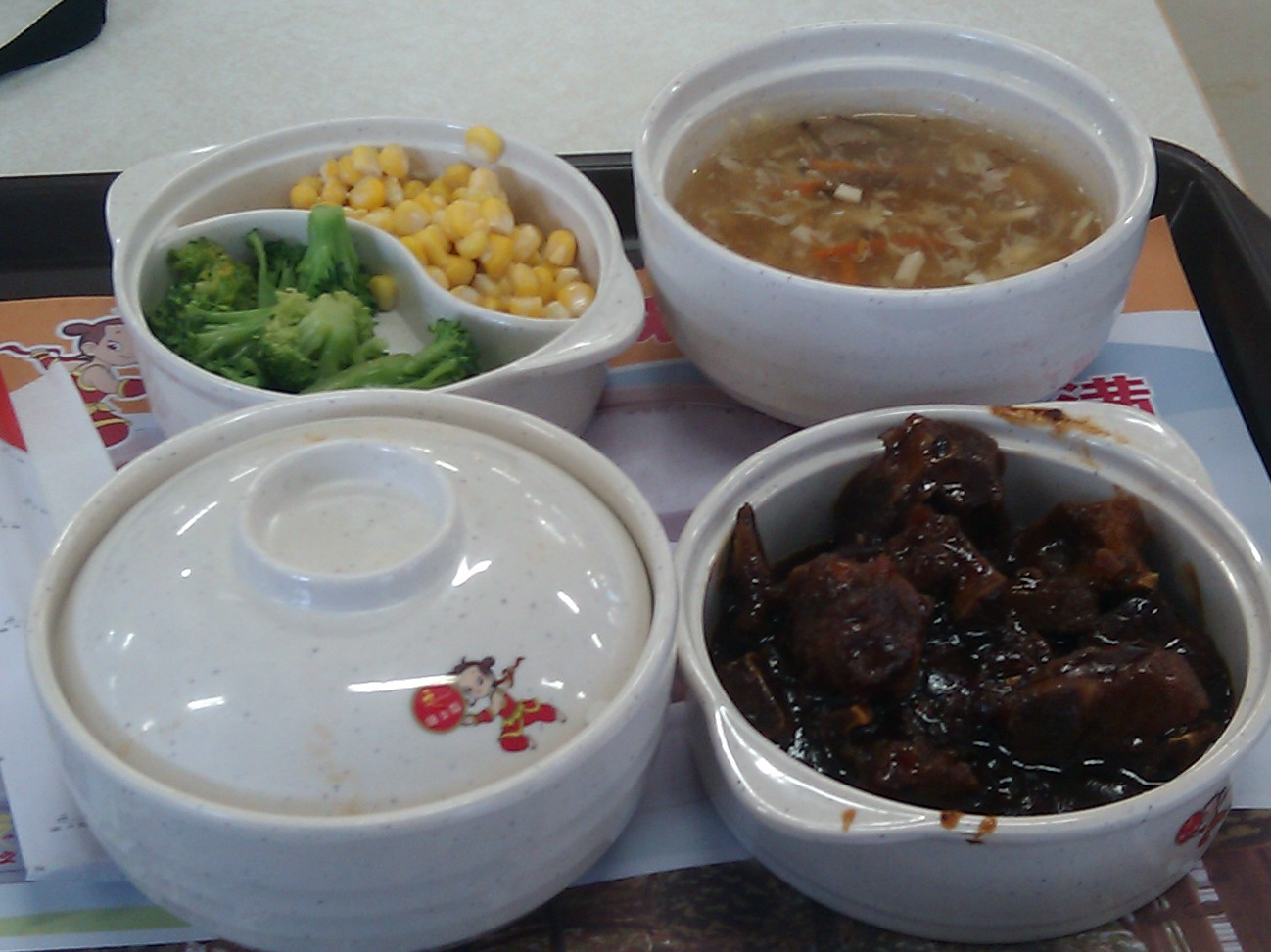
会場内での食べ物の一例

## 場内交通
会場は東西4キロメートルを超えるうえに、黄浦江の両側にわたっているため、場内交通は必須であった。このうちミニバスに相当する「観光線」は有料であったが、それ以外の交通機関はすべて無料で使用できた。無料のもののみをここでは取り上げる。

### 電気バス

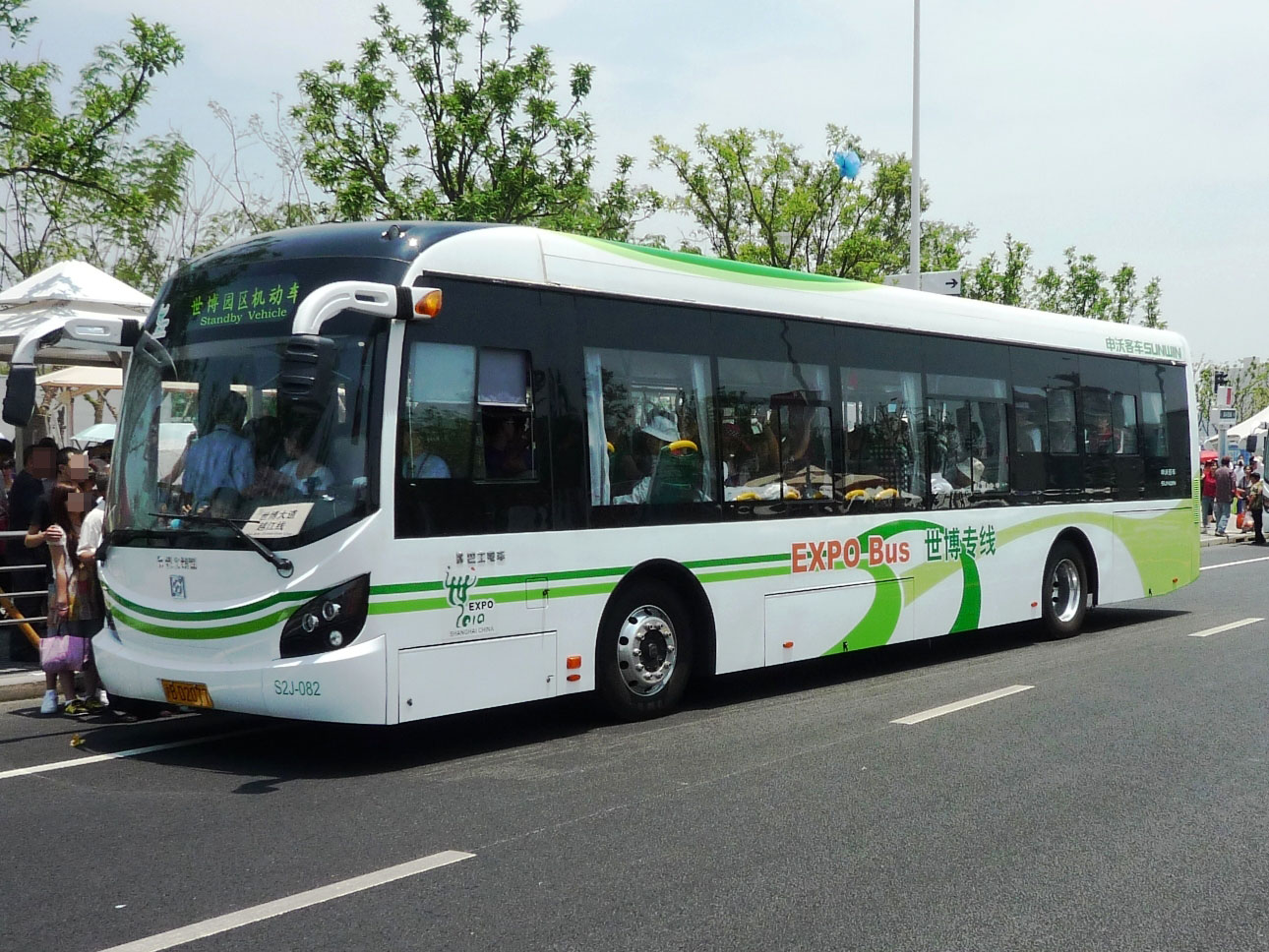
会場内を走る電気バス（世博大道越江線）

4路線がある。うち2路線は浦東側の路線、1路線は浦西側、1路線は河底トンネルで両岸を連絡するバスであった。途中のバス停も設定されていた。
- 世博国展線（世博国展线）…会場の西半分だけを走った。会場の南の国展路を後灘出入口バス停から世博軸バス停の間を結んだ。

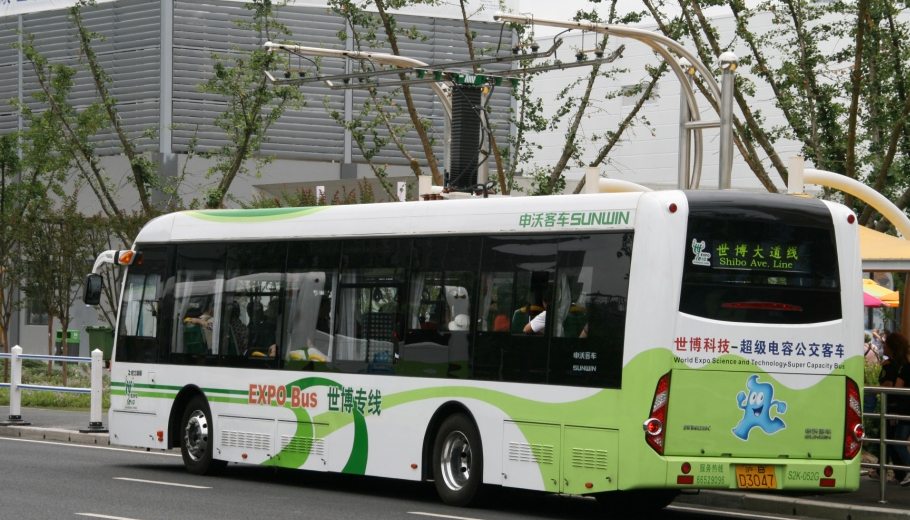
パンタグラフを伸ばして充電中の世博大道線電気バス

- 世博大道線（世博大道线）…浦東側の一番北を通る世博大道を西端の後灘出入口バス停から東端の日本館横の白蓮涇出入口バス停の間を結んだ。翼型のパンタグラフを装備したバスも配置されており、バス停留所に停車中にパンタグラフを上げてバス停留所だけに設置された剛体架線から集電し、蓄電池に充電した。走行時はパンタグラフを下げた。
- 世博大道越江線（世博大道越江线）…浦東側の西端の後灘出入口バス停から世博大道を東端まで行き、西蔵南路トンネルで川を渡って浦西側の企業館バス停に至った。企業館バス停で少し歩くと龍華東路線の船舶館バス停（西行き）および企業館バス停があり、乗り換えができた。
- 龍華東路線（龙华东路线）…浦西側の西端の魯班路出入口に近い都市足跡館バス停から東端のベストシティ実践区バス停を結んだ。

### 地下鉄
上海地下鉄13号線が会場部分だけ先行開業し、浦東と浦西を結ぶ足としても活躍した。浦東側には世博大道駅が、浦西側には盧浦大橋駅がある。なお、路線は馬当路駅まで続いており、ここに会場外の出入口が設置されていた。
地下鉄13号線は万博終了後、運行を休止しており、2015年に正式に開通された。

### 渡船

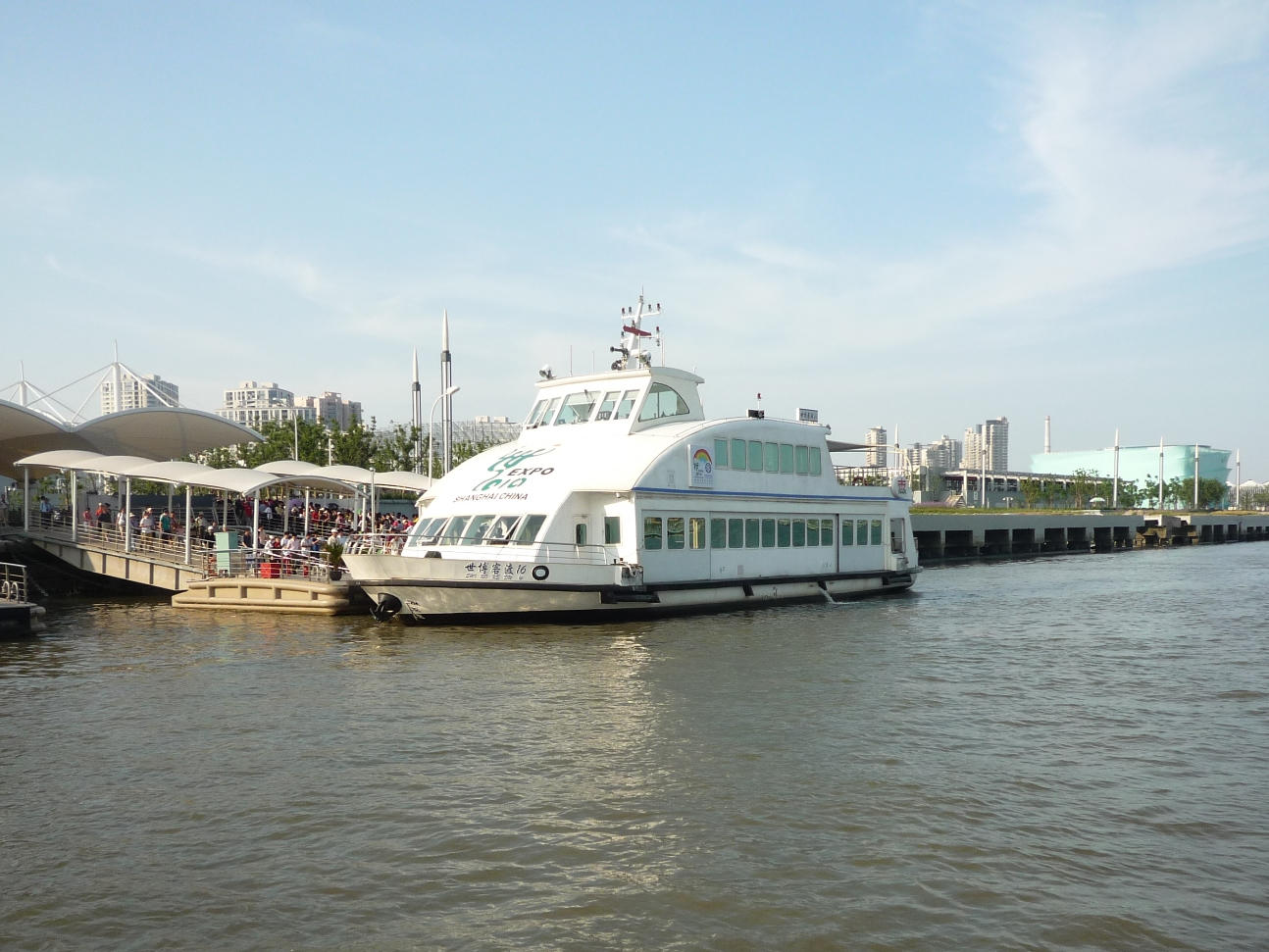
黄浦江の両岸を結ぶ渡船

黄浦江の両岸を結ぶ足として、渡船も5航路が設定されていた。船は今回のために新造され、1階にも2階と同じように椅子が設置されていたが、会期終了後は1階の椅子を撤去し、上海市内の他の渡船のようにバイクと自転車も輸送できるようにして、老朽化した従来船を置き換える予定である。なお、渡船は本数の大幅な増発が不可能なため、混雑時は乗船するまでに長時間の行列が必須であった。そのような時間帯は地下鉄やバスで対岸に渡ることが勧められた。

## スポンサー

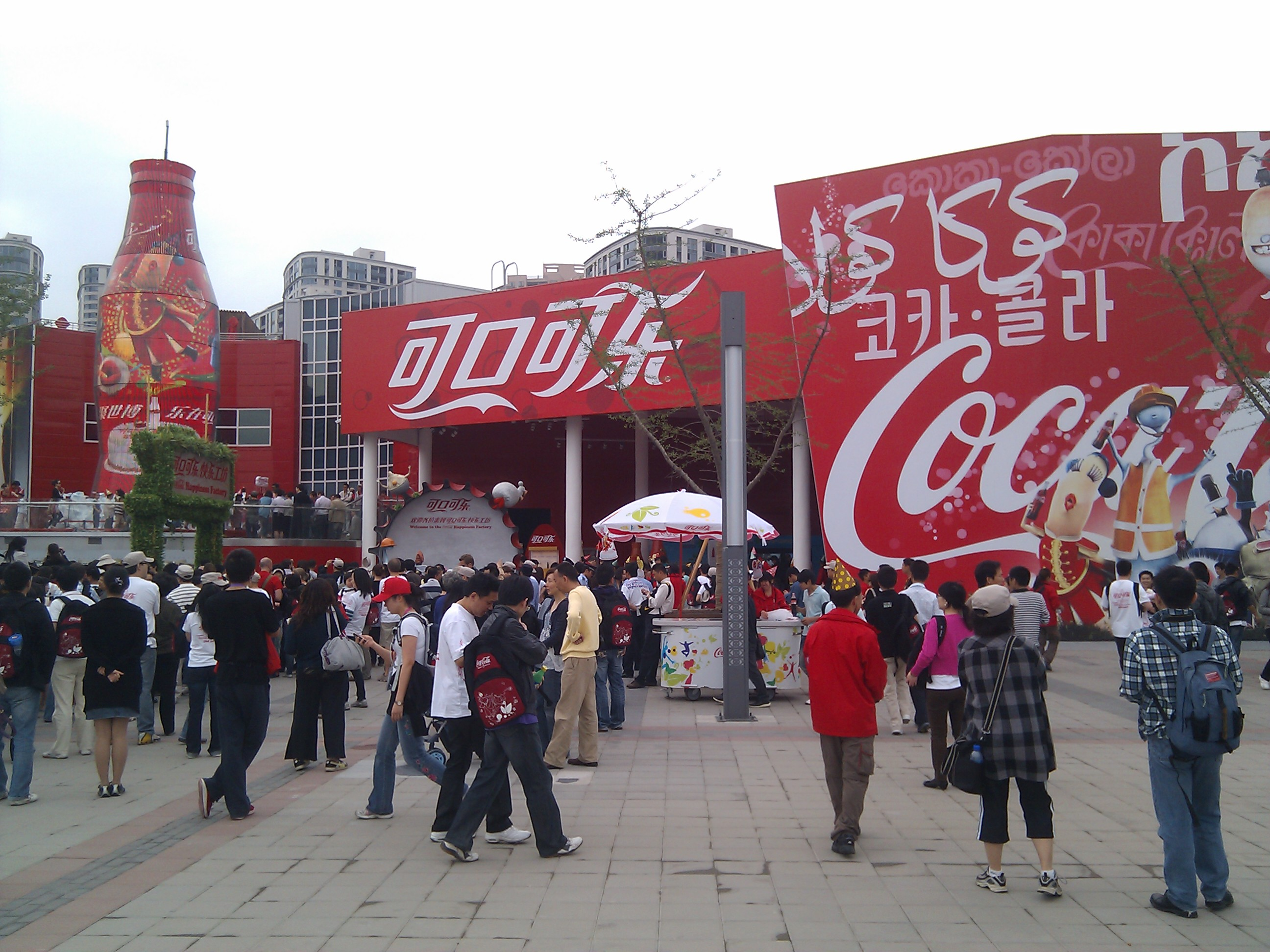
コカコーラ館

グローバルパートナー
- 中国東方航空
- 中国移動通信集団有限公司
- 中国電信
- 交通銀行
- 上海汽車（ゼネラルモーターズ）
- シーメンス
- コカ・コーラ
- 国家電網公司
- 中国人民保険集团公司
- 宝鋼集団公司
- 上海實業控股有限公司
- 中国石油天然気
- 遠大空調有限公司

## 日本によるPR活動

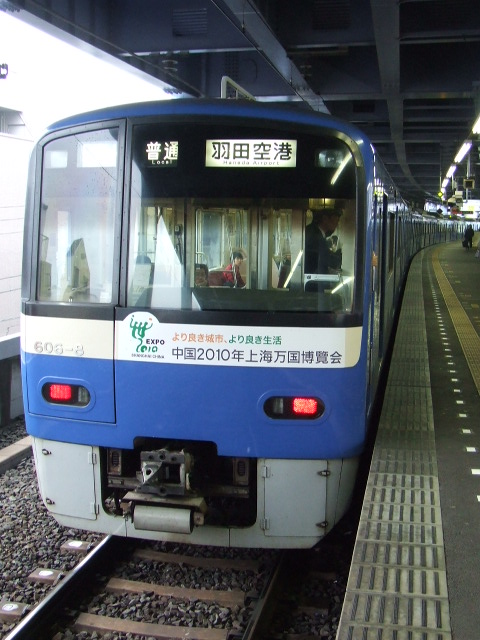
京浜急行電鉄600形 上海万博宣伝列車（京成線青砥駅にて）

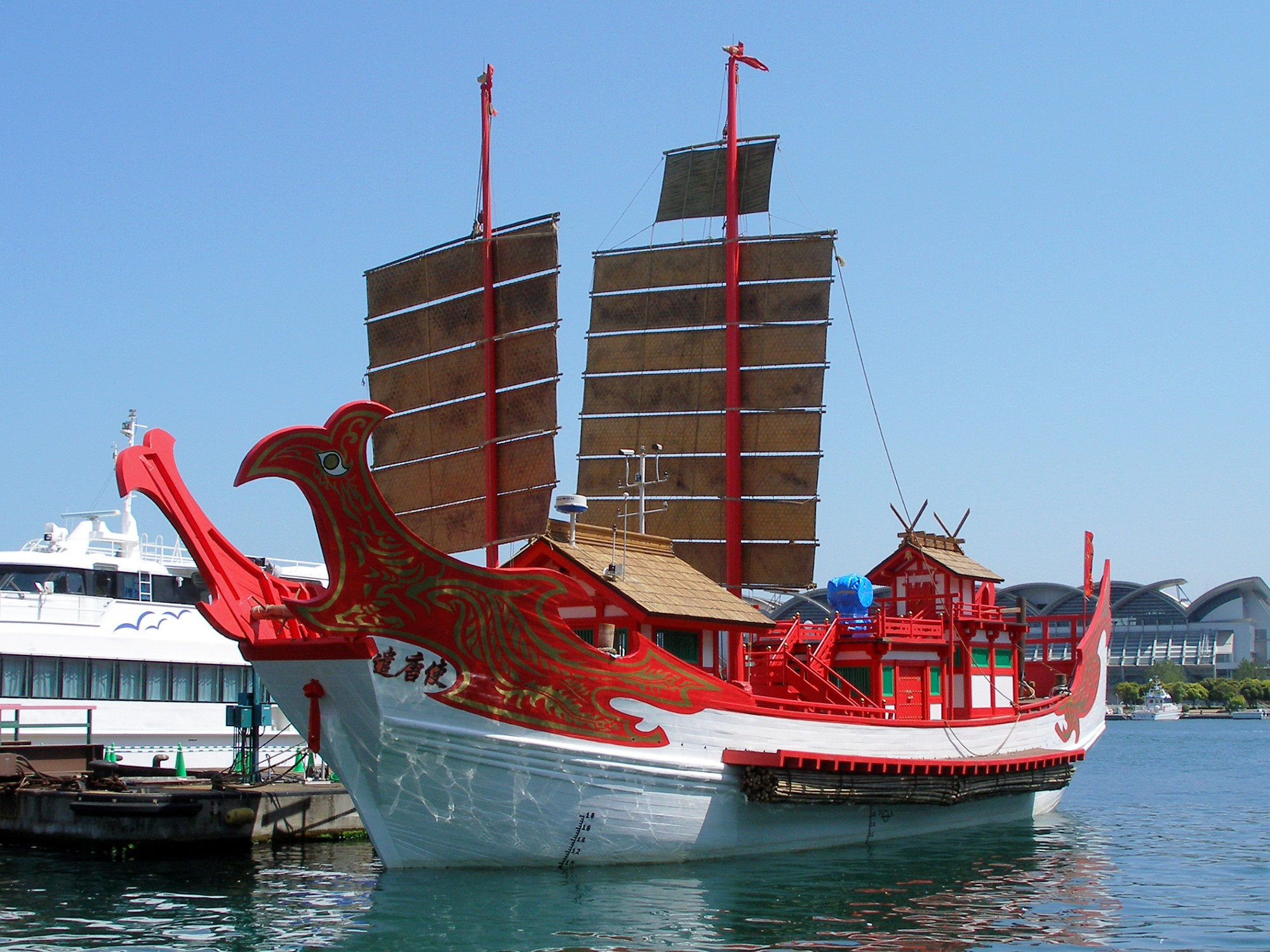
上海万博に際し復元された遣唐使船

2007年3月から、上海市人民政府新聞弁公室および上海万博事務協調局が上海万博のPRイベントを日本で開催している。なお、上海万博のPRが中国国内以外で行われるのはこれが初めてであった。
2008年3月、日本イメージ大使に谷村新司、コシノジュンコ、福原愛の3人が選ばれた。同年12月17日には、上海万博日本PR館が東京虎ノ門の森ビルにオープンした。
2010年6月12日から23日までの「ジャパンデー」では、w-inds.・amin・黒柳徹子・水木一郎など著名人が集まり、日本の伝統芸能・アニメ・マンガ・音楽・映画も披露された。
SMAP初の海外公演も行われる予定だったが、ファンの殺到で会場が混乱する可能性を理由に中止することを万博事務局は発表した。
また、ジャパンデーにあわせ、財団法人の角川文化振興財団（理事長：角川歴彦）の企画「遣唐使船再現プロジェクト」（協賛：森ビル、読売新聞社、経済産業省、文化庁など）によって全長30m、全幅9.6m、排水量164.7tで復元されたエンジン付き遣唐使船（名誉船長：夢枕獏）がかつての遣唐使と同一の航路で大阪港から上海に入港した。出港式では住吉大社の安全祈願と歌手の坂本真綾によるプロジェクトのテーマソング（作曲・編曲：菅野よう子）の披露が行われた。プロジェクトの親善大使を務める俳優の渡辺謙を乗せて万博会場内を流れる黄浦江を航行した。

## 万博外交
開幕式には、南北朝鮮の首脳がそろって参加し、胡錦涛主席と個別に会談した。李明博韓国大統領は、韓国軍の哨戒艦艇「天安」沈没をめぐる調査結果が出た際の協力を要請し、万博開幕式を首脳間の意思疎通の場として利用した。「万博発祥の国」の首脳として開幕式に出席したフランスのサルコジ大統領は、大統領にとって2007年以来の2度目の中国公式訪問となり、冷え込んだ中仏関係の修復を内外に印象づけた。アメリカのヒラリー・クリントン国務長官、ロシアのドミートリー・メドヴェージェフ大統領・ウラジーミル・プーチン首相、また、日本の鳩山由紀夫首相も開催期間中に上海を訪れる意志を表明した。
台湾からは与党中国国民党の連戦・呉伯雄が出席した。上海万博事務局によれば、今回の万博には、中国と国交関係を結ばず、台湾と外交関係を有する23か国のうち、19か国が参加した。

## その他の話題

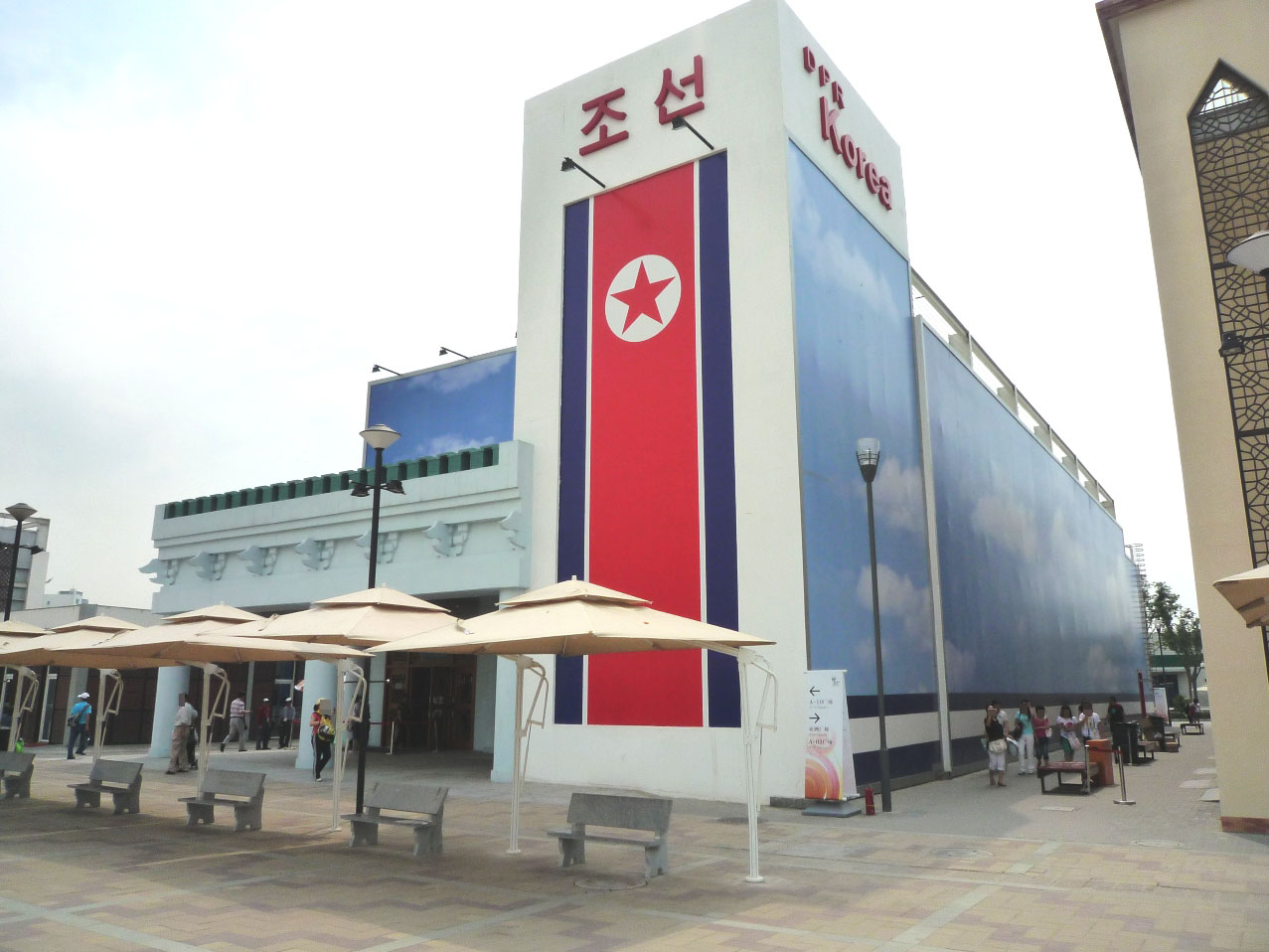
朝鮮館（北朝鮮館）

- 今回の万博には初めて朝鮮民主主義人民共和国（北朝鮮）が参加し、「朝鮮館」が設けられ、「人民の楽園」をテーマに首都・平壌の繁栄などの展示を行った。施設建設費は中国が全額負担した。館内は高さ4.5メートルの主体思想塔の模型や、大同江を模した川などが再現されていた。また、平壌の豊かな人民の生活の様子を映写する複数のモニターがあった。ただ、全体的にはがらんとした館内であった。一番奥には北朝鮮の切手・紙幣・書籍・バッジなどを販売するコーナーがあった。
- 今回の万博には大阪万博以来40年ぶりに中華民国（台湾）が参加し、台北101で知られる李祖原の設計で「台湾館（中国語版）」が設けられた。万博閉幕後は台湾の新竹市に新竹世博台湾館（中国語版）として移転した。

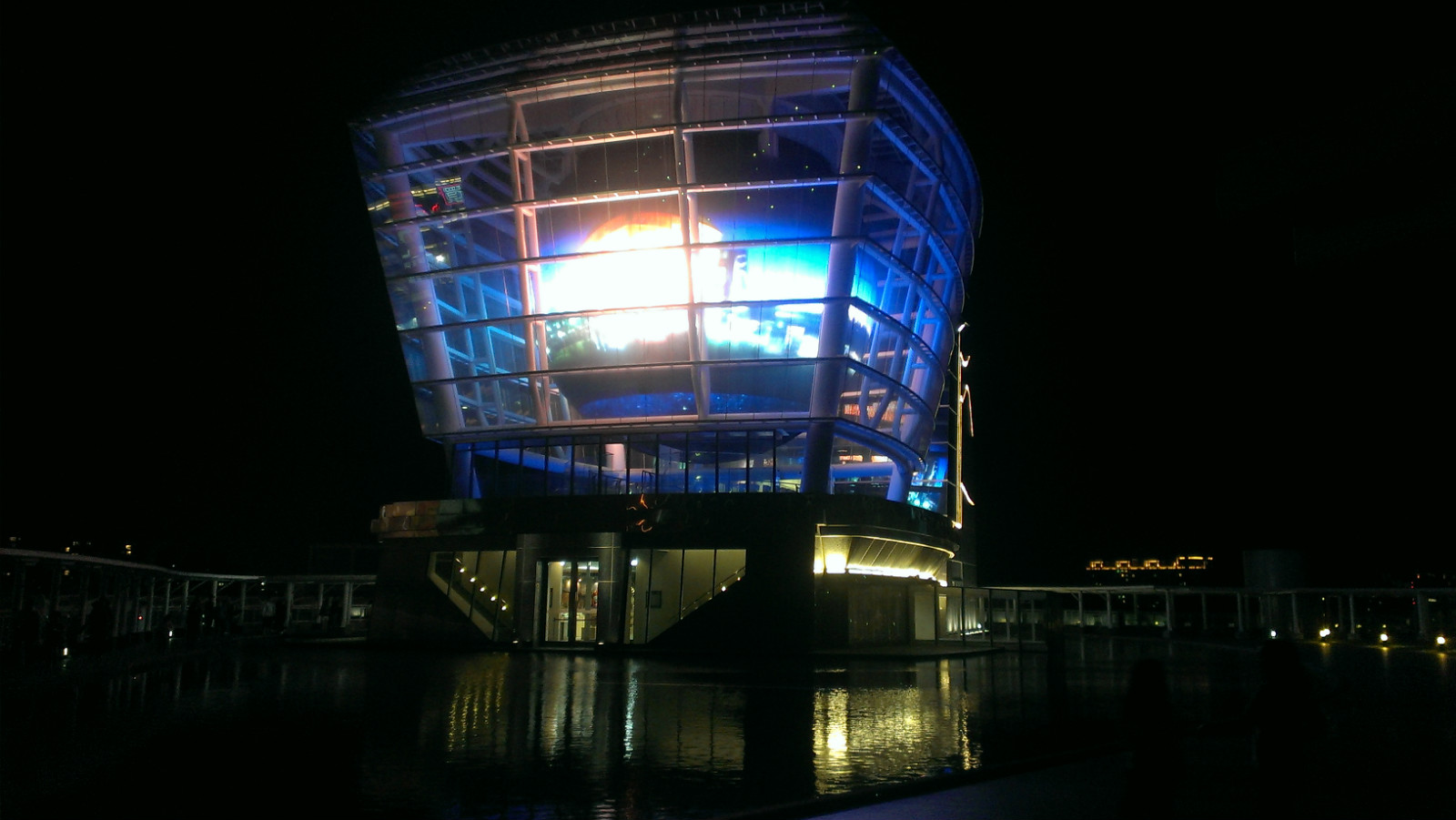
新竹世博台湾館

- 開催期間中、万博に毎日通うことを目指していた愛知県在住の日本人女性山田外美代が話題となり、中国でも「万博おばあちゃん」（世博奶奶）として注目され、中国メディアからの取材を受けた[22]。また、2010年6月7日には38日目にして全373館をすべて観覧し終え[23]、10月31日には無事皆勤を達成した。
- 2007年より上海国際博覧会に向けての曲の公募を毎年行っており、2009年度にJAM Projectが「Only One」の北京語バージョンで応募。その結果、2009年度世界ベストソングに選ばれた[24]。

## 開場・開館時間
万博会場の通常開場時間は9:00から24:00までであり、また、会場内の各パビリオンの開館時間は通常9:30から22:30までであった。ただし、最終入場は21時から21時30分頃に締め切るパビリオンも多かった。来場者は21:00より前に入場し、当日の24:00以前に退場しなければならなかった。夜間券の入場時間は17:00から21:00までの間であった。上海地下鉄は最終列車が23時頃であることが多いので、あまりゆっくりするとホテル等に戻る手段は深夜バスやタクシーだけとなった。

## 入場料
中国の慣例に従い、身長120センチ以下の小児は無料となった。
- 通常日普通券（平日普通票） 160元（「指定日」以外なら土・日曜日でも使用できた。）
- 通常日特割券（平日优惠票） 100元（身障者、1950年12月31日以前に生まれた人、学生、身長が120センチを超える児童、中国現役軍人は、関連証明書を示してチケットを予め購入する必要があった。当日券は160元のみ。）
- 指定日普通券（指定普通票） 200元（「指定日」とは、メーデー連休、国慶節連休、閉幕間際の1週間で、それらの日に入場するときは月日を指定した指定日専用の入場券が必要であった。他の月日の「指定日」には使用できないが、通常日ならいつでも使用できた。）
- 指定日特割券（指定优惠票） 120元
- 3回券（3次票） 400元（ほとんどの発売所で早い時期に売り切れとなった。）
- 7回券（7次票） 900元
- 当日普通券（当日普通票）160元（当日券とは、会場の入口付近で販売される入場券のことで、混雑が予想されるときなどは販売しない日・時間帯もあるとされていたが、実際には札止めの措置は行われなかった。なお、当日券を翌日以降に使用することは不可能であった。）
- 当日特割券（当日优惠票）100元（身障者と1950年12月31日以前に生まれた人に対してしか発売されなかった）
- 当日夜間券（当日夜票）90元（17時以降に入場できた。）
- 翌日普通券（次日普通票）160元（9月1日から発売開始。前日の16時から20時50分までの間に会場入口近くの当日券券売所で発売された。）
- 翌日特割券（次日优惠票）100元（9月1日から発売開始。前日の16時から20時50分までの間に会場入口近くの当日券券売所で発売された。身障者と1950年12月31日以前に生まれた人に対してしか発売されなかった））

## 中国内での入場券販売場所
- 交通銀行
- 中国電信（チャイナ・テレコム）
- 中国移動通信（チャイナ・モバイル）
- 中国郵政

　　など

## 入場の流れ
会場に入場するためには、出入口の前に並ぶ前にまず「予検」（预检）と呼ばれる未使用入場券を持っているかのチェックを受けた。もし入場券を持っていない場合は、近くにある当日券売り場に並んでから改めて「予検」を受ける必要があったが、当日券売り場は朝8時からしか開かなかったため、人気パビリオン狙いで早朝から並ぶ場合や、混雑が予想される日に入場する場合は予め入場券を購入しておくべきであった。前売りチケットは市内の一部の郵便局などで発売されていたほか、当日券売り場でも16時から19時半までは「翌日券」が発売された。また、17時から入場できる「夜間券」は当日券しか存在せず、毎日当日の16時から販売開始であった。
早朝に並んだ場合は「予検」ポイントの外側に並ぶことになり、朝7時頃に「予検」を行い入場門前に並び直すことになった。朝7時以降にゲートに到着した場合は通常通りの入場の流れとなった。
朝9時になると、4人ずつ入場のための検査を受けた。検査は空港同様の荷物検査と身体検査がある（安检）。荷物はX線装置に通し、人は金属探知装置を通るが、装置が反応しなくても必ず係員による身体検査も受けた。X線装置で手荷物内に不審な形状が認められた場合のみ手荷物内の検査も受けた。空港と異なり、飲料など安全な液体物の持ち込みはほぼ自由であった。それらが終わるとようやく入場券を自動改札機に通して会場に入った（票检）。この際に早くから門前に並んだ人のみに係員から中国国家館の予約券が渡された（10月19日以降、白蓮涇出入口では中国国家館の予約券ではなく、台湾館の予約券が配布された）。どの時間の予約券かはその日のゲートごとに異なり、早く並んだから早い時間になるとは限らず、かつ希望の時間への変更も不可であった。

## 会場へのアクセス
以下のアクセスは、特筆しない限りメインゲート扱いである浦東側の「6号門・上南路出入口」へのもので、上海軌道交通7号線・8号線耀華路駅に隣接している。世博軸、中国国家館に近い。なお、地下鉄2号線の浦東国際機場駅から広蘭路駅の間は朝6時30分から21時までの運行で、深夜は運行されないので使用の際は注意が必要である。また、同区間は4両編成の列車の運行なので、必ず広蘭路駅で8両編成列車への乗り換えが必要である。

### 浦東国際空港から
羽田空港以外からの便は浦東国際空港へ到着する。浦東国際空港には国際線と一部の国内線が発着している。
軌道交通
- 浦東国際機場駅から上海トランスラピッドで竜陽路駅まで移動（約8分）その後地下鉄7号線に乗り換え、耀華路駅へ。
- 浦東国際機場駅から地下鉄2号線に乗車し、広蘭路駅で8両編成の列車に乗り換えて竜陽路駅まで移動、竜陽路駅で7号線に乗り継いで耀華路駅へ。

バス
- エアポートシャトルバスが空港から上海市内まで15～30分間隔で運行。
- 万博直通バス（世博直達線）15路が4号門・白蓮涇出入口にノンストップ約60分で運行。

タクシー
- 浦東国際空港から会場周辺まで、約40～50分

### 上海虹橋空港から
羽田空港からの直行便は上海虹橋空港へ到着する。上海虹橋空港には主に中国国内の国内線が発着している。
軌道交通
- 虹橋2号航站楼駅から地下鉄2号線で静安寺駅まで行き、地下鉄7号線に乗り換えて耀華路駅へ。

バス
- 空港または空港近くのバス停から、人民広場行き、廬浦大橋行きなど市内行きの路線バスが運行している。
- 万博公共交通バス（世博公交線）19路が1号門・魯班路出入口に約45分で運行。
- エアポートバスがターミナルAの前から出発している。浦東国際空港行きと静安寺横の城市航站行きの2路線が、6時00分から22時50分までの間に20-30分間隔で運行している。

タクシー
- 上海市内までの所要時間は約20-40分。

### 上海駅から
軌道交通
- 上海駅駅から地下鉄1号線で人民広場駅まで行き、地下鉄8号線に乗り換えて耀華路駅へ。

バス
- 万博直通バス（世博直達線）1路が、駅の北広場側から6号門・上南路出入口にノンストップ約20分で運行。
- 万博公共交通バス（世博公交線）31路が、駅の表口である南広場側から3号門・半淞園路出入口に約30分で運行。

### 会場ゲート
- 1号門・魯班路（鲁班路）出入口。浦西側。地下鉄4号線魯班路駅が最寄り。世博会（万博）博物館・テーマ館（都市足跡館）・日本産業館・シスコ館などに近い。人気の日本産業館・石油館に近く、駅から遠いにもかかわらず朝は混雑した。
- 2号門・西蔵南路（西藏南路）出入口。浦西側。地下鉄4・8号線西蔵南路駅に隣接。中国船舶館・中国鉄道館などに近い。ゲートそのものは駅から近いが、ゲートに入ったあと長い高架歩道を歩く必要がある。団体の利用が少ないため、全体としては利用者は多くないが、駅から近いために朝は混雑した。
- 3号門・半淞園路（半淞园路）出入口。浦西側。地下鉄4・8号線西蔵南路駅が最寄りであるが、観客の流れを分けるために主催者は地下鉄8号線の南浦大橋駅からのルートを案内している。中国航空館・遠大館・ベストシティ実践区パビリオンケースなどに近い。駐車場が近くに無いため、団体の利用が少なく、ゲートの近くに人気パビリオンが少ないため、最も空いているゲートであった。
- 4号門・白蓮涇（白莲泾）出入口。浦東側。地下鉄7号線雲台路駅（云台路站）が最寄りであるが、観客の流れを分けるために主催者は地下鉄6・7号線高科西路駅からのルートを案内している。日本館・韓国館・朝鮮（北朝鮮）館などに近い。人気の日本館・韓国館・サウジアラビア館に近く、駅から遠いにもかかわらず朝だけは混雑したが、団体の利用は少なく、全体的にも入場者が少ないゲートであった。10月19日以降は中国国家館の予約券の配布が無くなり、台湾館の予約券が配布された。
- 5号門・高科西路出入口。浦東側。地下鉄7号線雲台路駅が最寄り。出入口は2か所に分かれており、西側の出入口は中国国家館・香港館・澳門館・オマーン館などに近く、東側のゲートはカタール館・UAE館・モロッコ館などに近い。メインゲートの6号門よりも会場中心部に近く、朝は混雑した。
- 6号門・上南路出入口。浦東側。メインゲートの扱い。地下鉄7・8号線耀華路駅（耀华路站）に隣接。世博軸の南にある出入口で、中国国家館・中国省区市連合館・テーマ館・生命陽光館などに近い。混雑したゲートのひとつだが、入場門の数が多いため、入場に要する時間は意外に短かった。ただし、ゲートそのものは駅から近いが、ゲートに入ったあと世博軸をかなり長く歩く必要があり、パビリオンまでは遠いゲートであった。
- 7号門・長清北路（长清北路）出入口。浦東側。地下鉄7号線長清路駅が最寄り。出入口は盧浦大橋高架橋をはさんで東西にあり、東側はタイ館・フィリピン館・インドネシア館などに近く、西側はベラルーシ館・ボスニア・ヘルツェゴビナ館・チェコ館・スロバキア館などに近い。広大な駐車場を控えているため、団体観光客の入場が多く混雑した。
- 8号門・後灘（后滩）出入口。浦東側。地下鉄7号線後灘駅（后滩站）が最寄り。駅から1キロ以上あるため、時間によっては駅との間にシャトルバスあり。アメリカ館・アルゼンチン館・南アフリカ館・アフリカ連合館などに近い。駅から遠いため、シャトルバスの運転のない早朝は最も空いているゲートであり、中国国家館の予約券を取得しやすいゲートのひとつとされた。ただし、広大な駐車場を控えているため団体観光客の入場が多く、開門時間間際などは最も混雑した。全体的には最も利用者の多いゲートであった。
- 9号門・馬当路（马当路）出入口。浦西側。地下鉄9号線馬当路駅に隣接。ゲートから必ず無料の上海地下鉄13号線に乗車して、浦西側の盧浦大橋駅（卢浦大桥站）か浦東側の世博大道駅まで行く必要があるため、朝一番に人気パビリオンに並ぶためには不利だが、朝一番に人気館に行かない場合や退場時は歩く距離が少なく、比較的空いていて入場にあまり時間がかからない便利なゲートであった。盧浦大橋駅は日本産業館・シスコ館・テーマ館（都市足跡館）などに近く、世博大道駅の南口はオーストラリア館・フィンランド館・ポルトガル館・タイ館などに近く、北口はフィンランド館・デンマーク館・エストニア館・モナコ館などに近い。中国国家館の予約券の配布は無かった。
- 10号門から13号門は上海市中心部に設けられた、渡船専用のゲートである。中国国家館の予約券の配布は無かった。また、13号門以外には入場券売り場がなく、団体を主な対象にしていた。
  - 10号門・十六鋪（十六铺）水門
  - 11号門・秦皇島路（秦皇岛路）水門
  - 12号門・其昌桟（其昌栈）水門
  - 13号門・東昌路（东昌路）水門

### 警備
武装警察本部の共産党委員会の指示の下、数万人規模の中国人民武装警察部隊（中国人民解放軍の兵士・将校）の隊員により警備が行われ、主に万博会場周辺の警戒、重点ターゲットの防衛、武装パトロール、重点地域の守備などが担当された。また、他にも万博警備のために警官約4万6,000人を投入し、上海市内では約200万人の市民ボランティアが動員されて市街の巡回活動を行った。
また、中国公安部、交通運輸部および上海市人民政府は、上海万博の安全な開催を保障するために万博期間中に上海市に進入する全ての車輌に対する検問の実施と通行証による管理を行うことを決定した。上海地下鉄ではすべての駅でX線装置による手荷物検査を行っていた。

## 1日100万人の入場
2010年10月16日は土曜日で天候にも恵まれ気温も涼しく、絶好のコンディションが揃ったため、前売入場券を購入していたもののこれまで来場していなかった人々等が殺到し、入場者は1日だけで103.27万人を記録した。これは上海万博のこれまでの1日あたり入場者記録である9月23日の63.12万人はもちろん、国際博覧会のこれまでの記録だった大阪万博が1970年9月5日に記録した83.58万人も大きく更新し、新記録となった。
会場内は大混雑となり、石油館が12時間の待ち時間を記録したほか、5時間を超える待ち時間を記録したパビリオンが続出した。北朝鮮館など普段は待ち時間のないパビリオンにまでかなりの行列ができ、通路も大混雑したが、当初から入園者が70万人を超えそうな場合を想定した対策を取っていたため、通路に椅子や机などを出さないようにしたほか、園内交通用のバスを20両増やしたり、トレーラー型臨時トイレを各地に投入した。ボランティアの数も普段より増やし、会場の運営そのものは問題なく行われたと主催者側は発表している。
その次の週末である10月23・24日は、通常日用の入場券で入場できる最後の週末であったために、更なる混雑も予想されたが、実際には悪天候となり再び100万人の入場者の来場とはならなかった。月曜日以降は指定日券でしか入場できなかったため、入場者数は落ち着いた。

## 問題
会場全体

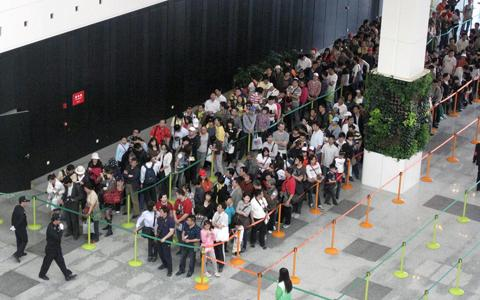
5月1日の入口での行列

開催当初は暑さ対策がほとんどなされておらず、日陰のベンチに倒れ込む来場者が続出していたが、その後、行列エリアには屋根・扇風機・冷風機・ドライミスト発生装置などが完備されるようになり、一部のパビリオンでは行列エリアに簡易ベンチも設置されるようになり、この問題は大幅に改善された。
上海万博PRソングの盗作疑惑
上海万博PRソングで中国の著名な作曲家繆森の作品とされてきた『2010等你来（2010年が君を待ってる）』（歌およびMV出演：ジャッキー・チェンなど）が、岡本真夜の楽曲『そのままの君でいて』とソックリだとして盗作疑惑が持ち上がっていた。中国ではインターネットを中心に批判が持ち上がり、日本のメディアでも大きく取り上げられた。事務局では事実確認のため一時使用停止し、その後、岡本真夜の所属事務所に使用許可を求めた。岡本側は曲の使用を認めたが、当局はこの使用申請受け入れについて言論統制によって国内での報道を禁止した。なお、当初この曲は開会式で歌われる予定であったが、歌われなかった。
未開館のパビリオン

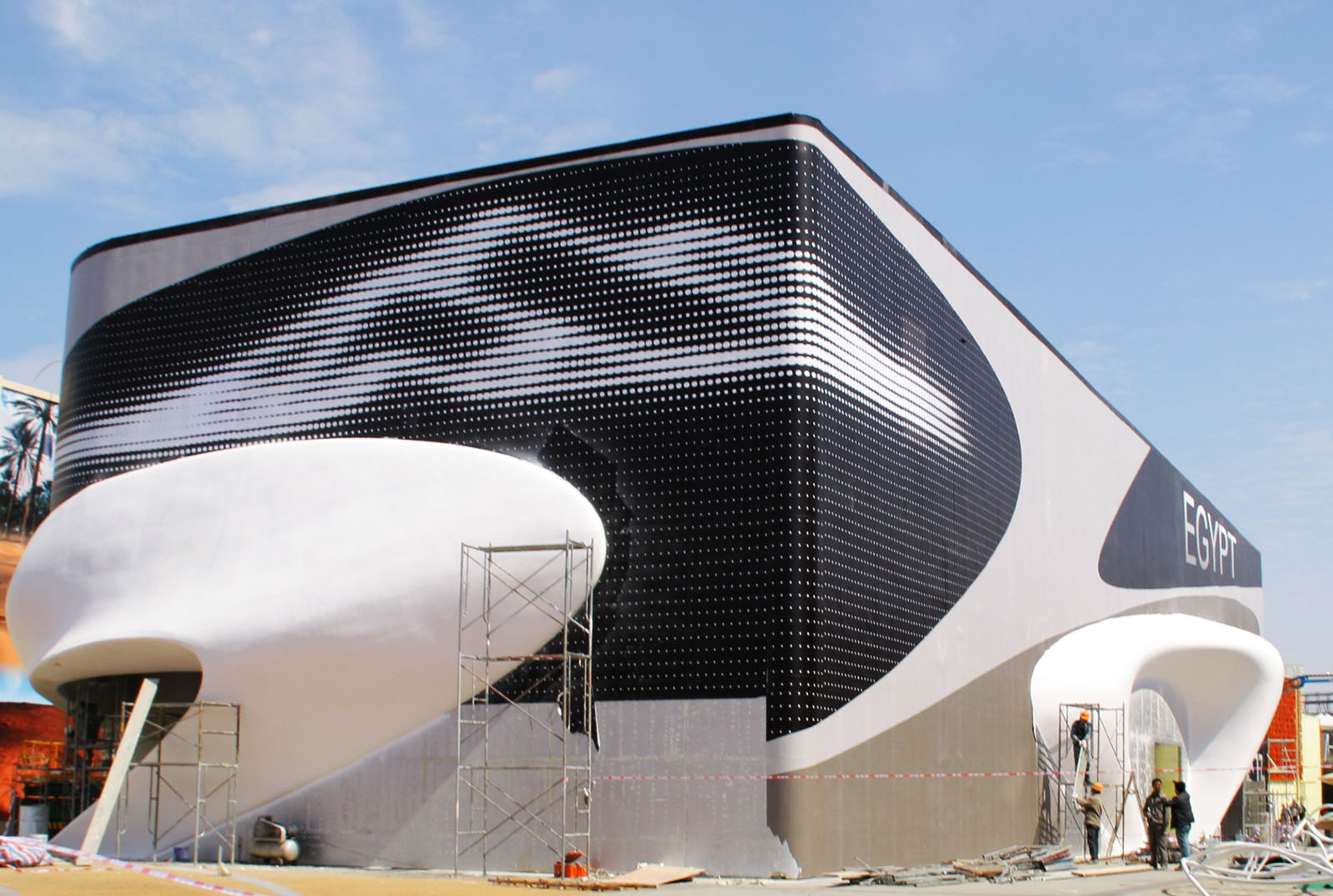
エジプト館

ベネズエラや南アフリカ共和国、エジプトなど一部の外国パビリオンは工事が遅れていて、開幕日の当日になっても開幕することができずに閉まったままであった。
6月に入ってイラク館を最後にようやくすべてのパビリオンが完成した。なおこのイラク館は、地元メディアが開館直前に連日応援報道を行ったため、大した展示物が無いにもかかわらず開館後しばらくは行列ができる人気パビリオンとなった。
過剰な参加勧誘
参加国・参加外国機関を増やすため、過剰な参加勧誘を行ったとされる。また、ニウエはそれまではどの国とも国交がなかったが、2007年に中国と初の外交関係を結び国家承認を行ったのは、1カ国でも「参加国」を増やす狙いがあったとされる。
最終黒字
収益は黒字であったことが判明しているが、その正確な額を明らかにしていない。万博のための過剰なインフラ整備費に4000億中国元(当時のレートで日本円にして4兆8000億円)以上が費やされたと見られており、最終黒字で取り戻せているわけではない。

## 大阪万博と上海万博
大阪万博と上海万博との類似性を強調するのが自身が大阪万博の開催を主導した堺屋太一である。堺屋によれば、大阪でも上海でも、
1. 工業力による会場および都市づくり
2. 大量の観客を円滑に運ぶ管理能力
3. 全世界からの出展者をむかえる外交的成果

の3点を内外に披露し、「近代工業社会」を誇示する点で類似しており、そこでは生活の質や生活様式、人びとの消費行動や行動様式が大幅に変化することが期待されている。また、堺屋は上海万博は「近代工業社会の最大にして最後のイベントになるだろう」と予言し、中国人の消費のレベルをあげ、生活の質を向上させる変化の起爆剤になれば万博は成功だとしている。ただし、上海万博閉幕ころにはバブル経済が弾けて中国経済全体が落ち込む可能性があり、テイクオフののちには中国が「世界標準」を主張する可能性が少なくないとしている。
朝日新聞編集委員の外岡秀俊も、万博の歴史に新たなページをひらいたのは1970年の日本であったとしている。フランスでは革命により王室を失い、代わって国民統合の象徴としての意味を担わされたのが産業振興であり、産業博覧会であった。20世紀にフランスに代わって万博を主導したのはアメリカ合衆国であったが、そこにも国民統合の意味合いがあった。外岡は、吉見俊哉東京大学教授のことばを引用しながら、そこに新しくアジアの「成功物語」をもちこんだのが日本であり、1964年の東京オリンピックから1970年の大阪万博までの流れは、韓国における1988年のソウルオリンピックから1993年の大田国際博覧会、そして、中国における2008年の北京オリンピックから2010年の上海万博への流れというかたちで受けつがれたと論じている。